# Episodi di Yu-Gi-Oh! GX

Il logo della serie

La serie animata di Yu-Gi-Oh! GX, da cui è stato tratto l'omonimo manga, è composta da 180 episodi divisi in quattro stagioni. L'anime segue le avventure di Jaden Yuki (Judai Yuki nella versione originale giapponese) e dei suoi compagni mentre frequenta l'Accademia del Duellante. È andato in onda in Giappone per la prima volta il 6 ottobre 2004 su TV Tokyo. In Italia è iniziato su Italia 1 il 15 maggio 2006, data a partire dalla quale sono state trasmesse le prime due stagioni, mentre dal 10 marzo al 16 agosto 2008 sono andate in onda le puntate della terza (tranne l'ultima, che è stata saltata). La quarta e ultima stagione e l'ultimo episodio della terza sono stati trasmessi interamente dal 13 giugno al 7 luglio 2010 sul canale Hiro di Mediaset Premium, e replicata per la prima volta in chiaro su Italia 1 a partire dal 3 agosto 2016 nella fascia oraria notturna, con mini-maratone di cinque o sei episodi.

## Stagione 1
| Nº                                          | Titolo italiano Giapponese 「Kanji」 - Rōmaji - Traduzione letterale | In onda           | In onda        |
| Nº                                          | Titolo italiano Giapponese 「Kanji」 - Rōmaji - Traduzione letterale | Giapponese        | Italiano       |
| Arco dei Cavalieri delle Ombre (52 episodi) | |                   |                |
| 1                                           | Il prossimo re dei giochi 「遊戯を継ぐ者」 - Yūgi o tsugumono – "Colui che eredita il gioco" | 6 ottobre 2004    | 15 maggio 2006 |
| 1                                           | Jaden Yuki sta andando agli esami di ammissione all'Accademia del Duellante quando incontra Yugi Mutō, che gli dà una carta speciale, il Kuriboh Alato. Jaden si precipita agli esami, ma arriva in ritardo. Gli viene data un'ultima possibilità di entrare nell'Accademia, ma deve prima battere il professor Crowler in un duello. Crowler evoca il suo miglior mostro, il potente Golem Ingranaggio Antico, ma Jaden è in grado di prevalere usando il suo nuovo partner, Kuriboh Alato, e il potere del suo deck di Eroi Elementali. |                   |                |
| 2                                           | Benvenuti all'Accademia del Duellante! 「フレイム·ウィングマン」 - Fureimu Winguman – "Uomo Alato della Fiamma" | 10 ottobre 2004   | 16 maggio 2006 |
| 2                                           | Jaden arriva all'Accademia del Duellante e viene inserito nel dormitorio Slifer Rosso, dove vengono inviati i duellanti più scarsi, fannulloni e poveri. In una stanza del dormitorio incontra così i suoi nuovi compagni di stanza Syrus Truesdale e Chumley Huffington con i quali inizia a stringere amicizia. Poco tempo dopo Jaden finisce per mettersi nei guai e viene sfidato a duello da uno studente dell'Obelisk Blu, Chazz Princeton, che vuole sapere se Jaden ha sconfitto Crowler per abilità o per fortuna. |                   |                |
| 3                                           | Duello d'amore 「エトワール·サイバー」 - Etowāru Saibā – "Cyber Etoile" | 20 ottobre 2004   | 17 maggio 2006 |
| 3                                           | Crowler è determinato a vendicarsi di Jaden e architetta un piano per espellerlo dalla scuola. Lascia una falsa lettera d'amore in un armadietto, spacciandosi per Alexis, così da poter catturare Jaden fuori dal suo dormitorio durante la sera e avere perciò una giustificazione per sbarazzarsi di lui. Tuttavia Syrus trova la lettera al suo posto, e Jaden finisce per dover salvare il suo amico dalle ragazze dell'Obelisk Blu duellando con la regina del dormitorio, Alexis Rhodes. |                   |                |
| 4                                           | Avversario quasi per caso 「5重合体! VWXYZ」 - Go jūgattai! Vi to Zi – "5 polimeri! VWXYZ" | 27 ottobre 2004   | 18 maggio 2006 |
| 4                                           | Jaden dorme troppo ed arriva in ritardo per un esame e perciò Chazz non riesce ancora a credere che un tale fannullone sia stato in grado di battere Crowler. Chazz e Jaden si affrontano di nuovo in un duello, ma questa volta Chazz ha un intero arsenale di nuove carte rare e potenti, fornitegli da Crowler. Ma Jaden ha anche una nuova carta: Ali Trascendentali, che ha il potere di trasformare il suo Kuriboh Alato nel potente Kuriboh Alato LV10 e ciò gli permette di vincere. Jaden riesce così a farsi promuovere al Ra Giallo, ma rifiuta la carica e decide di rimanere allo Slifer Rosso, con grande felicità di Syrus. |                   |                |
| 5                                           | Il duellante delle ombre 「闇のデーモンデッキ」 - Yami no Dēmon Dekki – "Un deck demone oscuro" | 3 novembre 2004   | 19 maggio 2006 |
| 5                                           | Durante una notte, Jaden e i suoi amici si alternano nel raccontare storie di fantasmi. Il professor Banner si unisce a loro e racconta una storia riguardante i Giochi delle Ombre e su un quarto dormitorio abbandonato all'Accademia. Jaden, Syrus e Chumley si recano al misterioso luogo per verificare se la sua storia sia vero o meno, e qui incontrano Alexis che sta cercando il suo fratello scomparso proprio in quella zona. I quattro entrano nel dormitorio abbandonato e Alexis viene catturata da un uomo di nome Titan che si definisce un duellante delle ombre, il quale è stato assunto da Crowler per sbarazzarsi di Jaden dopo che ha sentito che Jaden sarebbe andato nel dormitorio abbandonato. Jaden duella contro di lui per liberare Alexis, ma non ha molta fortuna. |                   |                |
| 6                                           | Tra realtà e illusione 「ハネクリボーの奇跡」 - Hane Kuribō no kiseki – "Il miracolo di Kuriboh Alato" | 10 novembre 2004  | 22 maggio 2006 |
| 6                                           | Sembra che sia finita per Jaden ma Kuriboh Alato riesce ad infrangere l'illusione di Titan e dissipare il suo falso Gioco delle Ombre ribaltando le sorti della partita. Jaden e Titan vengono quindi trascinati in un vero Gioco delle Ombre e Titan viene posseduto dagli spiriti del dormitorio per continuare il duello, ma Jaden riesce a vincere grazie all'aiuto di Kuriboh Alato. Il ragazzo salva così Alexis e fuggono insieme a Syrus e Chumley, ma Titan viene lasciato nel Regno delle Ombre. Alla fine Jaden promette anche di aiutare Alexis a trovare il suo fratello scomparso. |                   |                |
| 7                                           | Punizione inattesa 「翔の乗り物デッキ」 - Shō no Bīkuroido Dekki – "Il deck di veicoli di Sho" | 17 novembre 2004  | 23 maggio 2006 |
| 7                                           | Jaden e Syrus sono di nuovo nei guai in quanto nei giorni precedenti hanno lasciato la loro stanza al di fuori dell'orario consentito e sono entrati nel dormitorio proibito. Saranno espulsi dall'Accademia a meno che non riescano a vincere un duello a squadre come disposto dal comitato scolastico. Syrus e Jaden si allenano l'uno contro l'altro prima della loro grande sfida. Durante l'ultima mossa del loro duello di allenamento, Syrus pesca la carta Vincolo di Potere, ma si rifiuta di giocarla perché suo fratello gli ha detto che non era un duellante abbastanza forte e degno del suo potere. |                   |                |
| 8                                           | Una sfida per un amico 「最強! サイバーエンド·ドラゴン」 - Saikyō! Saibā Endo Doragon – "Il più forte! Cyber Drago Finale" | 24 novembre 2004  | 24 maggio 2006 |
| 8                                           | Syrus ha intenzione di lasciare la scuola a causa di ciò che ha detto suo fratello. Jaden è dispiaciuto per lui e va a duellare contro il fratello di Syrus, Zane Truesdale, un Obelisk Blu nonché il miglior duellante dell'istituto. Tuttavia, il potente deck Cyber Drago di Zane si rivela troppo difficile da gestire per Jaden, che perde il duello. Nonostante la sconfitta, Jaden mantiene un atteggiamento positivo e dice che si è divertito a duellare, e questo fa sentire meglio anche Syrus. |                   |                |
| 9                                           | Affari di famiglia 「一撃必殺! ちゃぶ台返し」 - Ichigeki hissai! Chabudai gaeshi – "Un colpo certo che uccide! Rovescia il Tavolo" | 1º dicembre 2004  | 25 maggio 2006 |
| 9                                           | Il padre di Chumley crede che il figlio sia un pessimo duellante a causa del suo scarso rendimento scolastico e desidera che lasci l'Accademia del Duellante per aiutarlo a gestire l'azienda di famiglia. Jaden e Syrus non vogliono che il loro amico se ne vada, quindi il padre di Chumley fa un patto con lui: se Chumley riesce a batterlo in un duello, potrà rimanere all'Accademia. Chumley perde, ma suo padre ha visto il suo grande spirito e gli permette di restare comunque con orgoglio. |                   |                |
| 10                                          | Gioco di squadra 「十代&翔! タッグデュエル (前編)」 - Jūdai to Shō! Taggu Dyueru (zenpen) – "Judai e Sho! Duello Tag (prima parte)" | 7 dicembre 2004   | 26 maggio 2006 |
| 10                                          | Arriva il giorno del duello designato di Jaden e Syrus e questi devono vedersela con due duellanti professionisti, i Fratelli Paradox. Il duello ha inizio e Syrus comincia a perdere la fiducia in se stesso temendo che Jaden possa essere sconfitto a causa sua. Diventa sempre più preoccupato quando i Fratelli Paradox evocano il loro mostro più forte, il Guardiano del Cancello. Jaden, tuttavia, si sta divertendo come al solito e dice a Syrus di tirarsi su di morale. Nonostante ciò vengono messi alle strette e rischiano seriamente di perdere il duello. |                   |                |
| 11                                          | Mai darsi per vinti 「十代&翔! タッグデュエル (後編)」 - Jūdai to Shō! Taggu Dyueru (kōhen) – "Judai e Sho! Duello Tag (seconda parte)" | 14 dicembre 2004  | 29 maggio 2006 |
| 11                                          | Il duello tra Jaden, Syrus e i Fratelli Paradox continua. Dalla tribuna Alexis e Chumley sono preoccupati che i loro amici non riescano a vincere. Chazz, d'altra parte, non vede l'ora che Jaden venga umiliato. Jaden e Syrus vengono messi con le spalle al muro, ma il primo non ha ancora perso la speranza. Vedendo l'atteggiamento del compagno, Syrus è motivato ed è in grado di distruggere Guardiano del Cancello e alla fine vince il duello usando Vincolo di Potere, dimostrando a suo fratello che è un duellante più forte di quanto si potesse aspettare. Vincendo il duello, i ragazzi sono in grado di rimanere all'Accademia, con grande sgomento di Chazz e Crowler. |                   |                |
| 12                                          | La formula del successo 「酸素+水素=H²Oドラゴン」 - Sanso Purasu Suiso Ikōru Wōtā Doragon – "Ossigeno + Idrogeno = Drago H²O" | 22 dicembre 2004  | 30 maggio 2006 |
| 12                                          | Chazz viene rimproverato da Crowler per aver perso contro Jaden. Se Chazz vuole mantenere la sua posizione nel dormitorio Obelisk Blu, deve sconfiggere il miglior studente dei Ra Giallo, Bastion Misawa, in un duello. Nonostante il suo atteggiamento arrogante, Chazz viene sconfitto. Bastion rinuncia alla possibilità di unirsi al dormitorio blu, perché crede che non sarà davvero il migliore finché non batterà Jaden. |                   |                |
| 13                                          | La scimmia duellante 「野性解放! SALデュエル」 - Yasei kaihō! Saru Dyueru – "Liberazione selvaggia! Duello SAL!" | 29 dicembre 2004  | 31 maggio 2006 |
| 13                                          | Syrus vede Chazz prendere i suoi bagagli e lasciare la scuola dopo essere stato sconfitto da Bastion. Jaden e Syrus escono di nascosto dalla classe per cercare di fermarlo, ma vengono fermati da Alexis e dalle sue amiche, Jasmine e Mindy. Invece di rimandare Jaden e Syrus in classe, Alexis decide di unirsi a loro per trovare Chazz. La loro ricerca viene però interrotta da una scimmia sperimentale di nome Wheeler che indossa un Duel Disk e che rapisce Jasmine. Jaden duella contro la scimmia per salvare la ragazza, ma mentre sono impegnati, Chazz lascia l'isola. Alla fine Wheeler viene sconfitto e grazie all'intervento del professor Banner è in grado di sfuggire ai suoi proprietari e va a vivere con i suoi simili nella foresta. |                   |                |
| 14                                          | Uno spirito indesiderato 「VS サイコショッカー!?」 - Vāsasu Saiko Shokkā!? – "VS Jinzo!?" | 5 gennaio 2005    | 1º giugno 2006 |
| 14                                          | Solo pochi studenti sono rimasti sull'isola durante la pausa invernale, tra cui Jaden e i suoi amici. Si stanno godendo il tempo libero nella caffetteria del dormitorio Slifer Rosso, quando uno studente dell'Obelisk Blu si precipita dentro e spiega che lui e alcuni dei suoi amici stavano tentando di far rivivere lo spirito di Jinzo, credendo però che la loro evocazione non avrebbe funzionato. Tuttavia, il rito ha avuto successo e ora Jinzo ha preso le anime dei suoi amici. Così il gruppo si dirige nella foresta e trova Jinzo. Jaden lo sconfigge in un duello e restituisce le anime che ha preso. La mattina seguente, i presenti credono che fosse tutto un sogno ma Jaden è conscio che non lo era, e che gli spiriti dei duelli esistono davvero perché può vedere quello di Kuriboh Alato. |                   |                |
| 15                                          | Duello galante 「青春のデュエルテニス」 - Seishun no Dyueru Tenisu – "Duel Tennis della giovinezza" | 12 gennaio 2005   | 5 giugno 2006  |
| 15                                          | Jaden e Syrus stanno giocando a tennis e Jaden si lamenta che non ha nulla a che fare con i duelli. Mentre è distratto, colpisce accidentalmente la palla verso Alexis. Un altro studente di nome Herrington Rosewood devia la palla, ma finisce per colpire il professor Crowler. Alexis ringrazia l'altro studente per averla salvata e rivela di avere una cotta per lei. Decide di sfidare Jaden a duello in cui il vincitore diventerà il fidanzato di Alexis. Jaden, non capendo esattamente cosa intendesse, accetta il duello e vince. Successivamente, chiede ad Alexis cosa significa fidanzato, e lei gli dice che per il momento significa amico. |                   |                |
| 16                                          | Il gigante dei duelli 「闇夜のキングゴブリン」 - Yamiyo no Kingu Goburin – "Re dei Goblin della notte oscura" | 19 gennaio 2005   | 6 giugno 2006  |
| 16                                          | Diversi studenti dell'Obelisk Blu sono stati attaccati e costretti a duellare scommettendo le loro carte migliori, finendo per vedersi prese le loro carte rare. Nel frattempo, Jaden è impegnato con un sacco di compiti, ma il professor Crowler promette di toglierglieli se scopre chi ha sconfitto gli studenti dell'Obelisk, inoltre il professore si rende conto che questa situazione potrebbe essere l'occasione giusta per espellere Jaden una volta per tutte. Jaden, Syrus e Chumley escono nel cuore della notte per affrontare il cosiddetto "Gigante dei duelli", che si rivela essere in realtà due persone, Beauregard e Brier, entrambi studenti del Ra Giallo che si alleano l'uno con l'altro dopo essere stati presi in giro da altri studenti dell'Obelisk Blu. Jaden li perdona e li lascia andare, finendo per essere oberato di compiti dal professor Crowler. |                   |                |
| 17                                          | Duello nella foresta 「ドロー!ドロー!ドロー!」 - Dorō! Dorō! Dorō! – "Pesco! Pesco! Pesco!" | 26 gennaio 2005   | 7 giugno 2006  |
| 17                                          | Jaden, Syrus, Chumley e Alexis sentono parlare di uno studente con un'incredibile capacità di pescare sempre la carta che desidera. Escono nella foresta per trovare questo misterioso duellante di nome Damon e scoprono che ha vissuto a lungo nella natura perfezionando la sua tecnica di pesca. Questi vuole duellare contro Jaden per mostrare loro le sue abilità di pesca. Jaden vince il duello, dicendo che dovrebbe imparare a divertirsi di più duellando e non prendere tutto così seriamente. |                   |                |
| 18                                          | Il re dei copioni 「VS 遊戯デッキ (前編)」 - Vāsasu Yūgi Dekki (zenpen) – "VS il deck di Yugi (prima parte)" | 2 febbraio 2005   | 8 giugno 2006  |
| 18                                          | Il famoso deck di Yugi Mutō sarà esposto al museo dell'Accademia del Duellante. Syrus duella contro uno studente del Ra Giallo di nome Dimitri, il quale copia i deck degli altri, per vincere i biglietti per l'esibizione per poi dargli a Jaden. Dimitri è costernato di essere stato sconfitto da uno Slifer Rosso. Bastion lo conforta, ma è ancora determinato a diventare un duellante molto migliore. Durante la notte, ruba il deck di Yugi, pensando che lo aiuterà a vincere. Bastion, Jaden, Syrus e Chumley escono per cercarlo, e Jaden finisce a duellare con Dimitri per riottenere le carte di Yugi. Dimitri, tuttavia, pensa di essere il vero Yugi e prende il sopravvento con le sue potenti carte. |                   |                |
| 19                                          | Strategie in prestito 「VS 遊戯デッキ (後編)」 - Vāsasu Yūgi Dekki (kōhen) – "VS il deck di Yugi (seconda parte)" | 9 febbraio 2005   | 9 giugno 2006  |
| 19                                          | Jaden si trova in difficoltà nel sconfiggere i potenti mostri di Yugi, anche quando sono controllati da un dilettante del Ra Giallo. Jaden è finalmente in grado di vincere usando Uomo Alato della Fiamma Eroe Elementale. Dimitri è depresso e crede ora di non avere più talento in quanto non è riuscito a vincere con carte così potenti. Zane e Alexis si presentano alla fine del duello e Jaden rimane sorpreso e si chiede come l'abbiano trovato. Zane afferma che non c'erano solo loro, anche molti altri studenti che stavano guardando il duello. Jaden si guarda intorno e solo ora nota tutti gli spettatori. Jaden poi dice a Dimitri che dovrebbe creare il proprio deck e non copiare gli altri, ma Dimitri la prende nel modo sbagliato e inizia a copiare Jaden in modo scadente. |                   |                |
| 20                                          | Il segreto di Blair 「恋する乙女は強いのよデッキ!」 - Koisuru otome wa tsuyoi no yo Dekki! – "Il deck forte con Maiden in Love!" | 16 febbraio 2005  | 12 giugno 2006 |
| 20                                          | Un nuovo studente trasferito, Blair Flanagan, si unisce al dormitorio di Slifer Rosso. Jaden nota che il nuovo arrivato assomiglia un po' a una ragazza e sembra molto interessato a Zane. Jaden si confronta direttamente con Blair su questo, e accidentalmente gli toglie il cappello, rivelando i suoi lunghi capelli e il fatto che in realtà è una lei. Jaden duella con lei, con l'intento di scoprire di più riguardante la faccenda. Blair inizia a conquistare i mostri di Jaden usando le sue carte come Maiden in Love. Alla fine Jaden riesce a vincere e Blair ha paura che dica alla gente che in realtà è una ragazza ma Jaden promette che non lo farà. A questo punto, Zane si presenta sulla scena e Blair ammette di avere una cotta per lui e anche di essere solo in quinta elementare. Il giorno dopo, lascia l'Accademia e promette di tornare e iscriversi di nuovo quando sarà più grande, ma ora ha una cotta per Jaden. |                   |                |
| 21                                          | La grande sfida 「融合封じ! 十代VS三沢(前編)」 - Yūgō fūji! Jūdai Vāsasu Misawa (zenpen) – "Sigillo di fusione! Judai VS Misawa (prima parte)" | 23 febbraio 2005  | 14 giugno 2006 |
| 21                                          | È stato annunciato che si svolgerà un duello tra scuole, che vedrà uno studente rappresentante dell'Accademia del Duellante contro un altro dell'Accademia del Nord. Crowler, il cancelliere Sheppard e gli altri insegnanti discutono su chi dovrebbe essere il rappresentante della scuola: Jaden o Bastion. Decidono così di far svolgere un incontro tra i due e il vincitore duellerà con il rappresentante dell'Accademia del Nord. Bastion si mette subito al lavoro per creare un deck per battere gli Eroi Elementali di Jaden. Il giorno dopo inizia il duello e la strategia di Bastion sembra perfetta: blocca l'uso della Polimerizzazione di Jaden, rendendo inutili i suoi mostri migliori. |                   |                |
| 22                                          | Un duello avvincente 「ワイルドマン召喚! 十代VS三沢(後編)」 - Wairudoman shōkan! Jūdai Vāsasu Misawa (kōhen) – "Sigillo di fusione! Judai VS Misawa (seconda parte)" | 2 marzo 2005      | 15 giugno 2006 |
| 22                                          | Jaden sta facendo molta fatica a sconfiggere il Drago Acquatico di Bastion e Syrus teme che possa perdere. Nonostante non sia in grado di usare la sua fusione degli Eroi Elementali, Jaden riesce a farcela ed evoca Wildheart, aggiudicandosi il duello. Zane e Bastion rimangono molto impressionati dalla sua abilità di duellare. Bastion dice a Jaden che creerà un nuovo deck e lo sfiderà nuovamente a duello, e che non vede l'ora che arrivi quel giorno. Jaden diventa così il rappresentante dell'Accademia per il duello interscolastico. |                   |                |
| 23                                          | Il piccolo Belowski 「脱力! もけもけデュエル」 - Datsuryoku! Moke Moke Dyueru – "Esaurimento! Duello Mokey Mokey" | 9 marzo 2005      | 16 giugno 2006 |
| 23                                          | Crowler è ancora determinato a sbarazzarsi di Jaden e perciò recluta Belowski per aiutarlo nell'impresa. Jaden, nel frattempo, sta costruendo il suo deck in vista del suo prossimo match. Tuttavia inizia ad irritarsi in quanto tutti i suoi amici continuano a interromperlo e perciò decide di salire sul tetto dell'Accademia per trovare un po' di pace e tranquillità. Qui incontra Belowski, uno studente dell'Obelisk Blu che è in grado di vedere lo spirito di Kuriboh Alato e la cosa lascia sorpreso Jaden. Belowski chiede poi a Jaden di duellare contro di lui, poiché non ha mai duellato prima contro chiunque possa parlare con gli spiriti dei mostri. Sopraggiungono anche gli amici di Jaden i quali vengono influenzati dalla personalità calma e concentrata di Belowski. Jaden riesce poi a fare breccia tra i mostri Moke Moke di Belowski e vince il duello vanificando i piani di Crowler ancora una volta. |                   |                |
| 24                                          | L'Accademia del Nord 「復活! 万丈目サンダー」 - Fukkatsu! Manjōme Sandā – "Rinascita! Manjōme Thunder" | 16 marzo 2005     | 19 giugno 2006 |
| 24                                          | Chazz, ancora irritato dalle sconfitte subite da Bastion e Jaden, arriva all'Accademia del Nord. Nelle fogne dell'accademia, il preside (travestito da straniero) dà a Chazz una carta Ojama Giallo e si scopre che può parlargli, proprio come può fare Jaden con Kuriboh Alato. Questa Accademia ha regole diverse da quella che conosce e deve duellare con cinquanta studenti e poi con il campione della scuola se vuole mettersi alla prova ed entrare nell'Accademia del Nord. Chazz non ha problemi a sconfiggere tutti i suoi sfidanti e infine il campione Zar. Diventa il nuovo campione della scuola e, quindi, il rappresentante dell'Accademia del Nord nel duello interscolastico con l'Accademia del Duellante. |                   |                |
| 25                                          | La sfida annuale 「VS万丈目サンダー(前編) アームドドラゴンの脅威」 - Vāsasu Manjōme Sandā (zenpen) Āmudo Doragon no kyōi – "VS Manjōme Thunder (prima parte) - La minaccia di Drago Armato" | 23 marzo 2005     | 21 giugno 2006 |
| 25                                          | Arriva il giorno del duello interscolastico e Jaden dice ai suoi Eroi Elementali di fare del loro meglio nell'imminente battaglia. Quando il suo avversario arriva dall'Accademia del Nord, è scioccato nello scoprire che non è altri che Chazz, che è tornato con un nuovo deck, e viene soprannominato "Chazz campione". I fratelli di Chazz arrivano a loro volta per assistere al duello, mettendo ancora più pressione su di lui. La battaglia inizia, con Chazz che evoca Drago Armato LV3 e alla fine lo aggiorna nel potente Drago Armato LV7. |                   |                |
| 26                                          | Una pesante responsabilità 「VS万丈目サンダー(後編) アームドドラゴンLV7」 - Vāsasu Manjōme Sandā (kōhen) Āmudo Doragon Reberu sebun – "VS Manjōme Thunder (seconda parte) - Drago Armato LV7" | 30 marzo 2005     | 22 giugno 2006 |
| 26                                          | Chazz sta decimando i mostri di Jaden con il suo Drago Armato LV7. Jaden alla fine prevale usando una combinazione di Uomo Alato della Fiamma e Ragazza Eroica e si aggiudica il duello. Chazz è amareggiato per aver perso di nuovo e i suoi fratelli sono furiosi con lui. Quando la nave parte per tornare all'Accademia del Nord, Chazz decide di rimanere all'Accademia del Duellante perché ha ancora dei conti in sospeso. Tuttavia, a causa della sua assenza di tre mesi, non gli è permesso di tornare nel dormitorio Obelisk Blu e invece deve unirsi al dormitorio Slifer Rosso con Jaden e Syrus, con suo grande sgomento. |                   |                |
| 27                                          | Rovine misteriose 「課外授業は闇のデュエル!?(前編)」 - Kagaijugyō wa yami no Dyueru!? (zenpen) – "La classe extracurricolare è un duello oscuro!? (prima parte)" | 6 aprile 2005     | 27 giugno 2006 |
| 27                                          | Il professor Banner, Jaden, Syrus, Chumley e Alexis fanno una gita nei pressi di un vulcano, alla ricerca di antiche rovine. Il gatto di Banner, Faraone, si guarda intorno e trova un oggetto luminoso per terra. Tre soli appaiono nel cielo e la luce avvolge il gruppo. Jaden perde conoscenza e si sveglia per ritrovarsi affiancato da Kuriboh Alato e vede una piramide gigante. Una ragazza misteriosa gli si avvicina e gli spiega che questa è una tomba sacra e che non dovrebbe intromettersi. Sopraggiungono le guardie della tomba che circondano Jaden e il loro capo lo sfida a duello, dove se riuscirà ad uscirne vincitore gli sarà permesso di scappare con i suoi amici altrimenti verranno tutti quanti sepolti vivi. |                   |                |
| 28                                          | La prova di Jaden 「課外授業は闇のデュエル!?(後編)」 - Kagaijugyō wa yami no Dyueru!? (kōhen) – "La classe extracurricolare è un duello oscuro!? (seconda parte)" | 13 aprile 2005    | 28 giugno 2006 |
| 28                                          | La carta magia del Comandante Custode di Tombe, Necrovalle, sta causando enormi problemi a Jaden, poiché non è in grado di tributare i mostri in quanto questi vengono inviati direttamente al cimitero. Usa l'abilità di Necroshade Eroe Elementale per evocare Bladedge senza tributi, vincendo così il duello. Il Comandante Custode di Tombe, accettando la sconfitta, dona a Jaden metà di un misterioso amuleto. Alla fine gli spiriti di Kuriboh Alato e Des Koala guidano Jaden e i suoi amici nel loro mondo prima che il portale si chiuda. |                   |                |
| 29                                          | Minaccia all'orizzonte 「VS ダークネス(前編)真紅眼の黒竜の挑戦」 - Vāsasu Dākunesu (zenpen) Reddo Aizu Burakku Doragon no chōsen – "VS Darkness (prima parte) - La sfida del Drago Nero Occhi Rossi" | 20 aprile 2005    | 29 giugno 2006 |
| 29                                          | Jaden, Chazz, Bastion, Zane, Alexis, Banner e Crowler sono tutti convocati nell'ufficio del cancelliere Sheppard. Questi spiega loro di tre potenti carte leggendarie, le "Bestie Sacre", che sono state sigillate sotto l'Accademia del Duellante. Afferma inoltre che un gruppo malvagio chiamato Cavalieri delle Ombre sta pianificando di liberarle e usare il loro potere. Dà a tutti una delle sette "Chiavi degli Spiriti", che hanno il potere di sbloccare il sigillo, e dice loro di proteggerli dai Cavalieri delle Ombre, poiché le chiavi hanno potere solo quando vengono vinte dai loro guardiani in un duello. Non ci vuole molto perché il primo Cavaliere delle Ombre, Nightshroud, appaia e sfidi Jaden a duello per la sua Chiave degli Spiriti in cambio delle vite di Syrus e Chumley. Inoltre, se Jaden perde, avrà la sua anima sigillata all'interno di una carta. La partita però sembra volgere a favore di Nightshroud che evoca Drago Nero Occhi Rossi per annientare il suo avversario. |                   |                |
| 30                                          | Draghi in azione 「VS ダークネス(後編)真紅眼の闇竜の攻撃」 - Vāsasu Dākunesu (kōhen) Reddo Aizu Dākunesu Doragon no kōgeki – "VS Darkness (seconda parte) - L'attacco del Drago Nero Occhi Rossi" | 27 aprile 2005    | 30 giugno 2006 |
| 30                                          | Jaden viene lentamente sconfitto da Nightshroud e dal suo deck Occhi Rossi. Ma con i suoi amici e il mondo intero in pericolo, Jaden non può permettersi di arrendersi. Combinando Wildheart, Bladedge e Grattacielo, è in grado di vincere il duello. L'anima malvagia di Nightshroud viene sigillata in una carta e quando gli viene tolta la maschera, si scopre la sua vera identità: il fratello perduto di Alexis, Atticus Rhodes, scomparso nel dormitorio abbandonato ed era stato posseduto dallo spirito malvagio di Nightshroud. |                   |                |
| 31                                          | La signora dei vampiri 「クロノスVS吸血美女カミューラ」 - Kuronosu Vāsasu Vanpaia Kamyūra – "Cronos VS Camula la vampira" | 4 maggio 2005     | 4 luglio 2006  |
| 31                                          | Mentre Jaden si sta riprendendo dal duello con Nightshroud, Crowler duella contro il secondo Cavaliere delle Ombre, una vampira di nome Camula. Il Lupo Mannaro Zombie di Camula riduce rapidamente i Life Points di Crowler a zero e l'anima di quest'ultimo viene sigillata in una bambola giocattolo. Jaden e Zane sono infuriati e decidono di sconfiggere Camula e salvare il loro insegnante. |                   |                |
| 32                                          | Zane contro Camula 「カイザーVSカミューラ 幻魔の扉発動!」 - Kaizā Vāsasu Kamyūra genma no tobira hatsudō! – "Kaiser VS Camula - Il Cancello dell'Illusione si attiva!" | 11 maggio 2005    | 5 luglio 2006  |
| 32                                          | Zane affronta Camula, ma è costretta a fare una scelta terribile quando gioca la carta magia oscura "Cancello dell'Illusione". Il prezzo per giocare questa carta è alto: se il suo proprietario perde il duello, prenderà la sua anima e Camula offre l'anima di Syrus al suo posto. Zane non può permettere che accada qualcosa a suo fratello e abbandona il duello per proteggerlo. L'anima di Zane viene così sigillata in una bambola simile a quella di Crowler, ma questa volta la tiene Camula. Jaden giura vendetta su Camula e promette di salvare Zane e Crowler ad ogni costo. |                   |                |
| 33                                          | Jaden contro le tenebre 「輝け!シャイニング·フレア·ウィングマン」 - Kagayake! Shainingu Furea Winguman – "Splendi! Uomo Alato della Fiammata Lucente" | 18 maggio 2005    | 6 luglio 2006  |
| 33                                          | Atticus si sveglia dal coma e dà a Jaden la seconda metà del suo ciondolo, che aveva acquisito durante il suo periodo con i Cavalieri delle Ombre. Nel frattempo, tutti stanno discutendo su chi duellerà contro Camula per liberare le anime di Zane e Crowler. Jaden decide di correre il rischio e vince. L'anima di Camula viene presa dal Cancello dell'Illusione, mentre Zane e Crowler vengono riportati alla normalità. |                   |                |
| 34                                          | Jaden contro Kaibaman 「湯けむり旅情! 青眼の白龍」 - Yukemuri ryojō! Burū Aizu Howaito Doragon – "Sentimenti termali! Drago Bianco Occhi Blu" | 25 maggio 2005    | 7 luglio 2006  |
| 34                                          | Di fronte all'ansia per i prossimi duelli con i Cavalieri delle Ombre, Jaden cerca di rilassarsi alle terme dell'Accademia con Syrus, Chazz e Chumley. Gli spiriti di Kuriboh Alato, Ojama Giallo e Des Koala appaiono e tutti vengono trascinati sott'acqua e finiscono nel mondo degli spiriti dei mostri dei duelli. Uno di questi mostri è Kaibaman, che ha le sembianze e il deck di Seto Kaiba. Questi sfida Jaden a duello per aiutarlo a ritrovare il suo spirito combattivo e usa le carte Drago Bianco Occhi Blu e Drago Finale Occhi Blu per metterlo alla prova. Nonostante un valoroso sforzo, Jaden viene sconfitto, ma ha riacquistato la fiducia in se stesso ed è pronto ad affrontare il resto dei Cavalieri delle Ombre. Jaden e i suoi amici vengono quindi riportati nel loro mondo. |                   |                |
| 35                                          | Fratelli rivali 「兄弟の結束! おジャマデルタハリケーン」 - Kyōdai no kessoku! Ojama Deruta Harikēn – "Unione dei fratelli! Uragano Ojama Delta" | 1º giugno 2005    | 10 luglio 2006 |
| 35                                          | I fratelli di Chazz, Slade e Jagger, vogliono rilevare l'Accademia duel Duellante. L'attuale proprietario dell'Accademia, Seto Kaiba, ha proposto a loro un accordo: uno degli studenti duellerà contro Slade, e se Slade riuscirà a vincere, lui e Jagger saranno stati autorizzati a rilevare la struttura. Lo studente prescelto è Chazz, ma c'è un'altra regola: deve usare mostri con meno di 500 punti di attacco. Chazz costruisce un nuovo deck di mostri apparentemente deboli usando carte che altri hanno buttato via, incluso il Trio Ojama (difatti è riuscito a trovare i fratelli di Ojama Giallo, ovvero Ojama Verde e Ojama Nero, i quali sono a loro volta in grado di parlare con Chazz). Affronta il fratello e vince, non solo salvando la scuola, ma dimostrando che la forza di un duellante non viene solo dalle sue carte, ma anche dal suo cuore. |                   |                |
| 36                                          | Distrazioni 「三沢っちVSアマゾネス! ムコとり決闘」 - Misawa-chi Vāsasu Amazonesu mukotori Dyueru – "Misawa VS Amazoness! Sposarsi per un duello del genero" | 8 giugno 2005     | 12 luglio 2006 |
| 36                                          | Bastion è preoccupato per quando apparirà il terzo Cavalieri delle Ombre, quindi porta fuori Jaden, Syrus e Chumley per svolgere un duello di pratica. Più tardi, in classe, Banner è sorpreso di scoprire che la maggior parte dei suoi studenti è scomparsa. Prende Jaden e gli altri con sé per andare a scoprire cosa sta succedendo. Giungono così in un colosseo dove vengono affrontati dal terzo Cavaliere delle Ombre, Tania, che sceglie Bastion per duellare contro di lei. Bastion si prende una cotta per Tania e questo lo fa distrarre, perdendo il duello e la sua Chiave degli Spiriti. |                   |                |
| 37                                          | La tigre e l'amazzone 「肉弾決闘! アマゾネスのデスリング」 - Nikudan Dyueru! Amazonesu no Desu Ringu – "Duello di proiettili umani! Arena Amazoness" | 15 giugno 2005    | 13 luglio 2006 |
| 37                                          | Bastion è molto preoccupato e angosciato di essere stato sconfitto da Tania e perciò Jaden decide di essere l'unico a sfidarla questa volta. Dopo un duello molto duro con la carta Arena Amazoness, Jaden ne esce vincitore. Tania, accettando Jaden come un grande duellante, viene liberata dal suo corpo umano e assume la sua vera forma: una tigre bianca. Jaden la ringrazia per l'eccellente duello e Bastion è scioccato nello scoprire di aver perso contro una tigre. |                   |                |
| 38                                          | Il sottomarino dei duelli 「水中デュエル! 伝説の都アトランティス」 - Suichū Dyueru! Densetsu no miyako Atorantisu – "Duello subacqueo! Un Oceano Leggendario" | 22 giugno 2005    | 14 luglio 2006 |
| 38                                          | Jaden e Syrus stanno litigando, quando improvvisamente un sottomarino arriva all'Isola dell'Accademia. L'Ammiraglio del sottomarino afferma di essere qui per un duello. Jaden crede che sia un Cavaliere delle Ombre e decide di duellare contro di lui a bordo del suo sottomarino. Si scopre che l'Ammiraglio in realtà non è affatto un Cavaliere delle Ombre; è stato solo un malinteso. Il suo sogno è costruire un'Accademia del Duellante subacquea e vuole che Jaden diventi un insegnante per l'istituto poiché è un duellante molto forte. Il sottomarino lascia l'isola con Jaden ancora a bordo. Questi vince il duello ma ai suoi amici viene riferito che il ragazzo ha deciso di rimanere a bordo e così fanno ritorno sull'isola in motoscafo. Syrus è triste che l'ultima cosa che ha fatto con il suo amico sia stata litigare con lui. Tuttavia, una settimana dopo, Jaden torna sull'isola, spiega cosa è successo e Syrus si rallegra. |                   |                |
| 39                                          | I Dark Scorpion 「名探偵サンダーVS黒サソリ盗掘団」 - Meitantei Sandā Vāsasu Kurosasori tōkutsu-dan – "Detective Thunder VS l'organizzazione di ladri di tombe Black Scorpion" | 29 giugno 2005    | 17 luglio 2006 |
| 39                                          | Le restanti quattro Chiavi degli Spiriti vengono rubate e Chazz e gli Ojama decidono di capire chi ci sia dietro improvvisandosi detective. Dopo una serie di false deduzioni, vengono affrontati da Don Zaloog, il quarto Cavaliere delle Ombre e leader dei "Dark Scorpion", un gruppo di spiriti mostro dei duelli. Don Zaloog si rende conto che deve sconfiggere Chazz se vuole usare il potere delle Chiavi degli Spiriti, e così inizia un duello con il ragazzo. Chazz trionfa fondendo il suo Trio Ojama in Re Ojama. I Dark Scorpion decidono di unirsi a Chazz facendo baldoria nella sua stanza con gli Ojama e gli altri spiriti dei mostri, con grande fastidio di Chazz. |                   |                |
| 40                                          | Il duellante risvegliato 「H·E·R·Oフラッシュ!」 - Eichi-Ī-Aru-Ō Furasshu! – "H-E-R-O Flash!" | 6 luglio 2005     | 19 luglio 2006 |
| 40                                          | Jaden viene sfidato da Abidos III, il quinto Cavaliere delle Ombre. Secondo il professor Banner, Abidos era un faraone leggendario che non ha mai perso un duello. Mentre duellano per la Chiave degli Spiriti, Jaden scopre che Abidos non è così forte come sembra, il che fa sì che il faraone si renda conto che i suoi servi lo abbiano lasciato vincere per paura del potere che esercitava su di loro. Alla fine Jaden lo sconfigge usando la carta HERO Flash!! e promette di duellare di nuovo con lui in futuro. |                   |                |
| 41                                          | Amore fraterno 「闇の闘牛場発動! 明日香VSタイタン」 - Dāku Arīna hatsudō! Asuka Vāsasu Taitan – "L'Arena Oscura si attiva! Asuka VS Titan" | 13 luglio 2005    | 20 luglio 2006 |
| 41                                          | Atticus ha perso la memoria e Alexis si reca nel dormitorio proibito dove era originariamente scomparso. Viene risucchiata in un misterioso regno oscuro, dove duella con Titan, che è scomparso dopo il suo duello con Jaden ed è ora diventato il sesto Cavaliere delle Ombre. I suoi mostri dell'oscurità riescono quasi a sopraffarla, ma Alexis riesce a superare le difficoltà e lo sconfigge, rispedendolo nel Regno delle Ombre. In seguito, Atticus si ricorda chi gli chiese di venire al dormitorio abbandonato per primo, il professor Banner. |                   |                |
| 42                                          | Duello in costume 「学園祭デュエル! ブラマジガール乱入」 - Gakuensai Dyueru! BuraMajiGāru rannyū – "Duello del festival scolastico! Ragazza Maga Nera si intromette" | 20 luglio 2005    | 21 luglio 2006 |
| 42                                          | Banner è scomparso, ma gli studenti si prendono una pausa per godersi il Festival dello Spirito del Duel Monsters, dove gli studenti si travestono come i loro mostri preferiti e festeggiano duellando. Jaden duella contro lo spirito della Giovane Maga Nera, ma dopo averla battuta, si rende conto che era un vero spirito. |                   |                |
| 43                                          | Giocatore d'azzardo 「明日香にセカンド·ラブ·チャンス!?」 - Asuka ni Sekando Rabu Chansu!? – "Una seconda chance d'amore per Asuka!?" | 27 luglio 2005    | 24 luglio 2006 |
| 43                                          | Uno dei vecchi compagni di classe dell'infanzia di Alexis, Pierre the Gambler, si reca all'Accademia del Duellante per duellare con lei. Si scopre che Pierre è diventato nel corso degli anni un giocatore d'azzardo e che quando era bambino rubò il foulard rosso di Alexis, regalatole dalla madre, non accettando la sconfitta a Duel Monsters. A distanza di tanto tempo da quell'evento, Alexis lotta per riottenere l'oggetto a lei caro vincendo il duello. Dopo che Alexis è tornata in possesso del foulard, Pierre se ne va. |                   |                |
| 44                                          | In cerca del professore 「7人目の影」 - Shichininme no kage – "L'ombra del settimo" | 3 agosto 2005     | 26 luglio 2006 |
| 44                                          | I custodi delle chiavi iniziano a cercare Banner e scoprono che ha lasciato un pezzo di carta con il marchio di Amnael, un famoso alchimista duellante. Alexis è anche alla ricerca di Atticus, ancora una volta misteriosamente scomparso. Quando Chazz e Alexis vedono entrambi il segno di Amnael intorno alla foresta, vengono sfidati a duello da un misterioso sconosciuto ed entrambi perdono in un istante e scompaiono nel libro di Amnael. |                   |                |
| 45                                          | Sfida nel dormitorio abbandonato 「VSアムナエル! Eヒーロー絶対封じ」 - Vāsasu Amunaeru! Erementaru Hīrō zettai fūji – "VS Amnael! Sigillo assoluto degli Eroi Elementali" | 10 agosto 2005    | 27 luglio 2006 |
| 45                                          | Jaden e i suoi amici trovano il simbolo di Amnael e lo seguono fino a un luogo nascosto dove scoprono il corpo mummificato del professor Banner. Amneal, lo straniero mascherato nonché il settimo Cavaliere delle Ombre, sfida Jaden, dimostrandosi un avversario temibile con il suo deck alchemico. Successivamente Amnael si toglie la maschera e rivela di essere il professor Banner. |                   |                |
| 46                                          | Il segreto di Amnael 「地水炎風融合! エリクシーラー」 - Tsuienfū yūgō! Erikushīrā – "Terra/Acqua/Fuoco/Vento fusione! Electrum" | 17 agosto 2005    | 28 luglio 2006 |
| 46                                          | Banner spiega che molto tempo prima aveva scoperto le carte delle Bestie Sacre. Mentre le esaminava, inalò un veleno che indebolì il suo corpo e lo costrinse a trovare una soluzione per sopravvivere. Banner ha così creato un clone (homunculus nella versione originale), un corpo artificiale, per trasferire la sua anima, ma ha bisogno delle carte delle Bestie Sacre per continuare a vivere per via del suo corpo oramai in degrado. Continua a mettere alle strette Jaden usando i suoi mostri Cosmo e dice al ragazzo che tutti i suoi duelli sono stati pilotati. Jaden non ci crede e fonde quattro dei suoi mostri Eroi Elementali per formare Electrum e vince il duello. Successivamente, Banner inizia a crollare e dice a Jaden che prima aveva mentito e che i duelli che aveva svolto in passato non erano altro che una prova per essere sicuro che fosse pronto per la battaglia finale. Banner spiega inoltre che si unì ai Cavalieri delle Ombre perché voleva sconfiggere il loro capo e prima di morire, dà a Jaden un antico libro per aiutarlo nell'impresa. Il corpo di Banner diventa polvere e la sua anima viene mangiata dal gatto Faraone. Alla fine Chazz, Alexis e Atticus vengono liberati e tornano nel loro mondo. |                   |                |
| 47                                          | La cotta di Chazz 「明日香VS万丈目! サイバー·エンジェル-弁天-」 - Asuka Vāsasu Manjōme! Saibā Enjeru Benten – "Asuka VS Manjōme! Cyber Angelo -Benten-" | 24 agosto 2005    | 31 luglio 2006 |
| 47                                          | Chazz si rende conto di essere innamorato di Alexis. Con un piccolo aiuto da parte di suo fratello, Atticus, Chazz ruba le Chiavi degli Spiriti per spronarla a duellare con lui. Usa diverse carte per dimostrare che è innamorato di lei, ma nonostante ciò Alexis lo ignora e rimane concentrata sulla sfida. La ragazza lo sconfigge e gli dice che l'unica cosa di cui è innamorata sono per l'appunto i duelli. Successivamente, i sette Cancelli degli Spiriti si aprono e l'intera isola comincia a tremare, lasciando tutti quanti basiti. |                   |                |
| 48                                          | Il risveglio delle Bestie Sacre 「VS影丸(前編)2つの幻魔」 - Vāsasu Kagemaru (zenpen) futatsu no genma – "VS Kagemaru (prima parte) - Due demoni fantasma" | 31 agosto 2005    | 1º agosto 2006 |
| 48                                          | Le sette Chiavi degli Spiriti riescono a liberare le carte delle Bestie Sacre dalla loro prigionia nel sottosuolo. Arriva così Kagemaru, leader dei Cavalieri delle Ombre e sovrintendente dell'Accademia del Duellante, il quale sfrutta l'occasione per rubarle. Poiché le carte delle Bestie Sacre si nutrono con l'energia scaturita dai duelli, Kagemaru rivela di aver costruito la scuola e ha nascosto le carte sotto di essa in modo che diventassero più forti. Duella con Jaden usando due delle Bestie, Uria Signore delle Fiamme Ardenti e Hamon Signore del Tuono Fragoroso, e poi sfrutta il loro potere per ringiovanire. |                   |                |
| 49                                          | Duello decisivo 「VS影丸(後編)三幻魔覚醒」 - Vāsasu Kagemaru (kōhen) sangenma kakusei – "VS Kagemaru (seconda parte) - Tre demoni fantasma si risvegliano" | 7 settembre 2005  | 2 agosto 2006  |
| 49                                          | Mentre Kagemaru e Jaden duellano, le carte delle Bestie Sacre continuano a drenare l'energia di ogni carta mostro nel mondo. Se Jaden non sconfigge le Bestie, tutte le carte saranno perse per sempre. Kagemaru evoca poi la terza Bestia, Raviel il Signore dei Fantasmi, e continua ad avere il sopravvento, ma poi Jaden riceve la visita dello spirito del professor Banner, la cui anima è ora intrappolata nel corpo del suo gatto Faraone. Banner ha nascosto la carta speciale Sabatiel - La Pietra Filosofale nel libro che ha dato a Jaden, quindi il ragazzo usa il suo potere per evocare Electrum e vincere il duello. Successivamente, Sheppard decide di mettere sotto la propria custodia le carte delle Bestie Sacre in modo che non si possano più ripetere incidenti del genere. |                   |                |
| 50                                          | Un sogno si realizza 「隼人VSクロノス!エアーズロックサンライズ」 - Hayato Vāsasu Kuronosu! Eāzu Rokku Sanraizu – "Hayato VS Cronos! L'Alba ad Ayers Rock" | 14 settembre 2005 | 3 agosto 2006  |
| 50                                          | Chumley vince un concorso di disegno indetto dalle Industrial Illusions e Pegasus vuole assumerlo come disegnatore di carte. Crowler non crede che Chumley meriti l'impiego per via delle sue inadeguate capacità di duellante, ma è disposto a dare la sua raccomandazione se Chumley riuscirà a batterlo in un duello. Con un piccolo aiuto da parte di Jaden, Chumley duella e impara a usare le sue carte in modo più efficace. Crowler riesce comunque a batterlo, ma dà comunque il suo consenso congratulandosi per l'ottimo lavoro svolto, così Chumley saluta i suoi amici e si dirige verso le Industrial Illusions in aereo. |                   |                |
| 51                                          | Il duello dell'anno 「VSカイザー(前編)パワー·ボンド×サイバーエンド」 - Vāsasu Kaizā (zenpen) Pawā Bondo ando Saibā Endo – "VS Kaiser (prima parte) - Vincolo di Potere x Cyber Drago Finale" | 21 settembre 2005 | 4 agosto 2006  |
| 51                                          | Manca poco al duello per il diploma di Zane e questi sceglie Jaden come suo avversario in quanto lo ritiene l'unico alla sua altezza. Jaden si innervosisce all'idea di duellare con il miglior studente della scuola, ma mantiene l'equilibrio e accetta di affrontare Zane. Durante il duello, Jaden sembra giocare in maniera molto diversa rispetto alle occasioni precedenti e rivela che stava cercando di duellare con la testa, più che con il cuore. Zane crede che ora il suo avversario sia una perdita di tempo e prepara il suo Cyber Drago Finale potenziato grazie all'effetto di Vincolo di Potere per porre fine al duello. |                   |                |
| 52                                          | I migliori dell'Accademia 「VSカイザー(後編)ファイナル·フュージョン」 - Vāsasu Kaizā (kōhen) Fainaru Fyūjon – "VS Kaiser (seconda parte) - Fusione finale" | 29 settembre 2005 | 7 agosto 2006  |
| 52                                          | Jaden inizia a duellare come ha sempre fatto e riesce finalmente a migliorare la propria situazione alquanto disperata. Lo scontro si svolge principalmente tra Uomo Alato della Fiammata Lucente e Cyber Drago Finale. Dopo aver fatto uso di un gran numero di carte trappola e magia per mantenere i rispettivi mostri sul terreno, il duello si conclude in parità. Alla fine Zane afferma di essere contento di aver svolto un grandioso duello prima di laurearsi all'Accademia del Duellante. |                   |                |

## Stagione 2
| Nº                                         | Titolo italiano Giapponese 「Kanji」 - Rōmaji - Traduzione letterale | In onda           | In onda           |
| Nº                                         | Titolo italiano Giapponese 「Kanji」 - Rōmaji - Traduzione letterale | Giapponese        | Italiano          |
| Arco della Società della Luce (52 episodi) | |                   |                   |
| 53                                         | Il rientro a scuola 「運命のはじまり!新入生エド·フェニックス」 - Unmei no hajimari! Shinnyūsei Edo Fenikkusu – "L'inizio del destino! Un nuovo studente, Edo Phoenix" | 5 ottobre 2005    | 17 febbraio 2007  |
| 53                                         | È il secondo anno di Jaden all'Accademia del Duellante e molte cose sono cambiate. Il cancelliere Sheppard se ne è andato, lasciando il dottor Crowler e il suo assistente, il vice cancelliere Bonaparte, a capo della scuola. Mentre Jaden si trova nella sua stanza, viene sfidato a duello da un nuovo studente, noto come "Aster". Jaden duella con quest'ultimo, il quale è stato inviato da un misterioso indovino di nome Sartorius che vuole che Aster perda di proposito per mettere alla prova le abilità di duellante di Jaden. Jaden si aggiudica la vittoria e in seguito scopre dai suoi amici che Aster non è altri che Aster Phoenix, un professionista nazionale nell'ambito dei duelli, addirittura migliore di Zane. Jaden crede così di aver battuto un professionista, finché non scopre da Dorothy che Aster ha usato un deck composto da carte casuali, rendendo Jaden ancora più entusiasta di duellare nuovamente con lui. |                   |                   |
| 54                                         | Il primo duello ufficiale 「サンダーVSエリート君!メカおジャマキング発進」 - Sandā Vāsasu Erīto-kun! Meka Ojama Kingu hasshin – "Thunder VS Elite! Re Ojama Meccanico decolla" | 12 ottobre 2005   | 18 febbraio 2007  |
| 54                                         | Il vice cancelliere Bonaparte vuole abbattere il dormitorio degli Slifer, credendo che un dormitorio di studenti scarsi stia danneggiando l'immagine della scuola. Crowler respinge l'idea e decide di fare un po' di pubblicità all'istituto facendo duellare Chazz Princeton con Reginald, un Obelisk Blue con un forte disprezzo per i duellanti meno abili. Se Chazz riuscirà ad aggiudicarsi l'incontro avrà la possibilità di tornare nuovamente al dormitorio degli Obelisk Blu e con questa condizione affronta in duello Reginald, il quale fa uso di un deck di tipo Guerriero. Chazz si rende conto che un tempo era proprio come Reginald, e disprezzava i duellanti più deboli, perciò sconfigge il suo avversario con l'aiuto di Re Ojama Meccanico. Crowler decide di lasciare Chazz nel dormitorio Slifer, dopo aver visto quanto sia amato dagli studenti che vi abitano. Successivamente, Chazz incarica una squadra di costruzioni per eseguire dei lavori di ristrutturazione nel dormitorio rosso per sistemarlo a suo piacimento. |                   |                   |
| 55                                         | La guerra di Hassleberry 「ティラノ剣山登場ざうるす!」 - Tirano Kenzan tōjō-zaurusu! – "Arriva Tyranno Kenzan!" | 19 ottobre 2005   | 24 febbraio 2007  |
| 55                                         | Jaden scopre da Syrus che qualcuno ha sfidato gli studenti a duello e ha rubato i loro Duel Disk. Dopo che Syrus ha perso anche il suo, Jaden decide di affrontare questo prepotente su un ponte collocato in una foresta. Scopre che si chiama Tyranno Hassleberry, ovvero un nuovo studente del Ra Giallo. Nonostante quest'ultimo abbia superato tutti gli esami, è stato ammesso solo come Ra Giallo anziché come Obelisk Blu, quindi ha deciso di formare un esercito di suoi sostenitori e ha rubato i Duel Disk della gente per mostrare la sua abilità. Jaden affronta il suo deck Dinosauro e fa capire ad Hassleberry che usare la stessa strategia per sconfiggere i suoi avversari farà solo annoiare i suoi amici. Jaden lo batte usando il suo nuovo mostro fusione, Uomo Alato Selvaggio, e Hassleberry restituisce i Duel Disk ai loro proprietari. Dopodiché decide di andare a vivere nel dormitorio degli Slifer perché crede di poter imparare molto sui duelli da Jaden. |                   |                   |
| 56                                         | Una paura da vincere 「翔VS昆虫少女! インセクト·プリンセス」 - Shō Vāsasu konchū shōjo! Insekuto Purinsesu – "Sho VS ragazza insetto! Principessa Insetto" | 26 ottobre 2005   | 25 febbraio 2007  |
| 56                                         | Dopo che Chazz ha terminato i nuovi lavori di ristrutturazione del dormitorio Slifer, Alexis si trasferisce perché il dottor Crowler vuole trasformarla in una cantante pop dei duelli. Il gruppo si rende conto che Crowler sta usando gli studenti per ottenere la fama e formano un’alleanza per impedirglielo. Bastion riferisce che Crowler vuole che Syrus duelli con Missy, una Obelisk Blu con un potente deck di insetti. Se vince, Syrus verrà promosso a Ra Giallo. Crowler crede che il ragazzo sia un candidato perfetto perché è il fratello minore di Zane Truesdale. Syrus si rende conto che la sua paura lo sta facendo rimanere indietro rispetto agli altri suoi amici, che invece progrediscono nelle loro abilità. Duella così con Missy, riuscendo a scacciare la sua paura e la sconfigge con il Super Vehicroid Jumbo Drill. Sebbene Syrus sia stato promosso a Ra Giallo, rimane comunque nel dormitorio Slifer con i suoi amici. |                   |                   |
| 57                                         | Il demone 「カイザーVSエド! プロリーグの戦い」 - Kaizā Bāsasu Edo! Puro Rīgu no tatakai – "Kaiser VS Edo! Battaglia della Pro League" | 2 novembre 2005   | 3 marzo 2007      |
| 57                                         | Si è diffusa la notizia che Zane sfiderà Aster Phoenix in un duello professionale. Mentre Zane si prepara per l'evento, assiste a un duellante in città che viene sconfitto da un potente demone. Il demone fugge e dice: "Non puoi sfuggire al destino". Intanto Aster parla con Sartorius, il suo manager. Sartorius dice che dopo che Aster avrà battuto Zane, dovrà tornare all'Accademia del Duellante per ottenere una rivincita con Jaden, ma questa volta gli sarà permesso di vincere. La scuola guarda su un grande schermo l'inizio del grande duello. Aster rivela il suo vero deck, un deck di Eroi, molto simile a quello di Jaden. Zane pensa di essere in vantaggio perché sa come battere il deck in questione, ma Aster usa mostri fusione diversi da quelli di Jaden, come Fenice Sorvegliante (una carta simile a Uomo Alato della Fiamma di Jaden ma con diversi effetti speciali). Zane dà tutto se stesso, ma Aster vince comunque con Lucente Fenice Sorvegliante e Zane si rende conto che Aster era il demone che ha attaccato il duellante che aveva incontrato in precedenza. Tutti all'Accademia del Duellante iniziano a credere che non ci sia nessuno che possa sconfiggere Aster Phoenix. |                   |                   |
| 58                                         | Una nuova schiera di eroi 「VSエド(前編)Eヒーロー対Eヒーロー」 - Vāsasu Edo (zenpen) Ī-Hīrō tai Ī-Hīrō – "VS Edo (prima parte) - Eroe Elementale VS Eroe Elementale" | 9 novembre 2005   | 4 marzo 2007      |
| 58                                         | Dopo il suo duello con Zane, Aster si fa intervistare da alcuni giornalisti e afferma che sta cercando un duellante che ha copiato il suo deck di Eroi. Successivamente, incontra Sartorius, che gli dice che la rivalità tra Aster e Jaden è stata predeterminata dalle carte dei tarocchi e dal destino. Aster si reca così all'Accademia del Duellante per avere una rivincita su Jaden all'Arena dei Duelli. Nel frattempo Sartorius afferma che quando Jaden perderà la sfida, questi "vedrà la Luce". Jaden e Aster usano i loro rispettivi Eroi Elementali per fronteggiarsi, e Jaden riesce finalmente a sconfiggere Lucente Fenice Sorvegliante con Uomo Alato della Fiammata Lucente, ma poi Aster rivela che i suoi nuovi mostri, gli Eroi del Destino, una serie di carte che non sono state mai messe in commercio pubblicamente. Aster spiega così che usa le carte per combattere per la giustizia. |                   |                   |
| 59                                         | Un gioco nel tempo 「VSエド(後編)運命のDヒーロー」 - Vāsasu Edo (kōhen) Unmei no Dī-Hīrō – "VS Edo (seconda parte) - Eroe del Destino" | 16 novembre 2005  | 11 marzo 2007     |
| 59                                         | Aster usa la carta magia Prigione della Torre dell'Orologio e i suoi Eroi del Destino per combattere Jaden, finendo per anticipare tutte le sue mosse e metterlo seriamente in svantaggio. Jaden riesce però a distruggere Prigione della Torre dell'Orologio con un'altra carta magia, ma tutto ciò permette ad Aster di evocare un mostro ancora più potente degli altri, Maestro del Terrore. Aster rivela che fu suo padre a creare gli Eroi del Destino, ma questi fu rapito (ucciso nell'edizione originale) quando era bambino. Il suo obiettivo è quello di trovare il rapitore (assassino nell'originale) e di vendicare il padre. Maestro del Terrore azzera i Life Points di Jaden, e dopo essere stato sconfitto questi inizia a sentirsi debole e le sue carte diventano bianche. Il ragazzo cade a terra privo di sensi, non sapendo che tutto ciò è in realtà un maleficio di Sartorius che ha fatto in modo che perdesse il duello e la capacità di vedere il suo deck. |                   |                   |
| 60                                         | Uno spettacolo di duello 「明日香VS吹雪!兄妹アイドルへの道」 - Asuka Vāsasu Fubuki! Kyōdai Aidoru eno michi – "Asuka VS Fubuki! Il percorso verso l'idol dei fratelli" | 23 novembre 2005  | 17 marzo 2007     |
| 60                                         | Jaden è depresso perché ha perso il duello con Aster e non può più vedere le sue carte, rimanendo ancora all'oscuro che ciò è dovuto a causa dell'incantesimo di Sartorius. I suoi amici decidono di restare uniti, scoprendo che Crowler vuole sfruttare l'assenza di Jaden come scusa per demolire il dormitorio degli Slifer. Atticus si presenta così nei pressi del dormitorio rosso e informa Alexis che Crowler vuole trasformarli in due cantanti, ma siccome lei rifiuta, risolvono la faccenda con un duello. Alexis batte il deck Guerriero di suo fratello e Jaden decide di lasciare l'Accademia del Duellante. |                   |                   |
| 61                                         | Un talent scout all'Accademia 「斎王登場! 運命のタロットデッキ」 - Saiō tōjō! Unmei no Tarotto Dekki – "Arriva Saio! Il deck di tarocchi del destino" | 30 novembre 2005  | 18 marzo 2007     |
| 61                                         | Chazz tenta di sfidare Jaden a duello per tirarlo su di morale, ma questi si rifiuta perché non se la sente. Nel frattempo, Sartorius si rende conto che i suoi piani non stanno andando come si aspettava. Siccome aveva messo una parte del suo potere nelle carte di Aster, Jaden una volta sconfitto sarebbe dovuto diventare uno dei suoi servitori, ma il ragazzo in realtà ha perso solamente la capacità di vedere le carte. L'astuto indovino però predice che vi è qualcun altro che può usare per lo stesso scopo e perciò si reca all'Accademia del Duellante per trovarlo. Qui dice a Crowler e Bonaparte che, come agente di Aster, stava cercando un altro cliente. Dopo la scomparsa di Jaden, i suoi amici lo cercano e Chazz incontra Sartorius in una foresta. I due duellano ma Chazz perde, così Sartorius rinchiude la sua anima nella carta dei tarocchi dell'Impiccato e lascia l'isola. Anche Jaden se ne va in motoscafo e decide che non tornerà fino a quando non avrà trovato il suo destino. Il mattino seguente, Chazz viene visto aggirarsi al dormitorio rosso vestito di bianco dicendo di aver "visto la Luce". |                   |                   |
| 62                                         | Avventura cosmica 「新Eヒーロー! ネオス」 - Shin Erementaru Hīrō! Neosu – "Nuovo Eroe Elementale! Neos" | 7 dicembre 2005   | 24 marzo 2007     |
| 62                                         | Mentre Jaden è in mare aperto, il suo motoscafo viene colpito da una stella cadente. Si sveglia in un luogo misterioso, dove i pianeti fluttuano nel cielo e i delfini parlano. Uno dei delfini, Aquos, dice a Jaden che deve salvare l'universo. Un gruppo conosciuto come la Società della Luce sta rompendo l'equilibrio delle dimensioni eliminando l'oscurità. Jaden si confronta con uno strano robot alieno che lo sfida a duello, anche se non ha il suo deck. Aquos mostra a Jaden un satellite inviato dalla KaibaCorp nello spazio. All'interno di esso trova un deck che Jaden aveva creato come parte di un concorso di disegno sponsorizzato anni addietro da Kaiba. Jaden vince contro l'alieno e riesce a riprendersi dalla sconfitta per mano di Aster. Viene così rimandato all'Accademia del Duellante, ma in una zona dell'isola lontana dalla scuola. A questo punto Jaden si incarica di combattere la Società della Luce usando il suo nuovo deck, il quale è stato infuso con il potere del Neo Spazio. |                   |                   |
| 63                                         | Sfida al profumo di spezie 「剣山VSカレーの魔人! スパイシーデュエル」 - Kenzan Vāsasu karē no majin! Supaishī Dyueru – "Kenzan VS demone del curry! Spicy Duel" | 14 dicembre 2005  | 25 marzo 2007     |
| 63                                         | Con la scomparsa del professor Banner, la qualità del cibo nel dormitorio degli Slifer è decisamente calata. Tuttavia arriva un misterioso chef mascherato che si fa chiamare Don Simon, il quale si offre di cucinare un ottimo spezzatino se Hassleberry riuscirà a batterlo in un duello. Se il ragazzo invece perde, gli studenti del Ra Giallo presenti allo Slifer Rosso dovranno tornare nel dormitorio giallo. Lo chef fa uso delle sue carte mostro-cibo e verso la fine della sfida rivela di essere il professor Sartyr, il dirigente del dormitorio Ra. L'uomo spiega di aver lanciato questa sfida in quanto il dormitorio è completamente vuoto in quanto gli studenti o venivano promossi all'Obelisk Blu oppure preferivano frequentare lo Slifer Rosso. Hassleberry lo sconfigge, dimostrando che può diventare più forte anche se frequenta lo Slifer Rosso e che non bisognerebbe costringere le persone a lasciare un posto che gli piace. Dopo avergli promesso che la sua compagnia non gli è affatto sgradita, Sartyr decide di cucinare un buonissimo spezzatino per tutti quanti. |                   |                   |
| 64                                         | Duello tra camerati 「翔VS剣山! 兄貴への熱き想いデュエル」 - Shō Vāsasu Kenzan! Aniki eno atsuki omoi Dyueru – "Sho VS Kenzan! Un duello con pensieri appassionati verso il fratello maggiore" | 21 dicembre 2005  | 31 marzo 2007     |
| 64                                         | Dopo aver litigato a lungo, Syrus e Hassleberry decidono di risolvere la discussione su chi sia il migliore amico di Jaden con un duello. Chi si aggiudicherà la sfida verrà considerato il suo migliore amico. La battaglia si svolge tra i veicoli di Syrus e i dinosauri di Hassleberry, fino a quando il primo non usa la carta trappola Cyber Fulminatore di Evocazioni, che intrappola Hassleberry in un ciclo infinito in cui gli fa perdere tutti i suoi Life Points. Syrus vince la sfida, ma Hassleberry decide di non rivelare che la carta coperta che aveva messo sul campo precedentemente gli avrebbe fatto aggiudicare la vittoria, sostenendo di aver fatto vincere Syrus in quanto meritava più di lui il titolo di migliore amico di Jaden. Nel frattempo, Jaden sta ancora cercando la strada per arrivare a scuola ma con scarsi risultati. |                   |                   |
| 65                                         | Duello clandestino 「ヘルカイザー亮!キメラテック·オーバー·ドラゴン」 - Heru Kaizā Ryō! Kimeratekku Ōbā Doragon – "Hell Kaiser Ryo! Drago Supremo Chimeratech" | 28 dicembre 2005  | 1º aprile 2007    |
| 65                                         | Da quando Zane ha perso il duello contro Aster, la sua carriera da professionista è andata in discesa. Dopo aver perso un altro semplice duello ed essere stato abbandonato dal suo sponsor, viene avvicinato da un losco uomo d'affari di nome Mr. Shroud. Questi gli spiega cosa sono i duelli clandestini e come potrebbero fargli ravvivare la sua carriera. Zane viene così condotto in un enorme gabbia di un ristorante e viene costretto a duellare con Cane Pazzo, un duellante considerato il migliore nei duelli clandestini. Zane lo affronta con un collare elettrico al collo, il quale lo colpisce con una forte scossa elettrica ogni qualvolta perde dei Life Points. Zane rischia seriamente di perdere fino a quando non si rende conto di aver sempre dato troppo rispetto ai suoi avversari. Dopo essersi reso conto di ciò, libera finalmente il suo lato malvagia e batte Cane Pazzo senza pietà usando un nuovo mostro, Drago Supremo Chimeratech. Dopo il duello, Zane inizia a ricostruire la sua carriera, battendo i suoi avversari senza pietà e rispetto. |                   |                   |
| 66                                         | La foresta dei ricordi 「十代初夢デュエル!」 - Jūdai hatsuyume Dyueru! – "Il duello da sogno di Judai per il nuovo anno!" | 4 gennaio 2006    | 7 aprile 2007     |
| 66                                         | Mentre è ancora alla ricerca della scuola, Jaden si imbatte in Wheeler, la scimmia duellante che aveva salvato nell'episodio 13. Dopo essere svenuto per la fame, inizia ad avere delle allucinazioni e crede che i suoi amici fossero lì per aiutarlo. Jaden ha così dei flashback dei suoi duelli passati con Crowler, Bastion, Chazz e Zane. Dopo che Wheeler gli porta un casco di banane da mangiare, Jaden si rialza, lo ringrazia e continua a cercare la scuola, non vedendo però il cartello lì vicino che gli avrebbe dato delle informazioni utili sulla sua attuale posizione. |                   |                   |
| 67                                         | Dormitorio in pericolo 「VSエド(前編)新たな力! アクア·ネオス」 - Vāsasu Edo (zenpen) aratana chikara! Akua Neosu – "VS Edo (prima parte) - Nuovo potere! Neos Aqua" | 11 gennaio 2006   | 8 aprile 2007     |
| 67                                         | Ancora alla ricerca dell'Accademia del Duellante, Jaden vede una meteora atterrare vicino alla foresta. Quando si avvicina per dare un'occhiata, incontra alcuni mostri Neo Spaziali che vogliono prestare il loro potere al suo deck. Nel frattempo, Bonaparte decide di far duellare Aster con Alexis, dove se quest'ultima perderà, il dormitorio degli Slifer verrà demolito. Inizialmente Aster non voleva presentarsi all'istituto, ma Sartorius ha insistito che avrebbe dovuto partecipare alla sfida in quanto le sue carte dei tarocchi avevano previsto un pericolo imminente. Dopo essere incontrati nell'Arena dei Duelli, Jaden riesce finalmente a tornare a scuola, e desidera duellare al posto di Alexis per mostrare il potere del suo nuovo deck. Aster riesce ad evocare Maestro del Terrore, ma Jaden usa due nuovi Eroi Neo Spaziali, Aquos e Neos. I due si fondono insieme per formare Neos Aqua, che distrugge Maestro del Terrore ma poi torna nel deck di Jaden alla fine del turno, lasciandolo completamente privo di difese. Jaden ha ancora alcune cose da imparare sul suo nuovo deck, ma continua lo stesso a combattere senza perdere vigore. |                   |                   |
| 68                                         | Gli amici Neo Spaziali 「VSエド(後編)炎のフレア·ネオス」 - Vāsasu Edo (kōhen) honō no Furea Neosu – "VS Edo (seconda parte) - Nuovo potere! Neos Fiammata" | 18 gennaio 2006   | 14 aprile 2007    |
| 68                                         | Mentre il duello continua, Jaden dice ad Aster che dovrebbe essere i suoi Eroi del Destino per fare del bene e non per realizzare la sua vendetta. Aster evoca così un Eroe del Destino più forte di Maestro del Terrore, Dogma. Jaden allora convoca sul terreno Scarabeo Fiammata. Usando Fusione Contatto, Neos riesce a fondersi con Scarabeo Fiammata senza fare ausilio di Polimerizzazione e si forma così Neos Fiammata. Quest'ultimo sconfigge Dogma e Jaden si aggiudica il duello. A questo punto Aster inizia a credere che Jaden sia più forte del destino poiché Sartorius aveva predetto che Aster avrebbe sicuramente vinto. Decide quindi di iscriversi all'Accademia del Duellante perché gli piace l'ambiente e quando prova a chiamare al telefono l'indovino, inizia a credere che il suo manager gli stia nascondendo alcune cose, tra cui la motivazione per far mandare via Jaden e la nascita della famigerata Società della Luce. |                   |                   |
| 69                                         | Duello ai vertici 「クロノスVSナポレオン! トイソルジャーの行進」 - Kuronosu Vāsasu Naporeon! Toi Sorujā no kōshin – "Cronos VS Napoleon! Marcia dei soldatini" | 25 gennaio 2006   | 15 aprile 2007    |
| 69                                         | Il cancelliere Crowler e il vice cancelliere Bonaparte litigano per il destino del dormitorio Slifer Rosso e perciò concordano di duellare per decidere sul da farsi. Se Crowler vincerà, il dormitorio rimarrà intatto, se invece sarà Bonaparte a trionfare, verrà demolito. Dopo aver quasi perso a causa della carta trappola Trattato Ingiusto di Bonaparte, Crowler evoca Ingegnere-Ingranaggio Antico e si aggiudica il duello, salvando così il dormitorio e dimostrando che in fondo tiene un po' anche agli Slifer. |                   |                   |
| 70                                         | Obelisk bianco? 「明日香VS万丈目 ホワイトサンダー!」 - Asuka Vāsasu Manjōme Howaito Sandā! – "Asuka VS Manjōme - White Thunder!" | 1º febbraio 2006  | 21 aprile 2007    |
| 70                                         | Chazz duella con gli studenti del dormitorio Obelisk Blu e dopo averli battuti, li trasforma in membri della Società della Luce e dipinge persino il dormitorio di bianco per rappresentare la Società. Alexis decide così di porre fine a questa follia duellando con Chazz, che usa la carta magia Bianco Infernale per far vedere tutte le sue carte alla sua avversaria. Alexis crede di essere in vantaggio, ma Chazz afferma di vedere il futuro e di conoscere tutte le sue mosse con lieto anticipo. Alla fine Chazz riesce a vincere il duello e Alexis, che una volta sconfitta subisce il lavaggio del cervello, diventa un membro della Società della Luce. |                   |                   |
| 71                                         | Duello spaziale 「VSゲームチャンプ! 巨大戦艦テトラン発進」 - Vāsasu Geimu Chanpu! Kyodai senkan Tetoran hashin – "VS Game Champ! La corazzata gigante Tetran decolla" | 8 febbraio 2006   | 22 aprile 2007    |
| 71                                         | Sartorius desidera che anche Jaden veda la Luce, quindi Chazz e Alexis, entrambi sotto il controllo mentale di Sartorius, ingaggiano Lorenzo, un membro della Società della Luce con un deck pieno di mostri corazzati. Jaden duella con Lorenzo nel planetario della scuola e rischia di perdere contro il suo esercito di navi spaziali. Jaden riesce però ad evocare un nuovo Eroe Neo Spaziale, Grandiosa Talpa Neo Spaziale, e lo usa per distruggere gli ultimi mostri di Lorenzo, dopodiché lo sconfigge grazie a Neos. Intanto Sartorius prevede che non avrà più bisogno di Aster per conquistare il mondo e che Jaden è l'unica persona che può aiutarlo nella riuscita del suo piano. |                   |                   |
| 72                                         | Tattica distruttiva 「デッキ破壊を破壊せよ」 - Dekki hakai wo hakaiseyo – "Distruggi il deck della distruzione" | 15 febbraio 2006  | 23 aprile 2007    |
| 72                                         | Chazz assume un altro duellante per sbarazzarsi di Jaden, Howard X. Miller o semplicemente X, l'avvocato di Sartorius (nella versione originale è un duellante professionista). X attira Jaden in una grotta per duellare con lui mentre Aster spiega a Syrus e Hassleberry che X non ha mai perso un duello in vita sua. Quest'ultimo infatti è noto per sconfiggere i suoi avversari puntando a svuotare il loro deck piuttosto che attaccare i Life Points. X continua a usare una combinazione di carte magia e trappola che fanno perdere a Jaden una parte del suo deck, ma poi, con l'aiuto di Muschio Luminoso, Jaden riesce a ribaltare la situazione e X si ritrova con il deck vuoto prima di lui. |                   |                   |
| 73                                         | La fonte della forza 「剣山VS斎王!恐竜DNAだドン」 - Kenzan Vāsasu Saiō! Kyōryū Dī-Enu-Ē da-don – "Kenzan VS Saio! DNA di dinosauro" | 22 febbraio 2006  | 24 aprile 2007    |
| 73                                         | Sartorius prevede che Jaden e Aster uniranno le forze per combatterlo, ma c'è un'altra persona che non può essere influenzata e che potrebbe rovinare i suoi piani. Si reca così all'Accademia del Duellante per affrontare la minaccia, che si rivela essere Hassleberry. Quest'ultimo e Sartorius duellano tra loro, anche se la maggior parte dei presenti pensa che Hassleberry sia spacciato, Jaden crede che abbia comunque una possibilità di vincere. Sartorius duella nello stesso modo in cui affrontò Chazz, con alcune carte che hanno degli effetti differenti a seconda delle decisioni di Hassleberry. Alla fine Sartorius vince, ma Hassleberry non viene influenzato dal suo potere e perciò non si unisce alla Società della Luce. Il ragazzo infatti afferma che anni prima durante una ricerca di fossili di dinosauro si ruppe una gamba e fu salvato grazie all'osso di dinosauro che aveva trovato e che gli fu impiantato, e ciò mutò il suo DNA. Il giorno dopo, Crowler annuncia l'arrivo di un nuovo studente, Sartorius. |                   |                   |
| 74                                         | Principi e ranocchi 「黄泉ガエル!イキカエル!デスガエル!」 - Yomi gaeru! Iki gaeru! Desu gaeru! – "RANA degli Alberi! Rospetto Ronin! RANA Des!" | 1º marzo 2006     | 26 aprile 2007    |
| 74                                         | Sartorius si è iscritto all'Accademia del Duellante in modo da poter mandare avanti i suoi piani in luogo più "conveniente". Quando giunge il momento per i cancellieri di scegliere dove andare per la gita scolastica, Sartorius e la Società della Luce fanno irruzione nell'ufficio per decidere per conto loro ma Jaden interviene. Viene così deciso che la questione si risolverà con un duello, e perciò Jaden dovrà vedersela con un membro della Società della Luce, Rose. Quest'ultima è un Obelisk Blu che afferma di vedere gli spiriti dei duelli, proprio come Chazz e Jaden e che vanta di un deck composto di rospi, di cui Rose sostiene di essere la principessa. Jaden riesce comunque a vincere il duello e decide che la loro trasferta si terrà nella città di Domino, la città natale di Yugi. Sartorius afferma che il duello con Rose non era altro che una prova per vedere se Jaden fosse davvero in grado di vedere gli spiriti dei duelli e che il viaggio alla città di Domino lo aiuterà con il suo prossimo piano. |                   |                   |
| 75                                         | Sorpresi dalla tempesta 「修学旅行タッグデュエル」 - Shūgakuryokō Taggu Dyueru – "Viaggio sul campo Tag Duel" | 8 marzo 2006      | 27 aprile 2007    |
| 75                                         | Durante la gita alla città di Domino, la Società della Luce inizia i preparativi per finalizzare i loro piani, mentre Jaden e i suoi amici esplorano la città. Nel frattempo, Aster crede che Sartorius abbia preso di mira alcuni dei duellanti più forti per far si che questi si unissero alla Società della Luce. Jaden e i suoi amici incontrano Solomon Mutō, il nonno di Yugi, che mostra al gruppo più zone del posto. In una grotta fuori città, una misteriosa strega invia due ninja mascherati a prendersi cura di Jaden. Rapiscono il signor Mutō e la strega usa un incantesimo per circondare la città con un campo di forza composto da giganteschi spiriti dei duelli. Syrus e Hassleberry si confrontano così con i due ninja rapitori se vogliono rivedere il signor Mutō. Duellano in cima a un grattacielo, lo stesso in cui Kaiba e Yugi affrontarono Luce e Ombra per la seconda volta. I ninja, Frost e Thunder, duellano contro i due ragazzi e si portano facilmente in vantaggio, anche se non sembrano andare molto d'accordo. |                   |                   |
| 76                                         | Il duello sul grattacielo 「究極合体!レックスユニオン」 - Kyūkyoku gattai! Rekusu Yunion – "Alleanza definitiva! Rex Union" | 15 marzo 2006     | 30 aprile 2007    |
| 76                                         | Chazz si reca in una grotta fuori città e incontra la misteriosa strega Sabrina, la sorella di Sartorius. Mentre il ragazzo si reca a farle da scorta, Sartorius incontra Seto Kaiba alla Kaiba Corporation e chiede il suo permesso di usare il suo parco divertimenti, Kaiba Land, per un solo giorno. Kaiba glielo permette, ma dice alle sue guardie di tenerlo d'occhio come misura di sicurezza. Nel frattempo, Jaden trova il signor Mutō in un vicolo e Aster, che è venuto in suo aiuto, afferma che anche lui è in grado di vedere gli spiriti dei duelli sparsi per la città. Intanto Hassleberry e Syrus approfittano del pessimo lavoro di squadra di Frost e Thunder e unisco i loro mostri più forti per prendere il sopravvento, ma Frost usa la carta trappola Specchio della Dualità che contrasta il loro attacco e azzera i Life Points rimasti oltre a quelli di Thunder. Successivamente, Frost incontra Jaden e Aster e dà loro un indizio su dove si trovano i loro amici, affermando che sono in un punto molto più alto di loro. |                   |                   |
| 77                                         | Jaden contro T-Bone 「恐怖の四帝! デミウルゴス·EMA」 - Kyōfu no yontei! Demiurugosu Ema – "I quattro monarchi del terrore! Demiurge Ema" | 22 marzo 2006     | 2 maggio 2007     |
| 77                                         | Sabrina punisce Frost e Thunder per non aver catturato Jaden e intrappola le loro anime in carte usando uno specchio. Quindi convoca altri due membri della Brigata della Luce, Blaze e T-Bone, e li manda a cercare Jaden. Mentre Jaden e il resto degli Slifer Rosso si accampano fuori, il signor Mutō li raggiunge per offrirgli dei panini. Blaze e T-Bone si uniscono al gruppo per mangiare insieme e poi sfidano Jaden dopo aver scoperto la sua vera identità. Sabrina sigilla così l'anima di Blaze in una carta da usare per T-Bone e i due si affrontano. T-Bone usa il suo deck terra, ma poi combina i poteri degli altri deck della Brigata della Luce per portarsi in vantaggio. Jaden invece usando Neos e Sabrina intrappola T-Bone in un'altra carta e poi dice a Jaden che se vuole salvare i suoi amici Syrus e Hassleberry dovrà recarsi nel mondo virtuale di Kaiba Land. |                   |                   |
| 78                                         | Specchio, specchio delle mie brame 「最強タッグ!? 十代&エド(前編)」 - Saikyō Taggu!? Jūdai Ando Edo (zenpen) – "Il Tag più forte!? Judai & Edo (prima parte)" | 29 marzo 2006     | 3 maggio 2007     |
| 78                                         | Jaden e Aster si fanno strada nel mondo virtuale di Kaiba Land . L'edificio è stato allestito come un'arena virtuale e gli avatar di Hassleberry e Syrus hanno rispettivamente le sembianze di un dinosauro e di un'auto giocattolo. Arriva Sabrina e questa sfida Jaden e Aster in un duello. Il suo scopo è quello di verificare chi dei due sia il duellante eletto per stare al fianco di suo fratello Sartorius. Sabrina crea così un clone speculare di se stessa per trasformare la sfida in un duello a coppie e così Jaden e Aster sono costretti ad allearsi dimostrando di essere uguali in quanto ad abilità. Inizialmente Aster è riluttante all'idea di fare squadra in quanto crede di essere il solo ed unico duellante eletto, ma poi Sabrina gioca la carta magia Specchio della Luna Piena, il cui effetto si attiverà dopo che 10 mostri saranno stati distrutti e la cosa impensierisce i due ragazzi. |                   |                   |
| 79                                         | La prova finale 「最強タッグ!? 十代&エド(後編)」 - Saikyō Taggu!? Jūdai Ando Edo (kōhen) – "Il Tag più forte!? Judai & Edo (seconda parte)" | 5 aprile 2006     | 4 maggio 2007     |
| 79                                         | Sabrina usa la carta Specchio della Luna Piena per evocare il suo mostro più potente, Creatore Oscuro. Dopo aver creato più cloni dello stesso mostro, mette in seria difficoltà Jaden e Aster. I due decidono quindi di mettere da parte le loro divergenze e Jaden usa le abilità degli Eroi del Destino per evocare un nuovo Eroe Neo Spaziale, Pantera Nera. Usando Fusione Contatto, Jaden fonde Pantera Nera con Neos per evocare Neos Oscuro. Il suo potere gli consente di copiare un mostro e le sue abilità permettendogli così di distruggere l'esercito di cloni e vincere il duello. Successivamente, Sabrina spiega che Sartorius non è veramente malvagio. La donna racconta così la storia di suo fratello affermando che era un indovino che in passato ricevette una carta misteriosa da uno sconosciuto. Entrato in possesso di quest'ultima, Sartorius è stato posseduto mentalmente da una forza sconosciuta. Mentre il mondo virtuale inizia a crollare, Sabrina rimane volontariamente indietro in modo da poter osservare suo fratello tramite la realtà virtuale. Dopo essere fuggiti, Jaden e i suoi amici si ricongiungono con il loro gruppo e partono alla volta dell'Accademia del Duellante. |                   |                   |
| 80                                         | Un amore di bambola 「絶望の国のアリス」 - Zetsubō no kuni no Arisu – "Alice nel paese della disperazione" | 12 aprile 2006    | 7 maggio 2007     |
| 80                                         | Dopo essere tornati all'Accademia del Duellante, Jaden e i suoi amici incontrano una nuova ragazza, Alice, che vive nel dormitorio Slifer. Quest'ultima cucina e pulisce per i ragazzi e Hassleberry inizia ad innamorarsi di lei. Quella notte, Hassleberry scompare in una foresta e Jaden trova l'amico vicino al fiume con Alice in piedi accanto a lui. In seguito Alice rivela di essere lo spirito di una bambola che osservava i duellanti che maltrattavano le proprie carte e non mostravano alcun rispetto per gli spiriti dei duelli. Jaden perciò duella con Alice e il suo deck pieno di mostri bambola. Sebbene Alice sia in vantaggio, Jaden riesce comunque a vincere evocando Kuriboh Alato LV10. Successivamente, l'anima di Alice torna alla sua forma originale di bambola e viene riposta nella sua teca. |                   |                   |
| 81                                         | Quiz per un duello 「クイズデュエル!? VSナゾラー·パネル9」 - Kuizu Dyueru!? Nazorā Paneru Nain – "Duel Quiz!? VS Quizzer Panel 9" | 19 aprile 2006    | 8 maggio 2007     |
| 81                                         | Una notte, Jaden dà dei consigli a un altro studente su Internet, spiegandogli che deve avere fiducia in se stesso se vuole riuscire nei suoi obiettivi; il ragazzo che però ha chiesto consiglio è in realtà Bob Banter, un membro della Società della Luce che sta cercando di fare breccia nel cuore di Alexis. Il giorno dopo Jaden sorprende Bob spiare Alexis, ma quest'ultima fraintende la situazione e minaccia Jaden di farlo espellere a meno che non riesca a sconfiggere Bob in un duello. Jaden accetta la sfida ben sapendo che in caso di sconfitta diverrà un membro della Società della Luce. Bob usa un deck speciale che trasforma il duello in un quiz televisivo. Jaden perde molti dei suoi mostri quando risponde erroneamente alle domande che gli vengono fatte, ma riesce a ribaltare la situazione e vince il duello usando Uomo Alato della Fiamma. Successivamente, Bob continua a molestare Jaden, sperando di ricevere ulteriori consigli su come conquistare una ragazza. |                   |                   |
| 82                                         | Personalità magnetica 「三沢VS万丈目 アサルト·キャノン·ビートル」 - Misawa Vāsasu Manjōme Asaruto Kyanon Bītoru – "Misawa VS Manjōme - Scarabeo Cannone d'Assalto" | 26 aprile 2006    | 9 maggio 2007     |
| 82                                         | Bastion si rende conto che tutti gli studenti del Ra Giallo si sono spostati nella Società della Luce. Dopo aver trascorso molto tempo per creare il deck perfetto, Bastion sfida Sartorius in un duello. In seguito scopre che nessun membro del dormitorio bianco gli ha mai lanciato una sfida in quanto non lo ritenevano degno delle loro attenzioni. Così Sartorius chiede a Chazz di duellare con Bastion, il quale fa appello al suo esercito di Guerrieri Plasma. Chazz di tutta risposta impiega invece un deck composto da mostri unione e i fratelli Ojama. Sebbene Bastion sia sul punto di aggiudicarsi la vittoria, alla fine si lascia sconfiggere per diventare un membro della Società della Luce e sentirsi fiero di loro. Successivamente, Alexis convince Chazz a buttare via le sue carte Ojama che ritiene senza valore e il ragazzo esegue. |                   |                   |
| 83                                         | L'invito di Sheppard 「ヘルカイザー亮VSマスター鮫島」 - Heru Kaizā Ryō Vāsasu Masutā Samejima – "Hell Kaiser Ryo VS Master Samejima" | 3 maggio 2006     | 10 maggio 2007    |
| 83                                         | Dopo aver licenziato Mr. Shroud come suo manager, Zane viene invitato a incontrare un vecchio amico sulla "cima più alta del mondo". Zane si reca in un dojo sulle montagne innevate e incontra il cancelliere Sheppard. Viene rivelato che Sheppard ha insegnato a Zane come duellare in quel dojo e gli ha insegnato a rispettare i suoi avversari. Sempre in questo luogo, Zane ricevette la carta Cyber Drago Finale come simbolo del completamento del suo addestramento e adesso Sheppard vuole duellare con lui per cercare di farlo tornare come era un tempo. Zane duella contro il suo ex insegnante e lo sconfigge non mostrando alcuna cura per Cyber Drago Finale e si concentra unicamente sulla sconfitta del suo avversario. Dopo aver vinto, ruba il deck segreto del dojo, il deck del Mondo Oscuro. Prima di andarsene, Sheppard gli parla di un torneo di duelli che si terrà prossimamente all'Accademia del Duellante. Alla fine Sheppard pensa che se non è riuscito lui a fare tornare Zane in sé, ci riusciranno i suoi amici. |                   |                   |
| 84                                         | Il rientro di Sheppard 「ジェネックス開幕! 目指せー番!」 - Jenekusu kaimaku! Mezase ichiban! – "Si dà il via a Genex! Punta ad essere il numero uno!" | 10 maggio 2006    | 11 maggio 2007    |
| 84                                         | Sheppard torna all'Accademia del Duellante per annunciare l'inizio del Torneo GX, in cui sia gli studenti che i duellanti professionisti si affronteranno per diventare il numero uno. Ogni studente riceve una medaglia e il vincitore sarà colui che riuscirà ad aggiudicarsi il maggior numero. Quando tutti gli studenti iniziano a duellare tra loro, Sartorius prende accordi per sfidare un duellante professionista, il principe Ojin. Quest'ultimo si è presentato al torneo in quanto l'indovino gli aveva detto di possedere il deck del destino e così i due danno inizio alla loro sfida. Sartorius però riesce a sconfiggere il suo avversario in 0 turni e ottiene il controllo di un satellite di proprietà di Ojin. |                   |                   |
| 85                                         | Duello contro una Divinità Egizia / Un drago da salvare 「神のカード「ラーの翼神竜」を操る男!?」 - Kami no Kādo Rā no yokushinryū wo ayatsuru otoko!? – "L'uomo che controlla la carta del dio Drago Alato di Ra!?" | 17 maggio 2006    | 14-15 maggio 2007 |
| 85                                         | Chumley torna all'Accademia del Duellante insieme al suo capo, Maximillion Pegasus. Quest'ultimo spiega che il disegnatore capo della sua compagnia ha rubato una copia della carta del Drago Alato di Ra e la sta utilizzando nel Torneo GX per sconfiggere i suoi sfidanti. Chumley dà a Jaden una nuova carta per aiutarlo a duellare e poi il ragazzo sfida il disegnatore capo, Frantz. Frantz afferma che ha deciso di rubare la carta perché era stufo del fatto che Chumley ottenesse tutto il rispetto per le carte che faceva mentre lui no. Quindi usa la carta magia Monte del Creatore di Legami per legare il Drago Alato di Ra con delle catene per utilizzarlo al meglio. Jaden però lo sconfigge usando la carta magia terreno, Grattacielo 2 - Città dell'Eroe, poi Pegasus perdona Frantz e torna in azienda con lui e Chumley. |                   |                   |
| 86                                         | L'arte del duello / Applausi a scena aperta 「デュエルの花道」 - Dyueru no hanamichi – "Il duello dei fiori" | 24 maggio 2006    | 16-17 maggio 2007 |
| 86                                         | Jaden sta cercando un avversario da sfidare per il Torneo GX. Mentre cammina con Syrus e Hassleberry, viene sfidato da un duellante professionista di nome Orlando. Quest'ultimo è un noto attore e usa un deck di mostri a tema teatro tradizionale giapponese. Jaden lo sconfigge e ottiene una medaglia. |                   |                   |
| 87                                         | Accecato dalla Luce 「がんばれ! おジャマトリオ(前編)」 - Ganbare! Ojama Torio (zenpen) – "Fate del vostro meglio! Trio Ojama (prima parte)" | 31 maggio 2006    | 18 maggio 2007    |
| 87                                         | Dopo aver visto Chazz sconfiggere un duellante professionista con un nuovo deck datogli da Sartorius, Jaden cerca le carte Ojama in modo da fare ritornare il ragazzo quello di sempre. Con l'aiuto dello spirito del professor Banner, Jaden trova le carte in tempo e duella contro Chazz. Quest'ultimo fa appello al suo esercito di mostri di Cavalieri Bianchi, ma Jaden riesce a tenergli testa con i fratelli Ojama. Nel corso del duello, Chazz inizia a capire cosa gli ha fatto Sartorius ma poi ritrova vigore e cerca di sconfiggere Jaden. |                   |                   |
| 88                                         | Tre Ojama per amici / Il risveglio di Chazz 「がんばれ! おジャマトリオ(後編)」 - Ganbare! Ojama Torio (kōhen) – "Fate del vostro meglio! Trio Ojama (seconda parte)" | 7 giugno 2006     | 21-22 maggio 2007 |
| 88                                         | Continuando a usare i fratelli Ojama, Jaden riesce finalmente a far tornare Chazz in sé. Questi però non riesce a ricordare minimamente quello che gli è accaduto da quando è stato sottoposto al lavaggio del cervello da parte di Sartorius. I due decidono di terminare il duello e Chazz rinuncia alla vittoria per distruggere Signore Cavaliere Bianco. In seguito, Chazz giura di aiutare a liberare Alexis dalla Società della Luce nello stesso modo in cui Jaden lo ha salvato. |                   |                   |
| 89                                         | La forza delle tenebre 「ヘルカイザーVSダークネス吹雪」 - Heru Kaizā Vāsasu Dākunesu Fubuki – "Hell Kaiser VS Darkness Fubuki" | 14 giugno 2006    | 23 maggio 2007    |
| 89                                         | Il cancelliere Sheppard chiede ad Atticus di aiutarlo a liberare Zane dall'oscurità che lo circonda. Dopo aver accettato la sua richiesta, Atticus sfida Zane in un duello, ma attinge ai poteri oscuri che un tempo possedeva quando vestiva i panni di Nightshroud, sperando di poter aiutare l'amico ad uscire dalle tenebre. Nel corso del duello però le tenebre riescono ad impadronirsi nuovamente di Atticus e questi ridiventa Nightshroud. Zane scatena il suo nuovo deck Cyberoscuro e sconfigge Nightshroud, il quale libera Atticus. Zane rivela di non essere stato sottoposto al lavaggio del cervello da parte dell'oscurità come tutti quanti pensano, ma bensì ha semplicemente acquisito una nuova filosofia per non mostrare alcuna pietà verso i suoi avversari. Syrus promette di sconfiggere suo fratello e di farlo tornare in sé. |                   |                   |
| 90                                         | Professionisti e dilettanti 「アカデミアのプライド」 - Akademia no Puraido – "L'orgoglio di Academy" | 21 giugno 2006    | 24 maggio 2007    |
| 90                                         | Dopo che Sheppard ha visto che tra gli studenti rimasti al torneo quelli che stanno dando i migliori risultati sono principalmente Jaden, Syrus, Hassleberry, Alexis e Bastion, manda Crowler e Bonaparte a cercare altri duellanti degni di rappresentare l'Accademia del Duellante. Così si rivolgono a Damon, il quale è tornato a vivere nella foresta, e Belowski per sconfiggere alcuni duellanti professionisti e il loro piano ha successo. Nel frattempo, Jasmine e Mindy hanno problemi nell'affrontare Maitré D, un altro duellante professionista, finché non interviene Alexis. Durante la sfida, Chazz fa notare a Jaden e gli altri che la ragazza ha deciso di non utilizzare la carta magia Velo Bianco in quanto sta iniziando a riprendere il controllo della propria coscienza. Alla fine Alexis si aggiudica la vittoria e Maitré D viene sconfitto. |                   |                   |
| 91                                         | Carta pericolosa 「ワンターンキルの死神」 - Wan Tān Kiru no shinigami – "Il mietitore che uccide in un turno" | 28 giugno 2006    | 25 maggio 2007    |
| 91                                         | Jaden sente parlare di un misterioso duellante che sembra non aver mai perso una sfida e lo trova in una foresta privo di sensi in compagnia del Triste Mietitore. Il mostro cerca di spaventare il ragazzo con una potente raffica di vento e poi si dilegua. Dopo aver portato il ragazzo in infermeria, Chazz rivela che il duellante non è altri che Lucien Grimley, uno studente dell'Accademia del Nord. Quest'ultimo si risveglia e racconta che un tempo credeva nel suo deck ma a seguito di una serie di dure sconfitte, ha perso la fiducia nelle proprie capacità e ha stretto un patto con il Triste Mietitore per poter vincere ogni duello. In seguito, Lucien sfida Jaden in un duello per dimostrare di essere il migliore e nel corso della sfida il primo riesce a capire che non ha bisogno del Triste Mietitore per giocare bene, perciò decide di rinunciare al patto e continua la sfida affidandosi unicamente a se stesso. Lucien viene sconfitto ma ringrazia Jaden per avergli fatto ritrovare la fiducia che aveva perso da tempo. |                   |                   |
| 92                                         | Cercasi lavoro 「トライアングル·デュエル」 - Toraianguru Dyueru – "Triangle Duel" | 5 luglio 2006     | 28 maggio 2007    |
| 92                                         | Crowler e Bonaparte vanno a litigare come al loro solito nell'ufficio di Sheppard, poi quest'ultimo si arrabbia e gli dice di non farsi più vedere e i due vicecancellieri credono di essere stati licenziati veramente. Poco più tardi arriva Pegasus sull'isola dell'Accademia, il quale deve partecipare a una riunione con Sheppard, e perciò Crowler e Bonaparte vedono l'evento come l'occasione ideale per migliorare le loro condizioni di vita e supplicano il miliardario di farsi assumere all'interno della sua azienda. Pegasus accetta la loro proposta a patto che riescano a batterlo in un duello. Grazie all'incoraggiamento di Jaden, i due riescono a mettere da parte la rivalità e dopo un'iniziale difficoltà riescono a collaborare, ma ciò non si rivela sufficiente ad ottenere la vittoria. Pegasus decide comunque di assumerli in quanto hanno messo da parte le rispettive divergenze ma giunge sul posto Sheppard che dice a Crowler e Bonaparte che non li ha davvero licenziati e che si era solo arrabbiato con loro, così i due uomini decidono di rimanere all'Accademia per continuare le loro mansioni. |                   |                   |
| 93                                         | Le due chiavi / Un'amica da salvare 「白夜の決闘!十代VS明日香(前編)」 - Byakuya no kettō! Jūdai Vāsasu Asuka (zenpen) – "Il duello della Notte Bianca! Judai VS Asuka (prima parte)" | 12 luglio 2006    | 29-30 maggio 2007 |
| 93                                         | La parte buona di Sartorius consegna le due chiavi per attivare il satellite del principe Ojin, il quale è ritenuto molto pericoloso, a Jaden e Aster e da loro il compito di proteggerle dalla parte malvagia che lo controlla. Alexis, fornita di un nuovo deck a tema ghiaccio, viene inviata a sfidare Jaden per farsi consegnare la sua chiave. Il ragazzo non vorrebbe mettere in palio una cosa tanto preziosa, ma Atticus lo convince a tentare per far tornare in sé la ragazza. Jaden così accetta e il duello inizia, ma le carte dategli da Chazz e Atticus, ovvero Ojama Nero e Altalena dei Ricordi, non sortiscono l'effetto sperato per rompere il controllo mentale e ben presto Jaden finisce in svantaggio. |                   |                   |
| 94                                         | Cuore di ghiaccio 「白夜龍!十代VS明日香(後編)」 - Howaito Naitsu Doragon! Jūdai Vāsasu Asuka (kōhen) – "Drago Notte Bianca! Judai VS Asuka (seconda parte)" | 19 luglio 2006    | 31 maggio 2007    |
| 94                                         | Il duello tra Jaden e Alexis continua e mette il ragazzo a dura prova. Alexis sfrutta al meglio le carte Fata della Neve, Velo Bianco e Drago della Notte Bianca per mettere in seria difficoltà il suo avversario, ma quest'ultimo riesce ad evocare Neos Fiammata, con il quale si aggiudica l'incontro e grazie a ciò, Alexis viene liberata dal controllo mentale di Sartorius tornando in sé. |                   |                   |
| 95                                         | Questione di rispetto 「仁義なき兄弟デュエル 亮VS翔」 - Jinginaki kyōdai Dyueru Ryō Bāsasu Shō – "Il duello senza codice tra fratelli - Ryo VS Sho" | 26 luglio 2006    | 1º giugno 2007    |
| 95                                         | Syrus scopre che suo fratello e Aster stanno per duellare, ma interviene e decide di affrontare Zane per aiutarlo a tornare in sé. Questi accetta, ma a condizione che il duello si svolga con i collari elettrici tipici dei duelli clandestini. Syrus lotta duramente, cercando di mostrare al fratello l'importanza del rispetto dell'avversario, ma nonostante i suoi sforzi alla fine Zane ne esce vincitore. Syrus cade a terra privo di sensi per via delle numerose scosse elettriche subite durante il duello e Jaden lo soccorre. |                   |                   |
| 96                                         | È tutto relativo 「相対性フィールド!十代VS天才博士」 - Sōtaisei Fīrudo! Jūdai Bāsasu tensai hakase – "Il Campo di Relatività! Judai contro il dottore geniale" | 2 agosto 2006     | 4 giugno 2007     |
| 96                                         | Sartorius e il principe Ojin, entrato nella Società della Luce dopo la precedente sconfitta, cercano di recuperare la chiave da Jaden affidandosi ad un duellante professionista, il professor Eisenstein, idolo di Bastion, convinto che con la matematica si possa rimuovere l'elemento fortuna del gioco. Il principe Ojin utilizza un marchingegno per imitare la voce di Crowler nei microfoni interni dell'Accademia e così Jaden viene portato da Hassleberry e altri due studenti in un'aula dove è convinto di dover sostenere una prova di fisica. Una volta arrivato, il ragazzo viene sfidato da Eisenstein, che lo mette in difficoltà. Alla fine Jaden riesce a vincere, insegnando al suo avversario che non tutto può essere calcolato e perciò riesce a salvare la chiave da Sartorius. |                   |                   |
| 97                                         | La Luce oscura 「登場!謎の世界チャンプ!」 - Tōjō! Nazo no sekai Chanpu! – "Arriva! Il misterioso campione del mondo!" | 9 agosto 2006     | 5 giugno 2007     |
| 97                                         | Aster vince un duello dopo l'altro alla ricerca della carta Destino definitiva, in possesso di colui che rapì suo padre (uccise nella versione originale). Sheppard e Pegasus discutono intanto proprio di tale carta, e Pegasus rivela che la sua compagnia aveva scoperto l'esistenza di una forza malvagia chiamata Luce Oscura che aveva portato guerra e distruzione nel corso dei secoli, e ritiene che tale forza abbia trovato dimora proprio nella carta Destino rubata. Grande D, il tutore legale di Aster e campione del mondo di Duel Monsters, deve difendere il proprio titolo contro un potente avversario, il dottor Collector. Grande D è posseduto da una misteriosa energia, che pare controllarlo. Egli è in possesso della carta Destino definitiva, e quando la usa per vincere il collegamento TV si interrompe e l'arena viene avvolta dalle fiamme. Grande D invita Aster sul suo yacht e gli rivela di essere il rapitore di suo padre (nella versione originale invece afferma di averlo ucciso), svelando di essere in possesso della carta Destino definitiva e bloccando le uscite. |                   |                   |
| 98                                         | Destino supremo 「ついに発動!究極のDのカード」 - Tsuini hatsudō! Kyūkyoku no Dī no Kādo – "Finalmente attivata! La carta Destino definitiva" | 16 agosto 2006    | 6 giugno 2007     |
| 98                                         | Grande D rivela di aver rubato la carta per usarla per i propri scopi, e lo ha accolto solo per depistare la polizia. Aster e Grande D si battono in un duro duello, nel quale Grande D usa la carta Destino definitiva, Plasma Eroe del Destino, una carta apparentemente invincibile. Nonostante l'enorme difficoltà, Aster riesce a creare una situazione in cui potrebbe eliminare Plasma, ma Grande D gli mostra l'anima di suo padre (così come quelle di molti altri esseri umani) intrappolata nel mostro. Aster esita, ma incoraggiato proprio dal padre sferra il colpo finale, vincendo il duello e scacciando la Luce Oscura da Grande D, che altri però non era che un burattino: la vera Luce Oscura è dentro Sartorius. Aster recupera Plasma e decide di sconfiggere Sartorius una volta per tutte. |                   |                   |
| 99                                         | Il fattore chiave 「十代VSレーザー衛星の恐怖」 - Jūdai Vāsasu Rēzā eisei no kyōfu – "Judai VS il terrore del satellite laser" | 23 agosto 2006    | 7 giugno 2007     |
| 99                                         | Il principe Ojin decide di sfidare Jaden personalmente per ottenere la sua chiave. Linda, la collaboratrice del principe, prega Jaden di sconfiggere Ojin e farlo tornare in sè, rivelando che è un individuo estremamente buono e che è diventato così solo per il fatto di non aver mai avuto amici, oltre che della presenza di due anime in Sartorius e del reale scopo del satellite. Il ragazzo accetta. Jaden e Ojin duellano, e nonostante la terrificante strategia del principe, Jaden vince e lo fa tornare in sé. Ojin si riunisce con Linda, mentre Sartorius capisce che deve agire personalmente. Jaden decide di fermare Sartorius una volta per tutte prima che sia troppo tardi. |                   |                   |
| 100                                        | La promessa di Aster 「究極のアルカナ「ザ·ワールド」」 - Kyūkyoku no Arukana Za Wārudo – "Arcana definitiva "The World"" | 30 agosto 2006    | 8 giugno 2007     |
| 100                                        | Volendo salvare Sartorius dalle grinfie della Luce Oscura che ne manipola il corpo come un burattino, Aster irrompe nel dormitorio della Società della Luce e sfida l'avversario, venendo raggiunto anche da Jaden e dai suoi compagni. Ribadendo la propria volontà di salvare Sartorius, Aster sfida la Luce Oscura a duello mettendo in palio la propria chiave. Ha inizio così uno scontro spettacolare, nel quale Aster si ritrova in difficoltà. |                   |                   |
| 101                                        | Il doppio volto di Sartorius 「エド, 必殺の一撃!「ブルーD」」 - Edo, hissatsu no ichigeki! "Burū-Dī" – "Edo, il colpo finale! "Bloo-D"" | 6 settembre 2006  | 11 giugno 2007    |
| 101                                        | Il duello tra Aster e la Luce Oscura prosegue. Il duello è molto aspro e Aster è in difficoltà, ma grazie alla propria abilità e alla presenza dello spirito del vero Sartorius, riesce a ribaltare la situazione. Aster è ormai sul punto di vincere grazie a Plasma Eroe del Destino, ma la Luce Oscura utilizza a quel punto la sua carta più potente: Arcana Extra Sovrano della Luce, con la quale vince il duello sconfiggendo Aster e facendo svanire Sartorius. |                   |                   |
| 102                                        | Le braccia del giudizio 「光の波動VSネオ·スペーシアン」 - Hikari no Hādo Vāsasu Neo Supēshian – "L'onda di luce VS i Neo Spaziali" | 13 settembre 2006 | 12 giugno 2007    |
| 102                                        | La Luce Oscura pone uno svenuto Aster su una delle mani della Dea del Giudizio, e la sua chiave sull'altra, dicendo a Jaden che se non consegnerà la propria chiave Aster finirà nella lava sottostante. Nel frattempo all'esterno il Torneo GX è alle sue fasi finali e Chazz guida l'Obelisk Blu contro la Società della Luce. Nel frattempo al dormitorio bianco arrivano il principe Ojin e Linda, che spiegano come quello che hanno davanti sia reale e non un ologramma: la lava è reale, e quindi Aster è realmente in pericolo. Jaden consegna la chiave per salvare Aster, posizionandola sulla mano della statua, e sfida a duello la Luce Oscura. L'entità aliena cerca di prendere le chiavi senza aver bisogno di duellare, ma gli viene impedito da Neos, che lo respinge. La Luce Oscura così accetta di duellare con Jaden. All'esterno, nel torneo, Zane sconfigge un Obelisk Blu e viene sfidato da una ragazza mascherata, a cui cede però la medaglia senza combattere. Chazz ha sconfitto tutti i membri della Società della Luce e sta per essere proclamato vincitore, quando la ragazza mascherata lo sfida. Dopo essersi rivelata come Blair, la ragazza che l'anno precedente era infatuata di Zane e poi si è presa un cotta per Jaden, inizia il duello per stabilire chi vincerà il Torneo GX. Nel dormitorio bianco, Jaden si porta in vantaggio nel duello, ma poi la Luce Oscura utilizza una carta chiamata Barriera di Luce per scacciare Neos e la usa per prendere le chiavi e consegnarle a Ojin dopo aver reinserito il suo controllo. Il principe corre via per attivare il satellite, ma Hassleberry agisce tempestivamente, salvando Aster prima che cadesse nella lava e correndo all'inseguimento del principe. |                   |                   |
| 103                                        | Un satellite da fermare 「十代ピンチ!フィールド魔法「光の結界」」 - Jūdai Pinchi! Fīrudo mahō hikari no kekkai – "La fortuna di Judai! Campo magico "Barriera di Luce"" | 20 settembre 2006 | 13 giugno 2007    |
| 103                                        | Mentre Hassleberry cerca di fermare il principe Ojin e Chazz duella con Blair, continua lo scontro tra Jaden e la Luce Oscura. Jaden è in grande difficoltà perché la Barriera di Luce annulla i poteri dei suoi Eroi Neo Spaziali, ma la visione inviatagli dall'avversario lo conforta anziché abbatterlo e dimostrando di essere il duellante che non teme il destino riesce ad evocare Neos e ad attaccare la Luce Oscura. |                   |                   |
| 104                                        | Segni del destino 「勝利の行方は?!十代VS斎王」 - Shōri no yukue wa?! Jūdai Vāsasu Saiō – "La destinazione della vittoria?! Judai VS Saio" | 27 settembre 2006 | 14 giugno 2007    |
| 104                                        | Lo scontro tra Jaden e Sartorius prosegue e il ragazzo viene presto messo alle strette quando il suo avversario riesce a far scendere in campo Energia Arcana EX - Il Signore Luminoso. Nel frattempo Hassleberry cerca di impedire al satellite di Ojin di colpire il pianeta prima che possa fare il lavaggio del cervello a tutti gli abitanti (mentre nella versione originale l'oggetto è in grado di uccidere le persone grazie al suo raggio). Jaden non si perde d'animo ed evoca Neos, il quale prima distrugge il satellite grazie all'aiuto di Sabrina e Hassleberry, e poi sconfigge Energia Arcana EX. La Luce Oscura si separa da Sartorius e si dissolve mentre il principe Ojin torna normale. Intanto Chazz riesce a vincere contro Blair. Sartorius si riprende e chiede scusa per le proprie azioni, poi decide di abbandonare i tarocchi non credendo più che il destino non possa essere cambiato e si ricongiunge con Sabrina, la quale è riuscita a salvarsi dal mondo virtuale in cui era rimasta intrappolata precedentemente. |                   |                   |

## Stagione 3
| Nº                                       | Titolo italiano Giapponese 「Kanji」 - Rōmaji - Traduzione letterale | In onda           | In onda                 |
| Nº                                       | Titolo italiano Giapponese 「Kanji」 - Rōmaji - Traduzione letterale | Giapponese        | Italiano                |
| Arco del mondo dimensionale (52 episodi) | |                   |                         |
| 105                                      | Ricomincia la scuola! 「新学期スタート!波乱の予感」 - Shin gakki Sutāto! Haran no yokan – "L'inizio del nuovo anno scolastico! Il presentimento della tribolazione" | 4 ottobre 2006    | 10 marzo 2008           |
| 105                                      | A seguito della sconfitta di Sartorius, l'Accademia del Duellante sembra essere tornata quella di sempre. Jaden riflette su cosa gli è successo l'anno precedente e su come la sua vita sia cambiata a causa delle ultime esperienze vissute. Chazz decide che invece di aiutare a ridipingere il dormitorio Obelisk Blu preferisce tornare allo Slifer Rosso ma qui scopre che Blair Flanagan si è iscritta al dormitorio rosso. Il cancelliere Sheppard teme che, nonostante la sua abilità, Jaden possa arrivare al terzo anno scolastico rimanendo ancora nel dormitorio Slifer Rosso e perciò decide di chiamare all'Accademia un professore dal carattere duro, Thelonius Viper, il quale dovrebbe riuscire a far progredire il ragazzo. |                   |                         |
| 106                                      | La prima sfida 「十代と宝玉獣デッキのヨハン」 - Jūdai to Hōgyokujū Dekki no Yohan – "Judai e Johan del deck Bestia Cristallo" | 11 ottobre 2006   | 11 marzo 2008           |
| 106                                      | All'Accademia del Duellante arrivano quattro nuovi studenti Adrian Gecko, Jim Crocodile Cook, Jesse Andersen, Axel Brodie e il professore Thelonius Viper. Jaden fa subito amicizia con uno dei ragazzi, il quale si rivela anche lui in grado di vedere gli spiriti dei duelli. Quando i nuovi studenti vengono presentati all'intera Accademia, uno di loro, Jesse Anderson, sembra essere scomparso. Quindi il nuovo amico di Jaden si presenta per ultimo, affermando di essersi perso durante la cerimonia, e rivela di essere Jesse, che è in possesso di un raro deck di Bestie Cristallo. Il professor Viper fa poi duellare Jaden e Jesse per vedere le loro capacità e la sfida si rivela uno scontro tra i mostri Neo Spaziali e le Bestie Cristallo. |                   |                         |
| 107                                      | Il ritorno di Aster 「ネオ·スペーシアンVS宝玉獣」 - Neo Supēshian Vāsasu Hōgyokujū – "I Neo Spaziali VS le Bestie Cristallo" | 18 ottobre 2006   | 12 marzo 2008           |
| 107                                      | Il duello tra Jaden e Jesse prosegue, e quest'ultimo si mostra in grado di parlare con gli spiriti delle proprie carte. Ad un certo punto, Jesse afferma che la sua carta più potente è Drago Arcobaleno e dopo aver ingannato tutti facendogli credere di esserne in possesso, svela che in realtà Pegasus sta ancora cercando l'antica tavola di pietra in cui è custodita la sua anima in modo da creare una carta per Duel Monsters. Jaden si aggiudica la vittoria e in seguito i due salgono sul tetto dove discutono dei rispettivi deck, mentre Chazz, Aster, Syrus e Hassleberry concordano che i due sono gemelli. |                   |                         |
| 108                                      | L'invenzione di Viper 「プロフェッサー·コブラの刺客」 - Purofessā Kobura no shikaku – "Il professor Cobra, l'assassino" | 1º novembre 2006  | 13 marzo 2008           |
| 108                                      | Viper costruisce dei Bio-Band, ovvero dei braccialetti, per tutta la scuola in modo da dare inizio per alcune settimane ai "duelli Survival". Tali oggetti sembrano essere però in grado di risucchiare l'energia dei duellanti. Sotto gli ordini di Viper, Axel Brodie rapisce Syrus per sfidare Jaden. Jesse torna al dormitorio e cerca di convincere Hassleberry a fargli dare un'occhiata al suo deck, poi Jaden cade nella trappola di Axel e va fuori a salvare Syrus. Una volta arrivato, Axel dice a Jaden che se perderà il duello contro di lui Syrus dovrà cadere dalla scogliere a cui è legato con una corda. |                   |                         |
| 109                                      | Duello di fuoco 「十代と炎のオブライエン」 - Jūdai to honō no Oburaien – "Judai e l'ardente O'Brien" | 8 novembre 2006   | 14 marzo 2008           |
| 109                                      | Jaden continua a duellare con Axel mentre Jesse, con l'assistenza di Hassleberry, cerca di portare in salvo Syrus. Durante la sfida, Axel inizia a ripensare alla sua lealtà dei confronti di Viper. Axel decide di giocare in modo onesto e perciò libera Syrus in modo che il suo avversario possa concentrarsi unicamente sulla partita. Alla fine vince Jaden, ma a caro prezzo, in quanto finisce per perdere i sensi, mentre Axel riesce a restare in piedi ma si chiede cosa stia combinando Viper. |                   |                         |
| 110                                      | Una strana energia 「ティラノ剣山と化石竜のジム」 - Tirano Kenzan to kasekiryū no Jimu – "Tyranno Kenzan e Jim del drago fossile" | 15 novembre 2006  | 17 marzo 2008           |
| 110                                      | Jaden si riprende dall'ultimo scontro e va subito fuori a cercare qualcuno da sfidare a duello. Adrian Gecko origlia Axel che sta pensando fra sé e sé ad alta voce e decide di indagare per conto suo sulla storia dei braccialetti. Jaden, Syrus, Hassleberry e Jesse fanno amicizia con Jim Cook e con quest'ultimo decidono di indagare su una vibrazione dell'atmosfera che sta creando uno squilibrio tra energia positiva e negativa. Mentre si inoltrano nella foresta, Hassleberry diventa aggressivo per via del DNA di dinosauro che ha dentro di sé e duella contro Jim. Alla fine Jim si aggiudica lo scontro ma entrambi cadono a terra privi di energia. Intanto Adrian Gecko cerca il nascondiglio di Viper. |                   |                         |
| 111                                      | La festa 「万丈目と雲デッキのアモン」 - Manjōme to kumo Dekki no Amon – "Manjōme e Amon del deck delle nuvole" | 22 novembre 2006  | 18 marzo 2008           |
| 111                                      | Mentre Hassleberry e Jim riposano in infermeria, Viper scopre che Adrian Gecko è l'unico duellante in tutta l'Accademia a non aver ancora affrontato un duello Survival e lo costringe a parteciparvi altrimenti verrà espulso dall'istituto. Adrian però avendo capito che Viper trama qualcosa organizza una festa alla quale vengono invitati i ragazzi dei dormitori Ra Giallo e Obelisk Blu. Chazz si rivela geloso di Adrian e decide di sfidarlo in un duello per dimostrare la sua superiorità. Alla sera Chazz va a prendere il suo avversario e gli lancia la sfida che si tiene su alcune piattaforme agganciate a due differenti elicotteri. Qui Adrian sfrutta il suo deck a tema nuvola per mettere in difficoltà Chazz, il quale però non demorde e si rivela più determinato che mai ad andare avanti con il duello. |                   |                         |
| 112                                      | La furia degli elementi 「サンダーVSアイ·オブ·ザ·タイフーン」 - Sandā Vāsasu Ai Obu Za Taifūn – "Tuono VS Occhio del Tifone" | 29 novembre 2006  | 19 marzo 2008           |
| 112                                      | Chazz e Adrian continuano il loro duello e il secondo ha la meglio sul primo. Chazz cade giù dalla piattaforma e finisce in acqua, dopodiché perde i sensi a causa del braccialetto Bio-Band che gli risucchia l'energia. Similmente, anche Adrian, che si è aggiudicato la vittoria, cade a terra privo di forze. Nel frattempo, Axel scopre dove si nasconde Viper ma cade in trappola mentre Crowler e Bonaparte apprendono che il cancelliere Sheppard è partito per via di un impegno della massima urgenza. |                   |                         |
| 113                                      | Il nascondiglio segreto 「十代VS裏切りのEヒーロー」 - Jūdai Vāsasu uragiri no Erementaru Hīrō – "Judai VS l'Eroe Elementale infido" | 6 dicembre 2006   | 20 marzo 2008           |
| 113                                      | La maggior parte degli studenti dell'Accademia è costretta a riposarsi per riprendere le forze per via degli ultimi duelli disputati e il luogo sembra diventare più simile ad una gigantesca infermeria. Jaden e i suoi amici apprendono da Adrian in convalescenza che tutto ciò è opera di Viper e devono cercare il suo nascondiglio segreto nel bosco per fermarlo prima che sia troppo tardi. Jaden e gli altri partono alla volta della foresta e giungono all'interno della base di Viper per cercare risposte alle loro domande; in un secondo momento arriva anche Adrian, il quale però inizia a fare delle indagini per conto proprio. Dopo un po' di tempo il gruppo si separa e Jaden si ritrova costretto a sfidare il professor Stein, il suo insegnante di storia dei duelli, che sfrutta il suo Cavaliere Veterano Piaga per sottrargli parte dei suoi mostri. Ad un certo punto Stein rivela di lavorare per Viper, sorprendendo Jaden. |                   |                         |
| 114                                      | Una scelta difficile 「絶体絶命!傷だらけのヒーロー」 - Zettai zetsumei! Kizudarake no Hīrō – "Una lotta disperata! Gli eroi sfregiati" | 13 dicembre 2006  | 21 marzo 2008           |
| 114                                      | Stein rivela che in passato aveva provato a diventare un duellante professionista ma che a causa delle sue cagionevoli condizioni di salute ha dovuto rinunciare e diventare così un professore. Sempre tramite un flashback si apprende che fu Viper a fargli odiare Jaden facendo passare quest'ultimo come la "causa" dell'apatia degli studenti nei confronti dello studio della storia dei duelli. Lo scontro riprende e Jaden si ritrova in seria difficoltà in quanto deve vedersela contro i suoi stessi mostri. Ad aggravare le cose appare Viper che tramite un ologramma comunica a Jaden che se i Life Points di Stein dovessero raggiungere lo zero allora Alexis annegherà all'interno di una trappola. Dopo un po' di tempo Jim riesce a salvare Alexis permettendo così a Jaden di concentrarsi unicamente sul duello. Alla fine Jaden vince ma Stein cade nella fossa sottostante e poi il ragazzo perde ancora una volta i sensi. |                   |                         |
| 115                                      | Il ladro di carte / Duello a senso unico 「精霊狩りのギース」 - Seirei gari no Gīsu – "Giese il cacciatore di spiriti" | 20 dicembre 2006  | 31 marzo-1º aprile 2008 |
| 115                                      | Alexis si riprende, Adrian continua le sue ricerche all'interno della base di Viper mentre Axel tenta di fuggire dalla trappola in cui è finito. Jaden, al momento privo di sensi, sente una voce di qualcuno che lo chiama, poi si risveglia e viene soccorso da Jesse. Poco dopo i due si imbattono in Trapper, un uomo crudele che caccia gli spiriti dei duelli, che mira a rubare le Bestie Cristallo. Jesse rivela a Jaden che ha dato la caccia a Trapper per diversi anni dopo che si è imbattuto in un ragazzo la cui carta è stata rubata da Trapper e ha promesso di restituirgliela. Trapper riesce a catturare Pegaso Zaffiro e lo usa come esca per prendere il resto delle Bestie Cristallo. Trapper e Jesse iniziano a duellare con una posta in gioco piuttosto alta; se Jesse vincerà allora Trapper gli restituirà lo spirito di Pegaso Zaffiro, ma in caso contrario il ragazzo dovrà cedergli tutte le carte delle Bestie Cristallo. Jesse accetta ma Trapper riesce a catturare quasi subito Gatto Ametista e Mammut Ambra. |                   |                         |
| 116                                      | La sconfitta di Trapper / Gioco di squadra 「宝玉獣VS地獄の番犬」 - Hōgyokujū Vāsasu Heru Gan Doggu – "Le Bestie Cristallo VS Hell Gundog" | 27 dicembre 2006  | 2-3 aprile 2008         |
| 116                                      | Trapper continua a imprigionare le Bestie Cristallo di Jesse e il ragazzo si ritrova con le spalle al muro. Ad un certo punto Trapper minaccia Jesse di strappare la carta che aveva promesso di restituire a un ragazzo ma poi interviene Jaden, che sfruttando un momento di distrazione di Trapper riesce a sottrargli la carta, permettendo così a Jesse di concentrarsi unicamente sulla sfida. Jesse quindi pesca la carta di Pegaso Zaffiro, che libera lo spirito della carta; quindi esegue una particolare combinazione di carte che gli permette di sconfiggere Trapper. Questi cade a terra quasi del tutto privo di forze a causa del Bio-Band e rivela che Viper gli aveva promesso che se lo avesse aiutato gli avrebbe dato lo spirito del Drago Arcobaleno. Trapper viene poi attaccato dagli spiriti delle carte che aveva rubato precedentemente e sparisce nel nulla. Jesse si indebolisce anche lui a seguito dello scontro ma riesce a restare in piedi, poi lui e Jaden vanno insieme in cerca di Viper per il duello finale. |                   |                         |
| 117                                      | Un'entità misteriosa / La palude dei serpenti 「決戦!十代VSプロフェッサー·コブラ」 - Kessen! Jūdai Vāsasu Purofessā Kobura – "Battaglia decisiva! Judai VS il professor Cobra" | 4 gennaio 2007    | 4-7 aprile 2008         |
| 117                                      | Axel riesce finalmente a fuggire dalla trappola in cui lo aveva rinchiuso Viper mentre Syrus e gli altri trovano Jaden e Jesse. Adrian Gecko si presenta nel laboratorio di Viper e qui i due ingaggiano una lotta corpo a corpo. Altrove, Axel aiuta il gruppo di Jaden a superare alcune paratie che si stanno chiudendo ma Axel rimane indietro. Adrian intanto cerca di ottenere nuove informazioni da Viper e tenta di colpirlo ma una forza misteriosa lo blocca e Viper va a duellare con Jaden. A questo punto Adrian inizia a sentire una voce nella sua testa che afferma di conoscerlo e gli fa ricordare il suo passato, poi Viper lancia una sfida a Jaden. I due finiscono su una pista di atterraggio per elicotteri e Viper sfrutta al meglio le sue carte a tema serpente insieme alla carta magia terreno Palude Veleno per indebolire i mostri di Jaden per cercare di portare avanti la sua missione di risvegliare qualcuno assorbendo la sua energia. |                   |                         |
| 118                                      | Il segreto di Viper / Un nemico per Jaden 「恐怖!毒蛇王ヴェノミノン」 - Kyōfu! Dokujaō Venominon – "Il terrore! Vennominon il Re dei Serpenti Velenosi" | 10 gennaio 2007   | 8-9 aprile 2008         |
| 118                                      | Continua il duello tra Jaden e Viper il quale continua ad essere in vantaggio grazie alla carta magia terreno Palude Veleno che riesce a distruggere ogni mostro che Jaden evoca e chiama sul terreno il mostro Vennominon, il Re dei Serpenti Velenosi. Durante il duello Viper rivela che sta aiutando una creatura sotto forma di braccio a tornare in piena forma con l'energia dei duellanti, poiché quest'ultima gli ha promesso di guarire il figlio colpito da una malattia (nella versione originale invece gli ha promesso di riportarlo in vita dopo che è morto investito da una macchina). Successivamente i due procedono con la loro sfida. |                   |                         |
| 119                                      | All'ultimo respiro / Un viaggio misterioso 「トリプルコンタクト融合!マグマ·ネオス」 - Toripuru Kontakuto yūgō! Maguma Neosu – "Tripla Fusione Contatto! Neos Magma" | 17 gennaio 2007   | 10-11 aprile 2008       |
| 119                                      | Il duello tra Jaden e Viper prosegue e i due cercano in ogni modo di tenere testa all'altro utilizzando svariate carte a loro disposizione creando diverse combo. Jaden riesce a vincere il duello grazie a Neos Magma, tuttavia l'entità che Viper ha aiutato per tutto questo tempo ha raccolto abbastanza energia per diventare autosufficiente. Quest'ultima fa improvvisamente apparire un fascio di luce che circonda l'Accademia e tutti gli studenti si ritrovano in un altro mondo. |                   |                         |
| 120                                      | Viaggio interdimensionale / Braccio misterioso 「異世界での戦い!宝玉獣VSハーピイレディ」 - Isekai no tatakai! Hōgyokujū Vāsasu Hāpyi Redi – "Una battaglia in un mondo diverso! Le Bestie Cristallo VS Lady Arpia" | 24 gennaio 2007   | 14-15 aprile 2008       |
| 120                                      | Dopo che Jaden ha sconfitto Viper, i ragazzi si rendono conto di essere finiti in un mondo desertico, poi scoprono che Axel è ancora vivo e decidono di soccorrerlo. Allo stesso modo, Chazz, Crowler, Bonaparte, Blair e Marcel, insieme al sottomarino del gruppo finanziario Gecko, sono stati portati nello stesso luogo. Più tardi apprendono che circa 100 studenti di tutti i dormitori sono stati trasportati a loro volta in questo luogo sconosciuto e fra i tanti vi è anche Adrian. Quest'ultimo, in separata sede, ha liberato il braccio della creatura il quale gli ha promesso di donargli una parte dei suoi poteri per risolvere alcune questioni. In seguito, Adrian difende un vagabondo, che si rivelerà essere Bastion, da una Lady Arpia che si è materializzata. A questo punto interviene Jesse che evoca Pegaso Zaffiro per combattere tre Lady Arpie, ma il ragazzo scoprirà che i Bio-Band continuano a risucchiare energia durante i duelli. Bastion spiega che mentre studiava con il professor Eisenstien, i due hanno scoperto che esistono 12 dimensioni e in una di queste gli spiriti dei duelli sono reali. Gli studenti iniziano a farsi prendere dal panico quando scoprono che Dorothy, la cuoca, pensa di avere rifornimenti a sufficienza per una settimana. Adrian scopre che il braccio della creatura è sparito e si precipita a cercarlo mentre Jaden, Jesse, Jim e Axel soccorrono Blair ferita. Alla fine la misteriosa creatura prende possesso del corpo di Marcel. |                   |                         |
| 121                                      | Duello tra le dune / Sottomarino arenato 「砂漠のサバイバル!ヨハンVS蟻地獄」 - Sabaku no Sabaibaru! Yohan Vāsasu Arijigoku – "Sopravvivenza nel deserto! Johan VS Formicaleone" | 31 gennaio 2007   | 16-17 aprile 2008       |
| 121                                      | Adrian cerca di stringere un patto con Marcel, impossessato dalla creatura, per avere una parte del suo potere ed accetta le sue condizioni di seguire tutti i suoi ordini. Blair è costretta a letto a seguito delle ferita riportata a un braccio e siccome in infermeria sono finiti i medicinali, Jaden, Jesse, Axel, Jim e Adrian vanno a cercarle in un sottomarino avvistato da Bastion, ma la loro ricerca viene interrotta da Lo Spirito della Roccia, il quale li sfida in un duello. Jesse lo affronta e lo sconfigge, poi tutti quanti scendono nel sottomarino e si dividono per cercare medicine e rifornimenti di vario tipo. Dopo aver trovato ciò che gli serviva, il gruppo si ricongiunge ma Marcel evoca un altro Spirito della Roccia che a sua volta gioca dei Demoni Scorpioni che circondano i ragazzi. Questi fuggono in un'altra stanza del sottomarino ma si ritrovano presto circondati da altri mostri, ma con un po' di fortuna giungono nella sala lancia siluri e riescono a salvarsi grazie a un'idea di Jaden. Il secondo Spirito della Roccia viene sconfitto e il gruppo inizia a mettersi in cammino verso l'Accademia. |                   |                         |
| 122                                      | I duellanti-zombie / Trasformazioni a catena 「デュエルアカデミア危機!ゾンビ生徒の恐怖!」 - Dyueru Akademia kiki! Zonbi seito no kyōfu! – "Duel Academia in crisi! Il terrore degli studenti zombie!" | 7 febbraio 2007   | 18-21 aprile 2008       |
| 122                                      | Jaden e gli altri si fanno strada nel deserto mentre Alexis e gli altri studenti creano delle barricate e dei posti di guardia per difendersi dagli attacchi di eventuali mostri. Bastion sfrutta il suo acume per creare una formula che possa rendere reversibili i viaggi interdimensionali. In seguito Marcel mette in atto un piano che prevede di sconfiggere tutti gli studenti che gli capitano a tiro in modo da assorbire la loro energia e renderli duellanti-zombie al suo completo servizio tramite i Bio-Band. Chazz viene sfidato da uno dei suoi scagnozzi, che riesce a sconfiggere velocemente, ma si ritrova presto circondato da tanti altri studenti che lo vogliono sfidare a duello. Jaden e gli altri sono piuttosto vicini all'Accademia ma la struttura viene minacciata da Falena di Sabbia, ma Axel riesce a coprire gli altri, tenendo a bada il mostro. Jaden, Jesse, Jim e Adrian scoprono che molti studenti sono diventati dei duellanti-zombie ma vengono salvati da Alexis e Hassleberry. Dopo aver ricapitolato la situazione, il gruppo scopre che anche Chazz e Syrus sono caduti vittima del sortilegio, poi ricevono la chiamata della signorina Fontaine, la capo infermiera, che li informa che lei, Blair e gli altri stanno bene ma che gli zombie stanno per fare irruzione nell'infermeria. |                   |                         |
| 123                                      | Zombie in agguato / Combinazione pericolosa 「レイ救出作戦!E·ヒーローVS堕天使ナース」 - Rei kyūshutsu sakusen! Erementaru Hīrō Vāsasu Datenshi Nāsu – "L'operazione di salvataggio di Rei! Eroi Elementali VS Signora Oscura Reficule Infermiera" | 14 febbraio 2007  | 22-23 aprile 2008       |
| 123                                      | Le condizioni di Blair continuano a peggiorare perciò Jaden, Jesse, Jim, Axel e Adrian partono subito alla volta dell'infermeria. Grazie all'aiuto di Kuriboh Alato, che distrae i vari duellanti-zombie sul cammino, e all'intervento di Adrian, Jim e Axel che si fermano a duellare contro alcuni di loro, Jaden e Jesse riescono finalmente ad arrivare in infermeria. Qui però scoprono che la signorina Fontaine è caduta vittima degli zombie e anche lei è diventata una di loro, perciò Jaden è costretto a battersi con lei. Jaden vince ma le esplosioni generate dallo scontro finiscono per distruggere la stanza ma Jaden, Jesse e Blair si salvano. Fontaine e gli altri studenti si rialzano per sfidarli nuovamente ma Jaden e Jesse fuggono con Blair, dopodiché portano la ragazza dagli altri e decidono di collaborare per fare fronte alla minaccia degli zombie. Intanto Adrian riflette sul fatto che dovranno vedersela con chi ha posseduto Marcel, il che sarà un'esperienza tutt'altro che facile. |                   |                         |
| 124                                      | Triplo duello / Emozioni alterne 「学園分裂!腹ペコデュエル」 - Gakuen bunretsu! Harapeko Dyueru – "Disordine all'Accademia! Un duello affamato" | 21 febbraio 2007  | 24-28 aprile 2008       |
| 124                                      | La minaccia degli zombie continua ad imperversare e gli studenti sani rimanenti sono costretti a collaborare per difendersi dagli attacchi nemici. Adrian continua a pensare al potere che potrebbe ottenere se il piano dell'essere che ha deciso di servire dovesse andare in porto e intanto Blair si riprende e sembra stare meglio grazie alle premurose cure di Jaden e Jesse. Mentre Marcel brama nell'ombra, gli altri studenti sono rimasti senza scorte di cibo in quanto il magazzino è stato preso d'assalto dagli zombie. Tre studenti decidono quindi di fare irruzione nel magazzino ma si ritrovano a fuggire dagli zombie e finiscono per incontrare Marcel che li corrompe con una bistecca in cambio di un favore. Dopo aver mangiato, i tre vengono trasformati in mostri grazie alla carta Polimerizzazione. Il giorno dopo, Marcel comunica attraverso gli altoparlanti dell'Accademia che è il responsabile della situazione attuale e che gli propone un patto, se gli permetteranno di accedere alla sala del generatore elettrico, allora lui gli consentirà di andare nel magazzino delle riserve alimentari. Il patto non viene però accettato, perciò Marcel lancia una sfida a Jaden. Fuori dall'edificio, i ragazzi si ritrovano dinanzi ai tre studenti trasformati in mostri, i quali vengono affrontati da Axel, Jim e Jesse in un triplo duello. |                   |                         |
| 125                                      | Il diversivo / Lo spirito di Banner 「ヨハン·ジム·オブライエンVS仮面の三騎士」 - Yohan Jimu Oburaien Vāsasu kamen no sankishi – "Johan, Jim e O'Brien VS i tre cavalieri mascherati" | 28 febbraio 2007  | 29-30 aprile 2008       |
| 125                                      | Axel, Jim e Jesse continuano la loro sfida contro gli studenti trasformati in mostri. Ad un certo punto Bonaparte fugge velocemente all'interno della scuola e viene presto inseguito da Faraone, Blair e Jaden che sospettano che ci sia sotto qualcosa. Axel sconfigge poi il suo avversario, che torna alla normalità, e suggerisce a Jim e Jesse di abbandonare i loro duelli perché crede che tutto ciò sia un diversivo e che sia meglio andare a vedere cosa sta succedendo a scuola. Jim e Jesse sono costretti a proseguire a seguito delle minacce dei loro avversari, i quali vengono poi sconfitti e tornano anche loro al loro aspetto originale. Marcel arriva al generatore e viene raggiunto da Bonaparte, Jaden e Blair che gli chiedono spiegazioni mentre Adrian si è nascosto nelle vicinanze per non farsi scoprire. Bonaparte rivela che Marcel è suo figlio e questi lo minaccia con il suo braccio mostruoso e fa intervenire i duellanti-zombie. Marcel dice che tutto ciò che sta facendo è in onore di Jaden, dopodiché immerge il braccio mostruoso nel terreno e fa emergere alcune rovine. Lo spirito di Banner esce da Faraone e afferma che quello è il luogo in cui erano state sigillate le tre Bestie Sacre, Marcel fa poi tacere Banner e quando Jaden gli chiede se è la verità si mette a ghignare. |                   |                         |
| 126                                      | Il ritorno delle Bestie Sacre 「十代VS万丈目·竜騎士ダークソード」 - Jūdai Vāsasu Manjōme Ryūkishi Dāku Sōdo – "Judai VS Manjōme - Lama Oscura il Cavaliere del Drago" | 7 marzo 2007      | 2 maggio 2008           |
| 126                                      | Marcel inizia a scendere nel luogo in cui sono sigillate le Bestie Sacre per risvegliarle e Jaden si precipita al suo inseguimento. Blair, Bonaparte e Faraone riescono a mettersi in salvo mentre Jaden viene sfidato da Chazz, il quale è ancora un duellante-zombie, intanto Adrian inizia a seguire per conto proprio Marcel. Nella zona del generatore, Axel e alcuni membri dell'Accademia vengono contattati dal professor Eisenstein che li informa che lui e altre persone si stanno organizzando per soccorrerli. Bastion e gli altri raggiungono Axel e riescono a parlare con Eisenstein, il quale afferma che l'unico modo per tornare indietro è quello di trovare la carta del Drago Arcobaleno e che per loro fortuna Pegasus e Sheppard hanno trovato la rispettiva tavola che consentirà a Pegasus di disegnare la carta in questione. Il professore spiega inoltre che è necessaria una grande energia dei duelli e intende sfruttare un sistema di duello interdimensionale per riuscire nello scopo. Jaden sconfigge Chazz mentre Adrian sfida Marcel in un duello per avere le Bestie Sacre. |                   |                         |
| 127                                      | Il drago conteso / Contatto transdimensionale 「封印を破りし者·マルタン」 - Fūin wo yabureshimono Marutan – "Colui che spezza il sigillo - Martin" | 14 marzo 2007     | 5-6 maggio 2008         |
| 127                                      | Pegasus e Sheppard giungono nel luogo degli scavi dove è custodita la tavola del Drago Arcobaleno ma vengono ostacolati dalla signorina Echo del gruppo finanziario Gecko che vuole far saltare in aria la tavola. Marcel spiega che ha bisogno delle carte delle Bestie Sacre per portare a compimento la sua vendetta, dopodiché sfida Adrian mettendo in palio le tre carte leggendarie. Jaden continua a cercare Marcel ma viene fermato da Syrus e da altri duellanti-zombie. Bastion e gli altri intanto si dirigono ai campi da tennis ma i duellanti-zombie gli sbarrano la strada e alcuni si separano per affrontarli. Echo dice a Pegasus che non vuole che Adrian torni indietro in quanto a suo dire il ragazzo è nato per dominare e non per servire vista la sua intelligenza. Il duello tra Adrian e Marcel viene interrotto dalle Bestie Sacre, ma Marcel le sigilla temporaneamente, poi Adrian scopre che il suo avversario aveva Exodia nel deck e rimane basito. Marcel lo rassicura dicendogli che il suo scopo non era vincere o perdere ma bensì metterlo alla prova e gli promette di dargli ciò che desidera, poi spezza il sigillo delle Bestie Sacre. Jaden va avanti a duellare con Syrus mentre al campo da tennis i ragazzi creano un contatto transdimensionale e Aster li informa che se vogliono tornare indietro dovranno far duellare Jesse e Zane. |                   |                         |
| 128                                      | L'energia dei duelli / Alla ricerca del drago 「宝玉獣VSサイバー·エンド·ドラゴン」 - Hōgyokujū Vāsasu Saibā Endo Doragon – "Le Bestie Cristallo VS Cyber Drago Finale" | 21 marzo 2007     | 7-8 maggio 2008         |
| 128                                      | Pegasus si prepara a creare la carta del Drago Arcobaleno mentre Jesse e Zane sono in posizione per il loro duello. Banner informa Jaden che i suoi amici hanno trovato un modo per tornare a casa e cerca di raggiungerli. Pegasus completa la carta, la fa consegnare ad Eisenstien, il quale riconferma a Jesse e Zane che devono tenere aperto il portale abbastanza a lungo per poter inviare la carta nell'altra dimensione. Jaden si mette fuga da Crowler (caduto vittima del sortilegio) e da alcuni duellanti-zombie mentre al campo da tennis Hassleberry e Axel guadagnano tempo per Jesse e Zane tenendo a bada altri zombie che vogliono fare irruzione nel luogo del duello. L'energia scaturita dalla loro sfida apre il portale e la carta giunge a destinazione. I duellanti-zombie riescono a fare breccia nel campo da tennis ma arriva Jaden che vuole portare tutti in salvo. Mentre i ragazzi cercano la carta del Drago Arcobaleno, Marcel lancia un'altra sfida a Jaden. |                   |                         |
| 129                                      | La potenza del drago / Una carta preziosa 「三幻魔の脅威!十代VSマルタン」 - Sangenma no kyōi! Jūdai Vāsasu Marutan – "La minaccia dei tre demoni fantasma! Judai VS Martin!" | 28 marzo 2007     | 12-13 maggio 2008       |
| 129                                      | I ragazzi concordano di dividersi per sfuggire ai duellanti-zombie e trovare la carta di Drago Arcobaleno. Jaden e Blair riescono a raggiungere il luogo dell'incontro con Marcel e questi afferma di essere un vecchio amico di Jaden che fu però abbandonato dal ragazzo anni fa. Jesse e Axel trovano la capsula in cui è custodita la carta mentre Marcel e Jaden si affrontano in un duello. Marcel sfrutta Fantasma del Caos per fargli assumere l'aspetto di Hamon Signore del Tuono Fragoroso e mettere Jaden con le spalle al muro. Jesse arriva sul luogo dello scontro e propone a Marcel di unirsi alla sfida, questi accetta e si preparano ad affrontarsi in uno scontro due contro uno. |                   |                         |
| 130                                      | Il risveglio del Drago Arcobaleno / Una carta del passato 「レインボードラゴン覚醒」 - Reinbō Doragon kakusei – "Il risveglio del Drago Arcobaleno" | 4 aprile 2007     | 14-15 maggio 2008       |
| 130                                      | Adrian ricorda che Marcel ha preso possesso delle Bestie Sacre e scopre che qualcuno sta duellando in un'arena. Lo scontro tra Jaden e Jesse contro Marcel riprende e quest'ultimo riesce ad utilizzare Bestia Evocatrice Oscura per chiamare sul terreno tutte e tre le Bestie Sacre. Jesse non si perde d'animo e rassicura Jaden, poi evoca Drago Arcobaleno che fa presto squadra con Neos e alcuni Eroi Neo Spaziali per fronteggiare le tre Bestie Sacre. Marcel però sorprende i due utilizzando la carta magia Distruzione Fusione Dimensionale per sacrificare le Bestie Sacre ed evocare così Armityle il Fantasma del Chaos. Blair tenta di fermare Marcel ma questi rivela che non ha più bisogno di utilizzare il ragazzo come tramite e si mostra con il suo aspetto di demone, il cui nome è Yubel. Yubel fa poi ricordare a Jaden che quando era bambino avevano un gran legame, ma siccome finiva per causare sofferenza a chi gli stava a fianco decise di disfarsene facendo lanciare la carta nello spazio. Alla fine Jesse e Yubel riprendono lo scontro e il primo riesce a vincere il duello e utilizzare Drago Arcobaleno per riportare gli altri a casa. |                   |                         |
| 131                                      | Tutti per uno 「エースカード大集合!!開け, 次元の扉!」 - Ēsu Kādo daishūgō!! Hirake, jigen no tobira! – "Grande adunata delle carte migliori! Apriti, porta per un'altra dimensione!" | 11 aprile 2007    | 24 maggio 2008          |
| 131                                      | Drago Arcobaleno è riuscito a portare l'Accademia nella dimensione originale, i Bio-Band si disintegrano e tutti i duellanti sono tornati normali. Jaden si rende però conto che Jesse non è con loro e nel frattempo Bastion e Eisenstien cercano di rintracciarlo. Jaden si sente in colpa perché il suo amico è rimasto intrappolato dall'altra parte e poi Sheppard racconta agli amici di Jaden di Yubel. Aster e Zane discutono brevemente della carta in questione e sembrano piuttosto interessati alla questione. Durante la notte Jaden scopre un collegamento con un'altra dimensione e decide di attraversarlo per trovare Jesse ma i suoi amici vogliono venire con lui. Per rendere il portale più stabile, i ragazzi decidono di unire la forza dei loro mostri in un attacco combinato dopodiché Jaden, Syrus, Bastion, Jim, Axel, Alexis, Atticus, Chazz, Zane, Aster, Crowler, Hassleberry ed Echo finiscono al suo interno. |                   |                         |
| 132                                      | Inizia un altro viaggio 「生死を賭けた決闘(デュエル)」 - Seishi wo kaketa Dyueru – "Duello con in palio la vita o la morte" | 18 aprile 2007    | 25 maggio 2008          |
| 132                                      | Il gruppo finisce in un'altra dimensione differente dalla precedente. Jaden e Axel finiscono in una caverna e più tardi incontrano Bastion e Tania, la quale spiega che questo mondo è governato da alcuni dei mostri dei duelli. Jaden, Axel e Bastion si offrono di aiutare Tania a salvare i mostri ridotti in schiavitù, tuttavia quando si duella in questo mondo i danni subiti sono effettivi e una volta che i Life Points raggiungono lo 0, lo sconfitto finisce tra le stelle (nella versione originale muore). Nonostante ciò Jaden sfida Scout del Cielo e grazie a Kuriboh Alato LV10 riesce a vincere. Axel crea un black out e i mostri oppressi si ribellano ai loro oppressori. Prima di morire, Scout del Cielo implora Jaden di sconfiggere il Sovrano Supremo. Tania conduce Jaden e tutti i suoi amici in un'altra zona in cui potranno trovare Jesse ma rimane volontariamente indietro insieme a Bastion. |                   |                         |
| 133                                      | Il villaggio fantasma 「十代VS暗黒界の斥候スカー」 - Jūdai Vāsasu ankokukai no sekkō Sukā – "Judai VS Scarr Scout del Mondo Oscuro" | 25 aprile 2007    | 31 maggio 2008          |
| 133                                      | Il gruppo giunge in un villaggio abbandonato e vedono una specie di cometa. Jim inizia a sentirsi male ma si riprende poco dopo e pensa fra sè e sè che oramai non manca molto senza specificare però a cosa si riferisca. I ragazzi vanno in avanscoperta, poi Jaden e Axel trovano un bambino minacciato dal mostro Scarr Scout del Mondo Oscuro che lo vuole sfidare in un duello per poi eliminarlo. Jaden però interviene e lancia una sfida a Scarr e i due danno inizio a un duello, il quale viene vinto da Jaden. Scarr sparisce nel nulla e arriva Freed il Viandante Coraggioso che è venuto a vedere come sta Kyle, il bambino di prima, e porta gli altri via prima che l'Armata del Mondo Oscuro, un gruppo di demoni, li venga a cercare. Tutti quanti si mettono in fuga e raggiungono un rifugio dove Kyle si ricongiunge alla madre ed altri rifugiati. Dopo aver appreso della situazione, Freed consiglia ai ragazzi di restare al sicuro. I demoni hanno già iniziato le indagini e Lars, il padre di Kyle, si mette in fuga dal campo prigionieri e viene portato al rifugio dove spiega che tutti gli altri uomini sono stati catturati e che fra di loro potrebbe esserci Jesse. Lars muore e Jaden offre a Freed il suo aiuto per liberare gli altri. |                   |                         |
| 134                                      | Il comandante dei demoni oscuri 「十代VS暗黒界の騎士ズール」 - Jūdai Vāsasu ankokukai no kishi Zūru – "Judai VS Zura Cavaliere del Mondo Oscuro" | 2 maggio 2007     | 1º giugno 2008          |
| 134                                      | Jaden decide di andare al campo prigionieri da solo ma i suoi amici optano di seguirlo mentre Freed chiede ai rifugiati di seguirlo in quanto il luogo in cui risiedono non è più sicuro. Jaden arriva sul luogo e qui trova un ragazzo molto simile a Jesse che gli spiega che gli altri sono stati portati in una fortezza. Poco dopo però il giovane eroe scopre di essere finito in una trappola e trova Zura Cavaliere del Mondo Oscuro, ovvero il comandante dell'Armata Oscura, e i suoi demoni a sbarrargli la strada. Zura uccide il ragazzo appena soccorso e Jaden lo sfida in un duello. Nel corso della sfida, gli amici di Jaden vengono catturati e Zura cerca di sfruttare la situazione a suo vantaggio ma interviene Freed che si trasforma in carta e permette a Jaden di vincere e annientare Zura. Al suo posto appaiono alcune sfere luminose, i suoi sottoposti se ne vanno terrorizzati in quanto ritengono Jaden troppo forte e Freed chiede a Jaden di combattere le tenebre poi scompare nel nulla. |                   |                         |
| 135                                      | La mappa 「十代VS暗黒界の狂王ブロン」 - Jūdai Vāsasu ankokukai no kyō'ō Buron – "Judai VS Brron Folle Sovrano del Mondo Oscuro" | 9 maggio 2007     | 7 giugno 2008           |
| 135                                      | Jaden, grazie a Kuriboh Alato, riesce a trovare una mappa e delle Papere Soniche che gli permetteranno di attraversare tutte le fortezze dei nemici. A seguito di un imprevisto con i loro mezzi di trasporto, Chazz, Hassleberry, Alexis e Atticus si separano dal resto del gruppo e gli viene teso un agguato da Goldd Signore-Wu del Mondo Oscuro e Sillva Signore della Guerra del Mondo Oscuro e li portano da Brron Folle Sovrano del Mondo Oscuro. Alla fortezza arrivano solo Jaden, Jim e Axel che si accorgono che i loro amici sono rimasti indietro e perciò Jim e Axel li vanno a cercare. Jaden entra all'interno della fortezza e qui trova Brron che lo sfida in un duello. Tuttavia scopre che quattro dei suoi amici sono stati fatti prigionieri e Brron usa le carte magia Canone Maligno e Canone - Simbolo della Rabbia per imprigionare Chazz in un libro. Syrus intanto viene trovato da Goldd e Sillva. Brron spiega che ognuno dei suoi amici ha un simbolo malvagio e che intende sfruttarli per sacrificarli e la cosa fa perdere le speranze a Jaden che inizia a tormentarsi. |                   |                         |
| 136                                      | I cinque simboli 「邪心経典発動!暗黒界の魔神レイン」 - Jashin kyōten hatsudō! Ankokukai no mashin Rein – "Dottrine Sinistre, attivazione! Reign-Beaux Signore del Mondo Oscuro" | 16 maggio 2007    | 8 giugno 2008           |
| 136                                      | Syrus viene salvato da Jim e Axel e optano di raggiungere Jaden alla fortezza. Qui infatti il ragazzo deve continuare a vedersela con Brron che si rivela più scaltro del previsto e sacrifica Hassleberry, Atticus e Alexis. Tuttavia l'effetto di Canone Maligno non permette di richiamare la carta magia Super Polimerizzazione che Brron desiderava in quanto manca il quinto simbolo e perciò il relativo sacrificio. Nonostante ciò riesce a richiamare Reign-Beaux Signore del Mondo Oscuro che mette in difficoltà il suo avversario. Il duello prosegue e si rivela durissimo per Jaden, il quale inizia a combattere per vendicare i suoi amici e non dà assolutamente tregua a Brron che viene sconfitto. Prima di sparire, Brron gli dice che non rivedrà mai più Jesse. Syrus, Axel e Jim, che hanno visto l'intero duello, trovano che Jaden sia cambiato e decidono di abbandonarlo a se stesso. Poi Jaden trova la carta Super Polimerizzazione di Brron e sente la voce del Sovrano Supremo che gli dice che se vuole raggiungere i suoi scopi deve ottenere il potere attraverso la carta Super Polimerizzazione e gli rivela che esiste un altro modo per completarla senza dover usare il simbolo mancante sacrificando Syrus ovvero sconfiggere un numeroso quantitativo di avversari e assorbire un enorme quantitativo di energia dei duelli per sopperire alla mancanza del simbolo mancante e una volta fatto ciò la carta sarà completata. Jaden ormai disperato credendo che Jesse sia scomparso per sempre come gli altri dissolvendosi e avendo perso i suoi amici che sono stati sacrificati a causa di Brron ed essendo stato abbandonato dagli amici rimasti non sapendo cosa fare accetta di completare la carta e non volendo sacrificare Syrus decide di usare il metodo illustratogli dal Sovrano Supremo. |                   |                         |
| 137                                      | I dubbi di Syrus 「翔の決意!「友情の証」」 - Shō no ketsui! Yūjō no akashi – "La determinazione di Sho! La prova dell'amicizia" | 23 maggio 2007    | 14 giugno 2008          |
| 137                                      | Syrus ripensa al suo legame con Jaden e viene assalito dai dubbi mentre si ritrova all'interno di una caverna. In seguito il ragazzo salva Ojama Giallo che stava rischiando di annegare e il mostriciattolo gli racconta cosa è successo a Chazz. A causa del simbolo malvagio, Syrus si convince ulteriormente che a Jaden non gli importi più dei suoi amici, poi abbandona Ojama Giallo e comincia ad avventurarsi per conto proprio. La foresta circostante viene attaccata da Doom Dozer che comincia ad inseguire Ojama Giallo, Syrus cerca di dargli una mano ma interviene un duellante avvolto da un mantello che sconfigge Doom Dozer. Il duellante si rivela essere Zane, poi Syrus sviene e il fratello decide di soccorrerlo. Ojama Giallo racconta la sua versione dei fatti a Zane e nel frattempo Syrus ha un sogno che gli fa ricordare che Jaden è sempre stato di buon cuore. Syrus si risveglia e Zane gli dice di chiarirsi con Jaden e lo incoraggia, poi se ne va insieme ad Aster. Zane riflette sul fatto che deve ancora fare una cosa e che non gli rimane molto tempo in quanto le condizioni del suo cuore stanno peggiorando. Alla fine Syrus decide di andare a cercare Jaden. |                   |                         |
| 138                                      | La torre dei duelli 「覇王降臨·死の決闘者たち」 - Haō kōrin shi no Dyueristo-tachi – "Il Sovrano Supremo discende - I duellanti della morte" | 30 maggio 2007    | 15 giugno 2008          |
| 138                                      | Jim e Axel stanno cercando Jaden e scoprono da un uomo anziano che il Sovrano Supremo sta facendo prigionieri tutti i duellanti. Poco dopo sopraggiungono due Giocatori da Battaglia, duellanti cacciatori del Sovrano, che vogliono portare via l'uomo e il nipote Nero ma Jim e Axel li difendono. Annientati i loro avversari, l'uomo anziano rivela che i prigionieri vengono portati alla torre dei duelli, dove devono duellare con il Sovrano Supremo. Dopo aver recuperato un mezzo di trasporto, tutti e quattro si dirigono al villaggio il quale è assalito da alcuni mostri ma viene ben difeso da Burgundy, un guerriero. Burgundy pensando che Jim sia un nemico lo colpisce con la spada senza però ferirlo e il ragazzo sviene. Dopo essersi ripreso, Jim e Axel chiedono informazioni e vanno a cercare Jaden ma gli viene sbarrata la strada da Kozaky che spiega che tutti i duellanti sconfitti dal Sovrano Supremo sono stati uccisi e la loro energia sta venendo accumulata per creare la migliore carta di Duel Monsters. Jim sconfigge Kozaky, poi lui e Axel scoprono che i servitori del Sovrano Supremo hanno distrutto il villaggio di Burgundy e il guerriero perde la vita e infine Jim lancia una sfida al Sovrano Supremo che si rivela essere Jaden. |                   |                         |
| 139                                      | Il segreto di Jim 「ダーク·フュージョン!インフェルノ·ウイング!!」 - Dāku Fyūjon! Inferuno Wingu!! – "Fusione Oscura! Ala Infernale!!" | 6 giugno 2007     | 21 giugno 2008          |
| 139                                      | Dopo aver scoperto che Jaden è il Sovramo Supremo, le guardie del corpo di quest'ultimo bloccano la strada ai due ragazzi ma Axel riesce ad aprire una via di fuga e riescono a mettersi in salvo. Jim racconta ad Axel di come si è ferito l'occhio destro quando era bambino a seguito di un incidente per salvare il suo coccodrillo Shirley e fu salvato da un signore anziano che gli mise l'Occhio di Orichalcum al posto di quello originale. Gli fu spiegato che una particolare cometa in cielo che passa da un mondo all'altro sarebbe stato il suo punto di riferimento per comprendere quando sarebbe stato il momento giusto per utilizzare l'occhio. Jim e Axel raggiungono nuovamente la fortezza e Jim lancia una sfida al Sovrano Supremo. Grazie all'Occhio di Orichalcum, Jim scopre che all'interno di Jaden vie è uno scontro tra la sua metà buona e quella cattiva. Jim e Axel finiscono nella mente di Jaden e tentano di fargli superare la sua depressione ma invano, perciò Jim tenta di sconfiggere il Sovrano Supremo per salvare Jaden. |                   |                         |
| 140                                      | Duello reale 「空前絶後·超融合発動!」 - Kūzenzetsugo chō yūgō hatsudō! – "Prima e ultima, la super fusione si attiva!" | 13 giugno 2007    | 22 giugno 2008          |
| 140                                      | Mentre Jim continua ad affrontare il Sovrano Supremo, Syrus salva alcune persone dai suoi servitori in una foresta. Nonostante il gran numero di contromosse, è Jim ad avere la peggio e il Sovrano Supremo vince grazie alle carte Super Polimerizzazione ed Eroe Malvagio Gaia Oscuro. Shirley si tramuta in luce e lo stesso tocca a Jim, il quale prima di scomparire supplica Axel di trovare un modo per salvare Jaden. Axel prende con sé l'Occhio di Orichalcum e fugge via terrorizzato mentre viene osservato da Syrus e Ojama Giallo su una collina. |                   |                         |
| 141                                      | L'inganno 「恐怖の覇王!彷徨えるオブライエン」 - Kyōfu no haō! Samayoeru Oburaien – "Il terrore del Sovrano Supremo! O'Brien l'errante" | 20 giugno 2007    | 28 giugno 2008          |
| 141                                      | Una Forza d'Attacco Goblin d'Elite del Sovrano Supremo entra all'interno di una villa in cui Aster e Zane sconfiggono i loro avversari. Zane e Aster fanno il punto della situazione e affermano di essere già a conoscenza del fatto che il Sovrano Supremo e Jaden sono la stessa persona ma non sono in grado di batterlo da soli. I due perciò si recano presso un campo prigionia per aumentare le proprie schiere. Axel intanto continua a fuggire mentre Syrus salva Vergine dell'Acqua e le dice dove trovare Axel. La Vergine dell'Acqua spiega la situazione al ragazzo e vengono presto assaliti da alcuni servitori del Sovrano Supremo ma Axel li sconfigge. Syrus incoraggia Axel, mentre Zane e Aster vanno alla ricerca di Jaden. Axel scopre poi che Guardia del Labirinto e Antico Cervello stanno fingendo di essere alleati degli umani quando in realtà vogliono sfruttarli per permettere ai loro servitori di fare irruzione ed eliminare gli esseri umani. Antico Cervello si rivela essere Cavaliere Teschio, Axel riprende vigore e sfida il suo nemico. |                   |                         |
| 142                                      | Cavaliere smascherato 「勝ち残る者が正義!覇王VSオブライエン」 - Kachinokoru mono ga seigi! Haō Vāsasu Oburaien – "Il virtuoso vincitore! Sovrano Supremo VS O'Brien" | 27 giugno 2007    | 29 giugno 2008          |
| 142                                      | Axel affronta e sconfigge Cavaliere Teschio, il quale cade giù dalla torre e prima di morire permette di capire agli abitanti con chi hanno avuto a che fare per tutto questo tempo. Axel diventa il comandante della spedizione di liberazione e incontra Aster e Zane. I due fanno rapporto e gli spiegano che il Sovrano Supremo è pronto a condurre un altro attacco. Dopo aver deciso come meglio preparare le linee di difesa della città, Axel, Aster e Zane si travestono da mostri e si fanno dire da Guardia del Labirinto come andare direttamente dal Sovrano Supremo. Il trucco però non funziona in quanto vengono scoperti da Stregone del Chaos ma Zane e Aster permettono ad Axel di farsi strada fino a raggiungere il Sovrano Supremo e lanciargli una sfida. |                   |                         |
| 143                                      | Il sacrificio di Axel 「ヴォルカニック･デビルVS最凶のイービル·ヒーロー」 - Vorukanikku Debiru Vāsasu saikyō no Ībiru Hīrō – "Il diavolo vulcanico VS l'eroe malvagio più atroce" | 4 luglio 2007     | 5 luglio 2008           |
| 143                                      | Zane affronta Stregone del Chaos mentre Aster deve vedersela con Abile Mago Nero e Abile Mago Bianco. Axel duella con il Sovrano Supremo e i due danno inizio a una grande serie di contromosse. Zane e Aster vincono contro i rispettivi sfidanti e vanno a vedere insieme a Syrus come se la cava Axel. Grazie allo spirito di Jim, Axel riesce a concludere lo scontro con il Sovrano Supremo in parità e Jaden rinsavisce tramite l'Occhio di Orichalcum. La vittoria però è a caro prezzo, dato che Axel è costretto a sacrificarsi e si dissolve. L'Occhio di Orichalcum si frantuma, la cometa in cielo comincia a risplendere di rosso e Zane annuncia ai servitori del Sovrano Supremo che il loro re è stato sconfitto. I ragazzi se ne vanno e Ojama Giallo afferma di ricordarsi di aver visto Jesse avvolto da un mantello ma era molto strano in quanto i suoi occhi non erano quelli di sempre. |                   |                         |
| 144                                      | Il ritorno di Adrian 「発動!究極封印解放儀式術」 - Hatsudō! Kyūkyoku fūinkaihō gishikijutsu – "Attivazione! La tecnica rituale definitiva di dissigillatura" | 11 luglio 2007    | 6 luglio 2008           |
| 144                                      | Jaden riprende i sensi, ricorda ciò che ha fatto quando era il Sovrano Supremo e si incolpa per quello che è successo. Altrove, Adrian cerca di spezzare il sigillo di Exodia per diventare il padrone di quel mondo e decide di rivolgersi ad Echo per riuscire nell'impresa. Zane e Aster salvano Crowler ed Echo da alcuni mostri, poi alla sera tutti quanti vengono teletrasportati in una grotta e incontrano Adrian. Questi vuole obbligare Echo a seguirlo ma Aster si oppone e lo affronta in un duello. Adrian utilizza la carta magia Rituale del Signore Finale Proibito e afferma che per liberare Exodia occorre sacrificare l'energia dei duelli di una persona cara e intende sfruttare Echo per lo scopo, così la donna incomincia ad avvicinarsi alla sorgente di luce per dare inizio al sacrificio. |                   |                         |
| 145                                      | Sete di potere 「究極封印神エクゾディオス召喚!」 - Shōkan kyūkyoku fūinshin Ekuzodiosu! – "L'evocazione di Exodius Il Signore Proibito Finale!" | 18 luglio 2007    | 12 luglio 2008          |
| 145                                      | Aster tenta di fermare Echo dal sacrificarsi ma la donna procede e si reca alla sorgente di luce. Lo scontro riprende e Aster cerca di far cambiare idea ad Adrian sostenendo che le tenebre finiscono per corrompere le persone. Nonostante i suoi buoni propositi, Adrian porta avanti il duello e usa Exodius Il Signore Proibito Finale per mettere il suo avversario con le spalle al muro. Adrian riesce finalmente ad evocare Exodia e siccome la situazione sta diventando parecchio seria, Aster permette ai suoi amici di fuggire prima che sia troppo tardi. Aster si sacrifica e Adrian si aggiudica il duello, poi quest'ultimo appare sulle spalle di Exodia e afferma di avere una faccenda da sistemare quindi se ne va. |                   |                         |
| 146                                      | Conquistare il passato 「封印された融合」 - Fūinsareta yūgō – "La fusione sigillata" | 25 luglio 2007    | 13 luglio 2008          |
| 146                                      | Jaden e i suoi compagni si avventurano in un deserto per trovare Jesse ma vengono sorpresi da una tempesta di sabbia. Al loro risveglio trovano un portale e Jaden tenta di attraversarlo ma Zane glielo impedisce in quanto il ragazzo non ha ancora recuperato del tutto le forze e trova il suo atteggiamento troppo istintivo. Dato che Jaden non vuole dare retta ai consigli che gli vengono dati, Zane lo sfida in un duello che servirà per dimostrargli che si è liberato dagli errori che ha commesso in passato quando era il Sovrano Supremo. Tuttavia durante la sfida Jaden è tormentato dai ricordi e inizia a temere che la carta Polimerizzazione sia la causa di tutto il male che ha fatto fino a poco tempo prima e non riesce a giocare al meglio. Il duello viene interrotto per via del cuore di Zane che continua a peggiorare e Jaden decide di andarsene accompagnato da Syrus. I due si recano in alcuni dei luoghi esplorati in passato e Jaden si tormenta ancora di più ma viene sfidato da Guardiano Baou, uno dei suoi ex servitori quando era il Sovrano Supremo. Sul luogo arrivano Bastion e Tania, i quali vengono informati della situazione attuale da Syrus. |                   |                         |
| 147                                      | Il duello della vita 「因縁の対決!サイバー流VS宝玉獣」 - Innen no taiketsu! Saibā-ryū Vāsasu Hōgyokujū – "La resa dei conti del destino! Lo stile Cyber VS le Bestie Cristallo" | 8 agosto 2007     | 19 luglio 2008          |
| 147                                      | Jaden sconfigge Baou, il quale prima di morire afferma che non riuscirà mai a liberarsi dal Sovrano Supremo. Tania spiega che sono riusciti a liberarsi di quasi tutti i nemici ma che devono ancora trovare l'artefice che li manovra mentre Bastion sostiene che l'universo una volta era composto da 12 dimensioni e adesso tutte quante stanno rischiando di fondersi a causa di Yubel. Altrove, il portale vicino a Zane e Crowler si apre e da esso viene fuori Jesse che sta cercando Jaden. Nonostante le cagionevoli condizioni di salute, Zane decide di sfidare Jesse credendo che si tratti di un'altra persona e che prima di morire preferisce disputare un ultimo avvincente duello. Arrivano anche Jaden e Syrus, poi il primo si accorge che in realtà Jesse è controllato da Yubel. Zane non demorde e tenta il tutto per tutto pur di sconfiggere la sua nemesi. |                   |                         |
| 148                                      | Lo spirito maligno 「究極ドラゴン対決!サイバー･エンドVSレインボー·ダーク」 - Kyūkyoku Doragon taiketsu! Saibā Endo VS Reinbō Dāku – "La resa dei conti finale dei draghi! Cyber Drago Finale VS Drago Arcobaleno Oscuro" | 15 agosto 2007    | 20 luglio 2008          |
| 148                                      | Lo scontro prosegue imperterrito e Jesse riesce ad evocare Drago Arcobaleno Oscuro. Zane non si perde d'animo, nonostante le fitte al cuore, e i due proseguono la sfida con una serie di contromosse. In seguito Zane intende attirare Yubel allo scoperto in modo da annientarlo e salvare Jesse. L'ultima fase del duello vede lo scontro tra il Cyber Drago Finale di Zane e il Drago Arcobaleno Oscuro di Jesse ma proprio quando Zane riesce a portare Cyber Drago Finale a una potenza di 16000 punti di attacco e sta per contrattaccare e vincere Zane ha un arresto cardiaco e crolla a terra e non potendo così proseguire il duello perde. Jaden intende sfidare Yubel ma questi gli dice che avrà la sua occasione in futuro e che se vuole battersi dovrà attraversare il portale, poi varca quest'ultimo e se ne va. Alla fine Zane chiede a Jaden e Syrus di avere cura di sé e poi muore, lasciando tutti quanti tristi. |                   |                         |
| 149                                      | La fine di un'amicizia 「魔神対決!幻魔VSエクゾディア」 - Majin taiketsu! Genma VS Ekuzodia – "La resa dei conti con il dio demoniaco! I demoni fantasma VS Exodia!" | 22 agosto 2007    | 26 luglio 2008          |
| 149                                      | Il gruppo è ancora sconvolto dalla morte di Zane, poi Bastion spiega agli altri che i loro amici sono ancora vivi ma sono stati portati in una delle altre dimensioni e che se Jaden non sconfiggerà Yubel allora non li rivedranno più. Jaden, Syrus e Crowler attraversano il portale mentre Yubel fa ritorno nella sua roccaforte. Qui Yubel incontra con sua gran sorpresa Adrian, che vuole sconfiggerlo per dimostrare la sua superiorità e distruggere la dimensione in cui si trovano. Yubel combatte usando le tre Bestie Sacre e evocando in seguito Armityle il Fantasma del Chaos mentre Adrian si difende con Exodius che sfrutta parte del potere di Exodia. Intanto che Yubel si porta in vantaggio, Jaden e i suoi amici arrivano all'esterno della roccaforte in cui si sta disputando il duello. |                   |                         |
| 150                                      | Sfida finale 「ユベル"召喚!」 - "Yuberu" shōkan! – "Evoco 'Yubel'!" | 29 agosto 2007    | 27 luglio 2008          |
| 150                                      | Dopo che Yubel ha totalmente sventato la strategia di Adrian di utilizzare Exodius, quest'ultimo corre ai ripari con un piano di riserva e sfrutta Castello della Nebbia e Re della Nebbia per attaccare e difendersi al meglio. Adrian intende sfruttare il potere speciale di Re della Nebbia per raccogliere quattro segnalini stemma in modo da far perdere 4000 Life Points al suo avversario ma in seguito cerca di evocare Exodia in una materia alternativa. Yubel tenta di impedirglielo in ogni modo possibile, evoca se stesso e sacrifica lo spirito di Echo, dopodiché Adrian perde il match e muore. Jaden e gli altri invece sono ormai dentro alla base e sono prossimi ad incontrare Yubel. |                   |                         |
| 151                                      | Energia interiore 「ネオスVSアドバンスド宝玉獣」 - Neosu VS Adobansudo Hōgyokujū – "Neos VS le Bestie Cristallo Evolute" | 5 settembre 2007  | 2 agosto 2008           |
| 151                                      | Jaden e gli altri arrivano da Yubel che gli racconta di aver annientato Adrian. In seguito, Neos e altri mostri del deck di Jaden incoraggiano quest'ultimo a dare il meglio di sé, poi il ragazzo dà inizio al duello con Yubel. Ad un certo punto, Neos dà alcune istruzioni a Jaden per distrarre Yubel con un attacco di Uomo Alato della Fiamma e tentare di entrare nella mente di Jesse per poi liberarlo da Yubel. Jaden fa un tentativo ma lui e Neos scoprono che Yubel ha trasportato lo spirito di Jesse da un'altra parte. La battaglia prosegue, Yubel chiama sul terreno di gioco Drago Arcobaleno Oscuro e lo usa per mettere in condizioni critiche il suo avversario. Poco dopo, Jaden scopre che lo spirito del suo amico è rinchiuso proprio all'interno della creatura dato che sente la sua voce che lo chiama. |                   |                         |
| 152                                      | La carta vincente 「超融合発動!レインボー·ネオス」 - Chō yūgō hatsudō! Reinbō Neosu – "Attiva la superfusione! Neos dell'Arcobaleno" | 12 settembre 2007 | 3 agosto 2008           |
| 152                                      | Il duello tra Jaden e Yubel continua e il primo tenta la rimonta. Le Bestie Cristallo sfruttano un momento di pausa creato da Kuriboh Alato per confermare a Jaden che lo spirito di Jesse è rinchiuso nella carta di Drago Arcobaleno Oscuro e che deve distruggere la carta magia terreno Oscurità Evoluta. Neos Tempesta spazza via Oscurità Evoluta, poi Jaden e le Bestie Cristallo riescono a comunicare brevemente con lo spirito di Jesse. Jaden utilizza poi la carta Super Polimerizzazione per liberare Jesse da Yubel e fondere Neos Tempesta con Drago Arcobaleno per dare vita a Neos dell'Arcobaleno. Yubel riesce però sottrarre Super Polimerizzazione grazie alla carta trappola Ultimo Inganno e fa concludere il duello in parità con Distruggi Mille. Sia Jaden che Jesse riescono a mettersi in salva ma subito dopo Yubel sfida Jaden in un altro duello. |                   |                         |
| 153                                      | Il ritorno del Sovrano Supremo 「選ばれしカード対決!エレメンタル·ヒーローVSユベル」 - Eraba reshi Kādo taiketsu! Erementaru Hīrō VS Yuberu – "La resa dei conti delle carte prescelte! Eroi Elementali VS Yubel" | 19 settembre 2007 | 9 agosto 2008           |
| 153                                      | Ora che Jesse è libero dal controllo di Yubel, Jaden vuole regolare i conti una volta per tutte con Yubel in persona. Yubel rinnova il suo invito per la sfida e invita il ragazzo a seguirlo, poi Jesse affida il suo deck di Bestie Cristallo e Jaden. Yubel fa ricordare a Jaden di quello che è successo in passato tra i due e spiega come è riuscito ad arrivare a lui dopo tutto questo tempo. Syrus e Ojama Giallo seguono lo stesso percorso di Jaden e incontrano lo spirito di Chazz. Giunti in un luogo sconosciuto, Jaden e Yubel danno il via alla battaglia finale, poi Syrus informa Jaden che ha visto Chazz e conferma la teoria di Bastion che i suoi amici non sono morti ma sono stati rinchiusi in un'altra dimensione. L'amico gli dice anche che deve saper controllare il Sovrano Supremo e sfruttare il suo potere al meglio, così Jaden si fa coraggio e fa riemergere il Sovrano Supremo. |                   |                         |
| 154                                      | L'evoluzione di Yubel 「甦る覇王十代!」 - Yomigaeru haō Jūdai! – "Il Sovrano Supremo Judai è risorto!" | 26 settembre 2007 | 10 agosto 2008          |
| 154                                      | Jaden riesce a tenere sotto controllo il potere del Sovrano Supremo e riprende il suo duello con Yubel. Nonostante alcuni dubbi, che vengono presto dissipati, Jaden inizia la sua rimonta e sfrutta al meglio i suoi Eroi Neo Spaziali. Yubel si evolve in Yubel Terrore Incarnato e mette Jaden con le spalle al muro. Il ragazzo pesca poi la carta Polimerizzazione e si fa assalire nuovamente dai dubbi ma viene rassicurato da Delfino Aqua Neo Spaziale. Nonostante ciò Jaden rischia di perdere e Yubel continua a stuzzicarlo, ma poi Jaden riesce a superare le proprie paure e si prepara ad utilizzare tutto il suo potere. Tramite Polimerizzazione, fonde Drago Arcobaleno e Neos per richiamare sul terreno Neos dell'Arcobaleno. |                   |                         |
| 155                                      | Il passato di Jaden 「レインボー·ネオスVSユベル究極態」 - Reinbō Neosu VS Yuberu kyūkyoku tai – "Neos dell'Arcobaleno VS Yubel forma finale" | 3 ottobre 2007    | 16 agosto 2008          |
| 155                                      | Jaden equipaggia Neos dell'Arcobaleno con la carta Velo dell'Arcobaleno e lancia un attacco a Yubel. Quest'ultimo però si difende con Rosa Demoniaca e i due danno inizio a una serie di contromosse. Yubel poi si trasforma in Yubel Incubo Finale, ma poi Jaden passa sulla difensiva ed elabora un'altra strategia. Prima che Jaden possa sconfiggere Yubel, questi usa i suoi poteri per trasportare Jaden nel passato e gli mostra del momento in cui Yubel si era offerto volontario per fare da guardiano protettore di colui che deteneva i poteri del Sovrano Supremo e combattere tutto il male. Si scopre quindi che per fare ciò doveva farsi trapiantare il cuore del drago e diventò il guardiano di un ragazzo molto simile a Jaden che per l'appunto aveva i poteri del Sovrano Supremo. Tornato nel presente, Jaden dice addio a Syrus e torna a combattere con Yubel con cui riesce finalmente a riappacificarsi. Così, utilizzando Super Polimerizzazione, Jaden fonde il suo spirito con quello di Yubel. Quasi tutti riescono a tornare nella loro dimensione, fatta eccezione di Jaden, Zane, Bastion, Adrian ed Echo. |                   |                         |
| 156                                      | Il ritorno di Jaden 「十代復活!?新たなる旅立ち」 - Jūdai fukkatsu!? Aratanaru tabidachi – "Judai risorge?! Un nuovo viaggio" | 10 ottobre 2007   | 13 giugno 2010          |
| 156                                      | È passata una settimana da quando i ragazzi hanno fatto ritorno all'Accademia del Duellante e Jaden viene ancora dato per disperso. Mentre stanno parlando nella sala da pranzo del dormitorio Slifer Rosso, Syrus sostiene che Jaden non può essere morto ed esce fuori. Qui Alexis, Hassleberry e Chazz ricordano alcuni loro duelli passati con Jaden. Mentre Syrus si ritrova da solo, ripensa al suo amico e ritiene di non averlo mai capito veramente, poi rimembra dei sacrifici di Jim, Axel e Zane e infine dell'addio di Jaden. Mentre osserva il cielo, Syrus esprime come desiderio a una stella cadente di far tornare Jaden e il ragazzo emerge poco dopo dal meteorite caduto nelle vicinanze. |                   |                         |

## Stagione 4
| Nº                               | Titolo italiano Giapponese 「Kanji」 - Rōmaji - Traduzione letterale | In onda          | In onda        |
| Nº                               | Titolo italiano Giapponese 「Kanji」 - Rōmaji - Traduzione letterale | Giapponese       | Italiano       |
| Arco di Nightshroud (24 episodi) | |                  |                |
| 157                              | Una minaccia si insinua! 「忍びよる脅威!「謎の来訪者」」 - Shinobiyoru kyōi! Nazo no raihōsha – "Una minaccia strisciante! Il misterioso visitatore" | 17 ottobre 2007  | 14 giugno 2010 |
| 157                              | È trascorso un mese dall'incidente di Yubel e la vita all'Accademia è tornata ad essere quella di prima. Jesse, Axel e Jim tornano nei loro istituti mentre Bonaparte e Marcel si trasferiscono per ritrovare il loro legame parentale. Jaden però rimane isolato nella sua stanza del dormitorio rosso e trova all'interno di una busta un cellulare. Nel frattempo il Duel System ha subito un guasto e non si possono più disputare nuovi duelli. Sheppard si rivolge a Chazz e Alexis per risolvere la questione, poi un ragazzo di nome Yusuke Fujiwara, che tutti credono che sia con loro da anni, esamina la sala computer e scopre l'ubicazione del dormitorio abbandonato. Dopo aver raccolto numerose carte all'interno di due valigette, Fujiwara tenta di distruggerle ma un'ombra comincia ad inseguirlo. Il ragazzo viene poi salvato dall'intervento di Jaden che lotta con l'incarnazione umana dell'ombra di prima. Sconfitto il suo avversario, questi afferma che ritornerà e se ne va, poi Fujiwara tenta di modificare i ricordi di Jaden ma quest'ultimo risulta invulnerabile all'ipnosi e gli chiede chi sia veramente. |                  |                |
| 158                              | Accademia del Duellante, addio 「さらばデュエルアカデミア!十代の選ぶ道」 - Saraba Dyueru Akademia! Judai no erabu michi – "Addio, Duel Academia! La strada scelta da Judai" | 24 ottobre 2007  | 15 giugno 2010 |
| 158                              | Siccome Fujiwara non è riuscito ad ingannare Jaden, se ne va emettendo una potente luce ma lascia cadere una piuma. Jaden chiama qualcuno al telefono per ottenere ulteriori informazioni riguardo a questo misterioso ragazzo. Mentre Atticus comincia ad avere degli incubi riguardo Fujiwara, Jaden va da Sheppard per ritirarsi dall'istituto in quanto ritiene che la sua presenza possa portare tutti in un serio pericolo. Sheppard informa poi il ragazzo dicendogli che qualcuno vuole parlargli e una volta giunto sul luogo dell'incontro trova Kagemaru e Sartorius. I due tentano di dissuaderlo dall'andarsene e lo informano che dovrà affrontare una nuova minaccia. Ad un certo punto fa ritorno l'uomo apparso dalle ombre, il quale si chiama Trueman il messaggero della verità, o più semplicemente Mr. T. Jaden affronta nuovamente Trueman e lo disintegra e nel mentre altri due Trueman finiscono di guardare lo scontro da un'altra dimensione e sostengono che devono sbarazzarsi del ragazzo. Jaden viene poi chiamato al telefono da Axel che gli dice che Fujiwara non è iscritto all'Accademia anche se è il suo nome appare negli archivi. Intanto al dormitorio abbandonato Atticus incontra Fujiwara. |                  |                |
| 159                              | Una sconvolgente rivelazione 「ダークネスの真相!十代VS吹雪」 - Dākunesu no shinsō! Jūdai VS Fubuki – "La verità dietro Darkness! Judai VS Fubuki" | 31 ottobre 2007  | 16 giugno 2010 |
| 159                              | Axel salva Atticus da Fujiwara, poi spiega a Jaden e Alexis che lo stesso Fujiwara sta perfezionando un progetto riguardante Nightshroud. A notte fonda, Atticus chiede a Jaden di aiutarlo a tornare nel dormitorio abbandonato e così i due si recano sul posto dove vengono presto raggiunti dai loro amici. Atticus propone a Jaden di duellare contro di lui per cercare di ricordare qualcosa riguardo al suo passato di quando era un Cavaliere delle Ombre e torna ad essere temporaneamente Nightshroud. Durante il duello, Nightshroud evoca Drago Oscuro Metallico Occhi Rossi ma Jaden lo sconfigge con Neos. Battuto il suo avversario, Atticus torna normale e ricorda degli studi di Fujiwara. Quest'ultimo infatti voleva ottenere potere e vita in eterno e sacrificò la sua anima per riuscire nello scopo e fondersi con Nightshroud ma prima lasciò la propria maschera ad Atticus. In seguito Atticus si perse in un'altra dimensione ma grazie alla maschera riuscì a sopravvivere, al contrario Fujiwara sparì nel nulla. Tuttavia si palesa sulla scena Fujiwara che accusa gli altri di aver lasciato morire il suo Master e Jaden rivela che in realtà quel ragazzo che hanno dinanzi è il mostro Onesto. |                  |                |
| 160                              | Anime che si fondono 「融合する魂!ネオスVS F·G·D」 - Yūgō Suru tamashī! Neosu VS F·G·D – "Anime che si fondono! Neos VS Drago a Cinque Teste" | 7 novembre 2007  | 17 giugno 2010 |
| 160                              | Onesto viene smascherato da Jaden e inizia ad attaccare l'area circostante. Jaden fa fuggire tutti gli altri e riesce ad aprirsi un varco grazie ad Axel. Onesto però li raggiunge e si mostra furioso nei loro confronti perché ritiene che abbiano lasciato morire di proposito il suo maestro Fujiwara e li attacca di nuovo ma Jaden difende i suoi amici grazie ai poteri di Yubel con cui ha fuso l'anima. Il mostro si calma, spiega che le anomalie sono legate al Mondo dell'Oscurità così come le carte che non si materializzano più. Appare Trueman che colpisce alle spalle Onesto, poi questi fonde il proprio spirito con l'anima di Jaden e si trasforma in una carta che viene aggiunta al deck del ragazzo. In seguito Jaden affronta e sconfigge Trueman e il suo Drago a Cinque Teste combinando i poteri di Neos e Onesto. Annientato il nemico, questi avverte che presto le tenebre più oscure assaliranno il mondo. Dopo aver chiarito che Jaden si era isolato per evitare di mettere nei guai gli altri, i suoi amici si offrono di aiutarlo a sconfiggere la minaccia. |                  |                |
| 161                              | Accetti la sfida? 「シャル·ウイ·デュエル?ペアデュエルへの招待」 - Sharu Ui Dyueru? Pea Dyueru e no shōtai – "Duelliamo? Invito a un duello a coppie" | 14 novembre 2007 | 18 giugno 2010 |
| 161                              | Hassleberry e altri studenti hanno in programma di organizzare un Duel Party per crearsi dei nuovi ricordi prima del diploma. Alexis però è combattuta su quale percorso professionale scegliere per il futuro e non sa rimanere all'Accademia per diventare una ricercatrice oppure andare a studiare nel Nord America. Jaden intanto continua ad isolarsi dagli altri nonostante le continue premure di Alexis e Blair. Passa una settimana e arriva il momento del Duel Party. Durante i festeggiamenti si da il via a un torneo di duelli a coppie miste e qui Jaden e Alexis finiscono nella stessa squadra. mentre Blair si ritrova con Hassleberry. Jaden e Alexis vincono contro Sheppard e Dorothy e poco a poco si fanno strada contro altre coppie di duellanti. Tuttavia la collaborazione dei due ragazzi non è delle migliori in quanto Jaden continua ad ignorare di proposito le carte coperte lasciate da Alexis e la cosa fa arrabbiare la ragazza. |                  |                |
| 162                              | Jaden contro Alexis 「十代VS明日香! 秘めた想いの伏せカード」 - Jūdai VS Asuka Himeta omoi no Fuse Kādo – "Judai VS Asuka! Le emozioni nascoste nelle carte coperte" | 21 novembre 2007 | 19 giugno 2010 |
| 162                              | Il torneo a coppie miste sta per volgere al termine e la finale si dovrà disputare tra Jaden e Alexis contro Hassleberry e Blair. Poco dopo il duello ha così inizio, e Jaden si rende conto di non essere sereno per via dei numerosi duelli che hanno messo a rischio la sua vita e quella dei suoi amici. Nonostante ciò il ragazzo prova a divertirsi ma continua ad ignorare le carte lasciate sul campo da Alexis. Blair gioca la carta Scambio di Partner e perciò Alexis va in squadra con Hassleberry mentre Blair con Jaden. Alexis crede che Jaden sia felice di non averla più in squadra, ma lui la sorprende rivelandosi emozionato di poter riaffrontare la sua amica dopo tanto tempo e perciò il duello inizia a farsi più impegnativo. Alexis distrugge Scambio di Partner, torna da Jaden e fa pace con lui. I due poi combinano le loro carte e battono i loro sfidanti. Alla sera, Alexis ringrazia Jaden e prova a confessare i sentimenti che prova per lui, poi il ragazzo le sorride e la saluta. |                  |                |
| 163                              | Psycho contro Cyber 「サイコ·ショッカーからの挑戦状」 - Saiko Shokkā kara no chōsen-jō – "Una sfida da Jinzo" | 28 novembre 2007 | 20 giugno 2010 |
| 163                              | Il cancelliere Sheppard viene attaccato e sconfitto da Makoto Inotsume, un duellante dello stile Psycho. Questi rivela di essere desideroso di affrontare Zane, che invece usa lo stile Cyber (nato nello stesso periodo di quello Psycho). Si scopre così che Zane è sopravvissuto allo scontro contro Yubel nel corpo di Jesse ed è stato curato dalla signorina Fontaine che lo avvisa che il suo cuore non è più a rischio a patto che non compia sforzi eccessivi. Sheppard chiama al telefono Zane e gli chiede di abbandonare l'isola per evitare di affrontare il duellante che lo sta cercando. Alla sera, Zane riceve un messaggio cartaceo da parte di Makoto che lo invita alla spiaggia a mezzanotte per un duello. Zane si reca sul posto e viene sfidato da Makoto in un duello tra lo stile Cyber e quello Psycho. Jaden e Syrus arrivano anche loro sul luogo e assistono Zane, il quale inizia a sentirsi male perché si sta sforzando troppo. Zane poi cade a terra e Syrus prende la coraggiosa decisione di terminare il duello per suo fratello e Makoto gli concede tre giorni di tempo per allenarsi. |                  |                |
| 164                              | Passaggio di deck 「受け継がれしサイバー·ダーク·ドラゴン」 - Uketsuga reshi Saibā Dāku Doragon – "Il Cyber Drago Oscuro ereditato" | 5 dicembre 2007  | 21 giugno 2010 |
| 164                              | Zane viene ricoverato dalla signorina Fontaine che afferma che si sta riprendendo. Syrus va a trovare il fratello e gli prende il deck, poi decide di allenarsi altrove ma si rende conto che le sofferenze patite da Zane sono dovute proprio allo stesso deck, dato che ogni volta che si pesca una carta si avverte una scossa in tutto il corpo. Jaden consiglia poi a Syrus di imparare a conoscere il deck senza cercare di imitare Zane e di farlo suo. Arriva il giorno della sfida, e Syrus sfida Makoto sulla spiaggia in orario serale. Jaden e Zane assistono al duello e qui Syrus riesce a vincere grazie a Drago Cyber Oscuro che distrugge Jinzo Supremo e di conseguenza Makoto viene sconfitto. Zane si complimenta con Syrus, gli dona il proprio deck affermando che ne creerà un altro ancora più potente e che vuole formare una vera lega dei professionisti assieme a lui. |                  |                |
| 165                              | Il traguardo di Chazz 「目指せ万丈目!プロデュエリストへの道!」 - Mezase Manjōme! Puro Dyuerisuto e no michi! – "Manjōme punta a tutto! Il percorso per un duellante professionista!" | 12 dicembre 2007 | 22 giugno 2010 |
| 165                              | Chazz desidera diventare un duellante professionista senza l'aiuto dei suoi fratelli ma fino ad ora ha continuato a ricevere domande respinte. Crowler, dopo aver sentito che il ragazzo è un po' demoralizzato, chiede ad Aster di assumere Chazz come suo assistente. Grazie a Jaden, Aster accetta la proposta e Chazz viene assunto come suo segretario personale ma presto si rende conto che la vita di un duellante professionista è più impegnativa di quanto si potesse immaginare. In seguito Chazz scopre che Aster svolge un duello con il suo allenatore nonostante sia ferito a un braccio e da quel momento inizia a portargli più rispetto. Aster poi affida una valigetta contenente delle carte rare a Chazz ma un giorno quest'ultimo non riesce più a trovarla e perciò è costretto a partecipare a un duello in diretta televisiva al suo posto. Aster intanto si reca alla società Senrigan Group, dove il suo capo afferma che all'interno della valigetta c'era un potenziamento per la suprema carta del destino. Siccome non si riesce più a trovare, l'unica possibilità di Aster per continuare ad essere un duellante professionista è che il suo assistente Chazz si aggiudichi la sfida in diretta TV. Il duello si svolge all'Accademia del Duellante e qui Chazz vestito da Ojama Giallo deve vedersela con Jaden ma perde e viene licenziato.                                                                         |                  |                |
| 166                              | Il ritorno di Aster 「アームド·ドラゴンVSドラグーン·D·エンド」 - Āmudo Doragon Bāsasu Doragūn Dī Endo – "Drago Armato VS Dragone del Destino Finale" | 19 dicembre 2007 | 23 giugno 2010 |
| 166                              | A seguito dell'errore di Chazz, Aster è stato costretto a ritirarsi e sparire dalle scene. Intanto Mike, un produttore televisivo, realizza un filmato falsificato che mostra Chazz sconfiggere Aster come giustificazione per l'uscita di scena di quest'ultimo. Si scopre che Chazz è diventato un duellante professionista e Mike gli fa da sponsor ufficiale. Dato che non si hanno tracce di Aster da tempo, Chazz decide di cercarlo e finisce per trovarlo in un paese e qui apprende da Emeralda che il ragazzo donava quasi tutte le sue vincite agli orfani di un istituto. La donna rivela a Chazz che Mike è il vero responsabile del furto della valigetta e che il suo intento è far chiudere l'orfanotrofio. Mike organizza poi un duello truccato tra Chazz e Aster, ma il primo decide di chiedere segretamente consiglio a Jaden per fare in modo che le cose si risolvano per il meglio. Mentre Chazz cerca di guadagnare tempo con Aster, Jaden cerca la carta rara e incontra Emeralda. Quando arriva il momento che Aster perda di proposito, viene causato un blackout e Jaden smaschera Mike e trova la carta. Costello, il presidente della Senrigan Group, fa fermare Mike e riammette Aster come duellante professionista, poi Jaden ridà la carta ad Aster. La sfida riprende, Chazz vince e Sheppard e Crowler ricevono delle telefonate di alcune persone che vogliono proporre un contratto da professionista per Chazz. |                  |                |
| 167                              | Il ricatto di Crowler 「恩返しデュエル!クロノスVS元祖ドロップアウト·ボーイ」 - Ongaeshi Dyueru! Kuronosu Basasu kanzo Doroppuauto Bōi – "Duello di gratitudine! Chronos VS il Dropout Boy originale" | 26 dicembre 2007 | 24 giugno 2010 |
| 167                              | Crowler sfoglia in anticipo quello che sarà l'album celebrativo dei diplomi ed inizia a commuoversi pensando ai suoi studenti che sono cresciuti. Un po' di tempo dopo, Jaden viene avvisato da Hassleberry e Blair che nell'ultimo periodo Crowler si sta comportando in modo anomalo, facendo richieste esagerate durante le lezioni come ad esempio facendo svolgere esercizi di ortografia, ripassi delle tabelline oppure esercizi fisici. Ad un certo punto il professore decide addirittura di sospendere le sue lezioni più volte e perciò gli studenti dell'Obelisk Blu cercano di indagare sulla faccenda ma Crowler continua a fuggire. Dopo essersi ritrovato tutta l'Accademia alle calcagna, Crowler finisce nell'arena dei duelli e afferma di non voler far prendere il diploma a nessuno. Siccome il professore sembra essere tornato meschino come un tempo, Jaden decide di risolvere la questione con un duello e Crowler afferma che se verrà sconfitto allora accetterà di fare lezione. Crowler si rende conto di essersi affezionato ai suoi studenti ed è quello il vero motivo per cui non vuole che ne se vadano. Il duello viene poi vinto da Jaden nello stesso identico modo che aveva mostrato durante l'esame di ammissione, e perciò combinando Grattacielo con Uomo Alato della Fiamma che distrugge Golem Ingranaggio Antico. Jaden ringrazia Crowler per il duello e il professore si commuove davanti a tutti.     |                  |                |
| 168                              | Corsa al duello 「卒業デュエル開始 ! ネオスVSホルスの黒炎竜」 - Sotsugyō Dyueru kaishi! Neosu VS Horusu no kokuen ryū – "L'inizio dei duelli di diploma! Neos VS Horus il Drago della Fiamma Oscura" | 4 gennaio 2008   | 25 giugno 2010 |
| 168                              | Un giovanissimo duellante di nome Tsutomu, residente alla città di Domino, viene aggredito da Trueman che sfrutta le sue emozioni negative per manipolarlo a proprio piacimento. Intanto all'Accademia del Duellante vengono indetti i duelli di diploma che rappresentano gli ultimi giorni di scuola. L'obiettivo dei duelli di diploma è quello di ottenere 100 punti e sarà possibile continuare ad accumularne per tutta la durata degli esami. Sheppard conferma inoltre che lo studente che riuscirà ad ottenere il punteggio più alto di tutti riceverà una replica del deck di Yugi. Jaden, dato che è uno Slifer Rosso e perciò uno degli studenti con il grado più basso, crede di potersi rilassare durante il torneo ma viene presto sfidato da Daigo Sorano e da altri studenti dell'Obelisk Blu. Axel scopre che a Domino sono spariti tutti i residenti. Jaden accetta la sfida di Sorano e dopo una dura sfida riesce a sconfiggerlo. Sorano ed altri studenti dell'Obelisk vengono aggrediti da Trueman e poco dopo Jaden scopre da una telefonata di Axel che Domino è completamente deserta. Jaden decide perciò di partire alla volta della città di Domino mentre Axel si ritrova dinanzi a Trueman. |                  |                |
| 169                              | Fiamme dal passato 「決断の代償 ! オブライエン炎の闇」 - Ketsudan no daishō! Oburaien no yami – "Il prezzo della decisione! Le fiamme dell'oscurità di O'Brien" | 9 gennaio 2008   | 26 giugno 2010 |
| 169                              | Axel vuole cercare di capire cosa stia tramando Trueman ma questi lo sfida in un duello. Durante la sfida però il ragazzo viene messo a dura prova dallo stesso Trueman che assumendo le sembianze di suo padre gli fa ricordare il suo passato per cercare di deconcentrarlo. Dopo aver fatto emergere alcuni tristi e drammatici ricordi riguardo ai suoi genitori, Axel viene sconfitto. In seguito, una copia malvagia di Axel cancella i ricordi riguardante l'originale andando dai genitori di quest'ultimo. Jaden arriva alla città di Domino per indagare sulle misteriose sparizioni ma si ritrova circondato da un esercito di copie malvagie di Axel. |                  |                |
| 170                              | La forza del destino 「斎王再び!「絶対運命決定力」発動!!」 - Saiō futatabi! "Zettai unmei kettei-ryoku" hatsudō!! – "Il ritorno di Saio! Il potere decisivo del destino assoluto!!" | 16 gennaio 2008  | 27 giugno 2010 |
| 170                              | Jaden fugge dalle copie di Axel ma si ritrova presto circondato da imitazioni di se stesso. Ad un certo punto però viene salvato da un misterioso motociclista che lo porta all'esterno della Kaiba Corporation e rivela di essere Sartorius. Questi svela che la città di Domino è caduta sotto le mani di Nightshroud ma quest'ultimo in realtà mira all'Accademia del Duellante. Mentre si dirigono verso l'eliporto, Sartorius spiega che Nightshroud ha sfruttato Axel per cercare di catturare Jaden. Ad un certo punto i due arrivano all'ultimo piano e qui Sartorius sfida Jaden in un duello che non può assolutamente rifiutare in quanto ha attivato un detonatore che farà crollare l'intero palazzo nel caso uno dei due dovesse tentare di uscire. Tuttavia Sartorius non è malvagio come sembra, infatti deve sfidare Jaden per tentare di salvare sua sorella Sabrina. Così parte la sfida e Sartorius combina le carte Viaggio del Destino e Energia Arcana 0 - Il Folle per impedire al suo avversario di evocare mostri, inoltre sfrutta la carta magia continua Semina del Folle per rimuovere il maggior numero di carte possibile dal deck avversario. Jaden tenta in più modi di fare breccia nelle difese del suo sfidante ma non riesce a fare molto viste le limitazioni imposte. |                  |                |
| 171                              | La fine del destino! 「運命の終焉!マグマ·ネオスVSザ·ダーク·ルーラー」 - Unmei no shūen! Maguma Neosu VS Za Dāku Rūrā – "La fine del destino! Magma Neos VS Il Sovrano dell'Oscurità" | 23 gennaio 2008  | 28 giugno 2010 |
| 171                              | La strategia di Sartorius si rivela più difficile del previsto da sgominare ma Jaden trova una via di uscita grazie alle carte Flauto Evoca-Kuriboh e Ali Trascendentali per chiamare sul terreno Kuriboh Alato e farlo evolvere fino al livello 10. Con il suo sacrificio riesce a sgombrare il campo, ma Sartorius evoca Energia Arcana EX Sovrano dell'Oscurità. Ad un certo punto Jaden sente la voce di Sabrina che lo supplica di salvare suo fratello dall'oscurità che lo sta opprimendo. Jaden rimane con solo 13 carte nel deck e sfrutta il suo potere per ribaltare la situazione e vince grazie a Neos equipaggiato con Rovescio di Neos. Sartorius viene sconfitto e si ricongiunge con Sabrina, poi i due spariscono all'interno di un vortice. Alla fine il detonatore innesca tutte le cariche e il palazzo inizia a crollare. |                  |                |
| 172                              | L'Accademia del Duellante in pericolo 「デュエルアカデミアの危機! 立ちはだかる宝玉獣」 - Dyueru Akademia no kiki! Tachiha dakaru Hōgyokujū – "Duel Academia in crisi! Le Bestie Cristallo che bloccano la strada" | 30 gennaio 2008  | 29 giugno 2010 |
| 172                              | Jaden sfrutta alcuni montacarichi per mettersi in salvo ma siccome questi sono pericolanti, evoca Neos che lo aiuta ad arrivare a terra illeso, poi prende la moto di Sartorius e si dirige verso l'Accademia del Duellante nonostante non sia nel pieno delle forze. Intanto Hassleberry continua a cercare Sorano, che risulta disperso, ma incontra Trueman con le sembianze del ragazzo che gli lancia una sfida. Jaden fa un incidente con la moto e subito dopo trova Trueman a sbarrargli la strada, perciò lo sfida in un duello. Presto il ragazzo si accorge che il suo avversario fa uso di un deck di Bestie Cristallo, che dovrebbe possedere solamente il suo amico Jesse. Dopo essere rimasto sorpreso dalla cosa, Jaden si batte con tutto se stesso ma ad un certo punto il suo avversario fa scendere in campo Drago Arcobaleno e lo sconfigge facendogli cadere una carta nera. Jaden apre finalmente gli occhi e si rende conto che la persona con cui ha duellato fino a poco prima era Jesse, il quale rivela che a causa della carta nera inserita da Sartorius nel suo deck vedeva la realtà in maniera distorta. Mentre i due decidono di unire le forze contro Nightshroud, Trueman sconfigge Hassleberry e lo fa sparire nell'oscurità. |                  |                |
| 173                              | Memorie rubate 「ダークネスの侵攻! 奪われた記憶」 - Dākunesu no shinkō! Ubawareta kioku – "L'invasione di Darkness! I ricordi rubati" | 6 febbraio 2008  | 30 giugno 2010 |
| 173                              | Trueman, con le sembianze di Sorano, aggredisce gli studenti dell'Accademia uno dopo l'altro trascinandoli nelle tenebre e cancellando il loro ricordo dagli altri. Chazz e Atticus si rendono conto che c'è qualcosa che non va e sono costretti a nascondersi insieme ad Alexis, Jasmine e Mindy per evitare di vedersela con un esercito di Trueman, i quali hanno deciso di venire allo scoperto e smettere di utilizzare dei travestimenti. Il gruppo concorda di far fuggire le ragazze ma queste vengono fatte sparire nel nulla, sorte che tocca poco dopo anche a Chazz. Atticus rimane completamente solo e usa temporaneamente la carta di Nightshroud solo per scoprire sua sorella e i suoi amici sono finiti una dimensione parallela in cui i loro sogni non vengono realizzati. In seguito, Atticus sfida Nightshroud e quest'ultimo accetta di duellare con lui. Il nemico tenta di far cedere a livello psicologico Atticus, ma arrivano Jaden e Jesse che gli fanno capire che lui ha usato i poteri ricevuti a fin di bene. Dopo aver recuperato vigore, il duello prosegue e Atticus smaschera il suo sfidante che rivela di essere Fujiwara. |                  |                |
| 174                              | Il potere della speranza 「発動!「クリアー·ワールド」恐怖のネガティブエフェクト」 - Hatsudō! (Kuriā Wārudo) Kyōfu no Negatibu Efekuto – "Mondo Chiaro, attivazione! Il feroce effetto negativo" | 13 febbraio 2008 | 1º luglio 2010 |
| 174                              | Fujiwara afferma di essere diventato un tutt'uno con il Mondo dell'Oscurità e intende procedere secondo la volontà di Nightshroud. La sfida viene ripresa da dove era rimasta, Fujiwara gioca la carta magia terreno Mondo Chiaro che porta diversi effetti negativi a seconda degli attributi delle carte dei giocatori e sfrutta le carte di attributo Chiaro per mettere in seria difficoltà Atticus. In seguito, Fujiwara mostra ad Atticus, Jaden e Jesse l'oscurità che risiede nei cuori di Chazz, Syrus ed Alexis tramite alcune visioni e cerca di scoraggiare il suo avversario. Fujiwara afferma anche che le loro anime sono state assorbite da Nightshroud per evitare di portare fardelli sulle spalle ma Atticus non si arrende. Il forte legame d'amicizia che prova Atticus per Fujiwara si rivela più forte del previsto e riesce a concludere il duello in parità, ma entrambi finiscono per sparire nel nulla. Tuttavia si scopre che le ultime fasi del duello sono in realtà avvenute nella mente di Atticus e perciò Fujiwara ha esaminato le sue mosse per determinare quale fosse l'oscurità del suo cuore. A questo punto Fujiwara conclude il duello a suo favore e Atticus è l'unico a sparire, poi il primo si prepara ad affrontare Jaden e Jesse. |                  |                |
| 175                              | Battle Royal a tre! 「バトルロワイヤル!十代VSヨハンVS藤原」 - Batoru Rowaiaru! Jūdai VS Yohan VS Fujiwara – "Battle Royale! Judai VS Yohan VS Fujiwara" | 20 febbraio 2008 | 2 luglio 2010  |
| 175                              | Cala improvvisamente la notte e Jaden e Jesse decidono di duellare assieme contro Fujiwara per farlo rinsavire dato che non vuole dare nemmeno retta al suo vecchio mostro Onesto. Fujiwara riesce poi a giocare Mondo Chiaro, ma in seguito si rende conto che i suoi due avversari formano una combinazione difficile da contrastare e perciò tenta di spezzare il loro legame per portarsi in vantaggio. Così Fujiwara guarda nell'oscurità del cuore di Jesse e lo convince a combattere contro Jaden. Tuttavia i due ragazzi vanno avanti per poco anche perché rivelano che la loro era tutta una messinscena e tornano ad affrontare Fujiwara insieme. I due allora scatenano il meglio dei rispettivi Eroi Elementali e Bestie Cristallo ma Fujiwara si difende grazie a Drago Vizio Chiaro che manda all'attacco contro Uomo Alato della Fiamma. |                  |                |
| 176                              | Il protettore degli affetti 「絆を守りしものレインボー･ネオスVSクリアー·ヴィシャス·ナイト」 - Kizuna o mamori shimo no Reinbō Neosu VS Kuriā Vishasu Naito – "Neos dell'Arcobaleno, protettore dei legami VS Cavaliere Maligno Chiaro" | 27 febbraio 2008 | 3 luglio 2010  |
| 176                              | Jaden riesce a proteggersi dall'attacco di Drago Vizio Chiaro ma perde diversi Life Points. Il legame di amicizia tra Jaden e Jesse finisce per disgustare Fujiwara, il quale attiva le carte trappola Attributo Gravità e Attributo Camaleonte per fare in modo che i mostri di Jesse attacchino quelli di Jaden. La tattica si rivela letale e mette i due in gran difficoltà. Secondo Fujiwara legami e affetti sono i principali responsabili del dolore e della sofferenza che si possono provare nella vita e Onesto rivela che Fujiwara perse entrambi i genitori quando era ancora bambino e che lui gli fece da protettore. Una volta cresciuto, Fujiwara entrò in contatto con l'oscurità e gli fece desiderare di dimenticare gli altri prima di essere dimenticato a sua volta. Jaden evoca Onesto e Fujiwara lo attacca ma Jesse si sacrifica per salvare i Life Points dell'amico. Quest'ultimo riesce a far scendere in campo Drago Arcobaleno dalla sua parte del terreno e lo fonde con Neos per dare vita a Neos dell'Arcobaleno che sconfigge Cavaliere Maligno Chiaro e di conseguenza Fujiwara. Quest'ultimo si ricongiunge con Onesto ma l'ombra di Nightshroud presente in cielo non si è ancora dissolta. |                  |                |
| 177                              | Il vero volto di Nightshroud 「恐怖のコンボ!「虚無と無限」」 - Kyōfu no Konbo! "Kyomu to mugen" – "La combo del terrore! "Zero e Infinito"" | 5 marzo 2008     | 4 luglio 2010  |
| 177                              | Anche se Nightshroud si è separato da Fujiwara, la sua oscurità continua ad inghiottire tutto e Jaden scopre che non c'è più nessuno oltre loro sulla Terra. Nightshroud invita così Jaden a farla finita una volta per tutte e Banner avvisa il ragazzo che quella sembra un'eclissi in realtà è qualcosa di più pericoloso. Emerge il vero Nightshroud e Banner afferma che la sfera oscura da cui è giunto contiene moltissime anime, cosa che viene confermata dallo stesso Nightshroud che sostiene che quello è il Mondo dell'Oscurità. Nightshroud mostra, tramite una visione, il suo mondo che è nato grazie al Duel Monsters e all'oscurità dei cuori di tutti i duellanti e si autodichiara un messia. Più tardi, Jaden sfida Nightshroud in un durissimo e imprevedibile duello per salvare il mondo. Il nemico però è più temibile del previsto grazie alla combinazione delle carte Zero e Infinito che danno del filo da torcere a Jaden. La situazione si fa disperata, ma interviene Yubel, che cerca di aiutarlo. Grazie ad Alleato dell'Oscurità, Nightshroud obbliga Yubel a venire nella sua parte del terreno per farle attaccare Jaden ma questi riesce a deviare l'offensiva. Grazie a Super Polimerizzazione, Jaden riesce a fondere Neos con Yubel creando così Neos Uomo Saggio che gli permette di rimontare. |                  |                |
| 178                              | Duello finale 「最後の希望!遊城十代」 - Saigo no kibō! Yūki Jūdai – "La speranza finale! Judai Yuki" | 12 marzo 2008    | 5 luglio 2010  |
| 178                              | Nightshroud evoca Occhio dell'Oscurità che gli permette di vedere le carte coperte dell'avversario e riattiva la combo delle carte Zero e Infinito. Jaden però risponde mandando Neos Uomo Saggio all'attacco e si libera di Occhio dell'Oscurità. La sfida va avanti e Nightshroud rivela di essere l'incarnazione del futuro dell'umanità, la quale sarà destinata alla rovina più totale. Dopo una serie di contromosse senza freni, Jaden si oppone con tutto se stesso a Nightshroud e afferma che l'umanità non si arrenderà mai nonostante le difficoltà che dovrà affrontare. Il discorso del ragazzo fa in modo che tutte le persone rapite tornino sulla Terra e Jaden usa la carta trappola Visione del Futuro per evocare Neos Divino con il quale sconfigge Nightshroud. Quest'ultimo però avverte Jaden che un giorno tornerà e oscurerà il mondo con le sue tenebre, dopodiché esplode facendo ritornare la luce nel mondo. |                  |                |
| 179                              | L'ultimo giorno in Accademia 「さよなら十代!涙の卒業式」 - Sayonara Jūdai! Namida no sotsugyō shiki – "Addio Judai! Una cerimonia dei diplomi in lacrime" | 19 marzo 2008    | 6 luglio 2010  |
| 179                              | Ora che Nightshroud è stato sconfitto, il mondo torna alla normalità e tutti vanno incontro a Jaden. In seguito viene dato inizio alla cerimonia di assegnazione dei diplomi e alla premiazione dei duelli di fine anno. I tre studenti che hanno ricevuto il punteggio più alto sono Chazz, Syrus e Alexis ma tutti e tre rifiutano di ricevere la replica del deck di Yugi in quanto ritengono che non esiste deck più forte di quello che si crea da sè. Dopo una serie di discorsi e la consegna dei diplomi, alla sera si tiene una festa ma Jaden decide di non presentarsi perché intende partire per un viaggio per aiutare le persone che gli spiriti dei duelli in difficoltà. Tuttavia prima che possa andarsene, Kuriboh Alato lo conduce nella sala in cui è custodito il deck di Yugi e incontra quest'ultimo che gli dice che è in tre anni è diventato molto forte ma ha perso qualcosa di importante e che deve riprendersela. Jaden viene catapultato nel passato e incontra lo Yugi del passato con cui da inizio a un duello. |                  |                |
| 180                              | La leggendaria sfida del diploma 「真の卒業デュエル!十代VS伝説のデュエリスト」 - Shin no sotsugyō Dyueru! Jūdai VS densetsu no Dyuerisuto – "Il vero duello di diploma! Judai VS il duellante leggendario" | 26 marzo 2008    | 7 luglio 2010  |
| 180                              | Yugi e Jaden continuano la loro sfida con una serie di contromosse senza fine. Ad un certo punto Yubel fa capire a Jaden che la cosa che ha perso nel corso dei tre anni è la passione per i duelli. Quando Jaden sembra avere la vittoria in pugno, Yugi viene sostituito da Yami Yugi che vuole sfidare il ragazzo riconoscendo la sua grandissima forza. Yami Yugi riesce poi ad evocare Slifer Drago del Cielo, una delle tre Carte delle Divinità Egizie, e Jaden manda Neos all'attacco. Il duello si conclude ma non è dato sapere chi sia stato l'effettivo vincitore. Tornato al presente, Jaden trova una lettera con i saluti dei suoi amici dell'Accademia e decide di incamminarsi accompagnato dallo spirito di Banner e il gatto Faraone verso la sua prossima avventura. |                  |                |

## Pubblicazione

### Giappone
Gli episodi di Yu-Gi-Oh! GX sono stati pubblicati per il mercato home video nipponico in box da più DVD dal 15 giugno 2005 al 20 agosto 2008.
| Volume | Episodi | Data              |
| ------ | ------- | ----------------- |
| 1      | 1-12    | 15 giugno 2005    |
| 2      | 13-24   | 21 settembre 2005 |
| 3      | 25-36   | 14 dicembre 2005  |
| 4      | 37-48   | 15 marzo 2006     |
| 5      | 49-60   | 21 giugno 2006    |
| 6      | 61-72   | 20 settembre 2006 |
| 7      | 73-84   | 19 dicembre 2006  |
| 8      | 85-96   | 21 marzo 2007     |
| 9      | 97-108  | 20 giugno 2007    |
| 10     | 109-120 | 19 settembre 2007 |
| 11     | 121-132 | 19 dicembre 2007  |
| 12     | 133-144 | 19 marzo 2008     |
| 13     | 145-156 | 18 giugno 2008    |
| 14     | 157-168 | 16 luglio 2008    |
| 15     | 169-180 | 20 agosto 2008    |